# Мазаччо
Мазаччо (итал. Masaccio; также Мазаччьо, настоящее имя Томмазо ди сер Джованни ди Моне ди Андреуччо Кассаи, или Томмазо ди сер Джованни ди Гвиди (итал. Tommaso di Ser Giovanni di Mòne di Andreuccio Cassài; 21 декабря 1401, Сан-Джованни-Вальдарно, Тоскана — осень 1428, Рим) — итальянский живописец, крупнейший мастер флорентийской школы, реформатор живописи раннего Возрождения периода кватроченто.

Он может быть назван в числе первых, устранивших большую часть трудностей, несовершенства и препятствий в искусстве, и что именно он и положил начало прекрасным позам, движениям, порывам и живости, а также некоей рельефности поистине настоящей и естественной, чего до него никогда ещё не делал ни один живописец… То, что было сделано до него, можно назвать искусственным, а его — живым, правдивым и естественным". 

## Биография
Мазаччо родился 21 декабря 1401 года в день Святого Фомы, в честь которого и был назван, в семье нотариуса по имени Сер Джованни ди Моне Кассаи и его супруги Якопы ди Мартиноццо.
Симон, дед будущего художника (со стороны отца), был мастером художественного ремесла, изготовлявшим сундуки-кассоне (отсюда и фамилия «Кассаи»), а также другие предметы мебели. Исследователи видят в этом факте семейную художественную преемственность, возможность того, что будущий живописец столкнулся с искусством и получил свои первые уроки у деда. Дед Симон был состоятельным ремесленником, имел несколько садовых участков и собственный дом.
Прозвание «Мазаччо» (итал. masaccio — мазила) художник получил, по утверждению Вазари, не за неряшливость, а за «рассеянность, которая не мешала оказывать услуги и любезности другим».
Через пять лет после рождения Томмазо отец, которому было всего двадцать семь лет, внезапно скончался. Его супруга была беременна и вскоре она родила второго сына, которого назвала в честь отца — Джованни. Впоследствии он тоже стал художником, известным под прозванием Скеджа (lo Scheggia). Оставшись с двумя детьми на руках, Якопа вскоре вторично вышла замуж, на сей раз за аптекаря Тедеско ди Мастро Фео — вдовца, имевшего двух дочерей. Второй муж Якопы скончался 17 августа 1417 года, когда Мазаччо не исполнилось и шестнадцати лет. После этого он стал старшим мужчиной в семье, фактически её кормильцем. Архивные документы сообщают о винограднике и части дома, оставшихся после смерти второго мужа Якопы, однако она ими не пользовалась и доходов с них не имела. Одна из сестёр Мазаччо впоследствии вышла замуж за художника Мариотто ди Кристофано.
Мазаччо рано переехал во Флоренцию. Исследователи предполагают, что переезд произошёл до 1418 года. Сохранились документы, согласно которым мать Мазаччо снимала жилое помещение в районе Сан-Никколо. Вероятно, мастерская, в которой работал художник, находилась где-то неподалёку. Джорджо Вазари утверждал, что его учителем был Мазолино, однако это не соответствует действительности. Мазаччо получил звание мастера живописи и 7 января 1422 года вступил в Гильдию врачей и аптекарей (Arte dei Medici e Speziali), в которой в то время состояли живописцы, то есть раньше Мазолино, принятого в 1423 году. Кроме того, в его произведениях не видно никаких следов влияния этого художника. Некоторые исследователи считают, что в 1421 году он работал в мастерской Биччи ди Лоренцо, и приписывают ему терракотовый раскрашенный рельеф из церкви Сан-Эджидио. Однако стилистика произведений этих художников слишком разная, чтобы говорить об их близком контакте. Тем не менее, в мастерской Биччи ди Лоренцо с 1421 года работал младший брат Мазаччо — Джованни (Скеджа).
Настоящими учителями Мазаччо были Брунеллески и Донателло. Сохранились сведения о личной связи Мазаччо с этими двумя выдающимися мастерами раннего Возрождения. Они были его старшими товарищами и к моменту созревания художника уже сделали свои первые успехи. Брунеллески к 1416 году был занят разработкой линейной перспективы, следы которой можно видеть в рельефе «Битва Святого Георгия с драконом» Донателло — с ним он делился своими открытиями. У Донателло Мазаччо позаимствовал новое осознание человеческой личности, характерное для статуй, выполненных этим скульптором для церкви Орсанмикеле.
В искусстве Флоренции начала XV века доминировал стиль, известный как «интернациональная готика». Художники этого стиля создавали в своих картинах призрачный мир аристократичной красоты, полный лиризма и условностей. В сравнении с ними произведения Мазаччо, Брунеллески и Донателло были полны натурализма и суровой жизненной прозы. Следы влияния старших друзей можно видеть в самой ранней из известных работ Мазаччо.

## Триптих Сан-Джовенале (Триптих из церкви Святого Ювеналия)

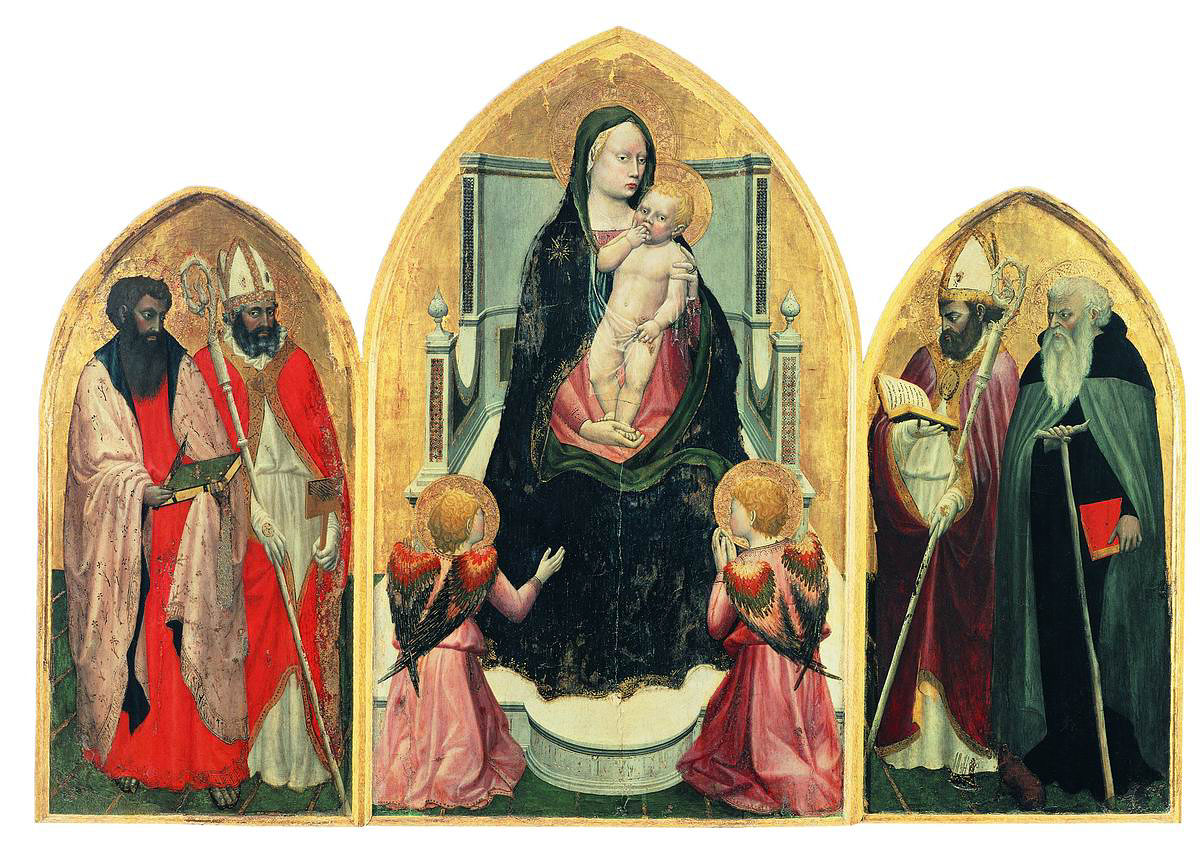
Триптих Святого Ювеналия. 1422. Дерево, темпера, золочение. Музей Мазаччо, Реджелло, Тоскана

Современные исследователи считают этот триптих первым достоверным произведением Мазаччо (его размеры: центральная панель 108 х 65 см, боковые — 88 х 44 см). Он был обнаружен в 1961 году итальянским учёным Лючано Берти в небольшой церкви Сан-Джовенале, расположенной недалеко от городка Сан-Джованни-Вальдарно, в котором родился Мазаччо, и показан на выставке «Ancient sacred Art» (Старинное священное искусство). Вскоре Берти пришёл к заключению, что триптих является оригинальной работой Мазаччо, основанием для этого послужило сильное сходство персонажей с персонажами других произведений художника — «Мадонны с Младенцем и Святой Анной» из галереи Уффици, Флоренция, «Мадонны» из Пизанского полиптиха, и Полиптиха из церкви Санта-Мария-Маджоре в Риме.
В центре алтаря Мадонна с Младенцем и двумя ангелами, справа от Неё святые Варфоломей и Бьяджо (Власий Севастийский), слева — святые Амвросий и Ювеналий. В нижней части произведения есть надпись, сделанная уже не готическим шрифтом, а римским капитальным, применявшимися гуманистами того времени в своих письмах. Это первая по времени неготическая надпись в Европе: ANNO DOMINI MCCCCXXII A DI VENTITRE D’AP(PRILE). (23 апреля 1422 года от Рождества Христова). Однако, реакция против готики, от которой остались в наследство золотые фоны триптиха, заключалась не только в надписи. При точке зрения сверху, что характерно для живописи треченто, композиционное и пространственное построение триптиха выполнено по правилам перспективы, разработанной Брунеллески, может быть даже чрезмерно геометрически-прямолинейно (это естественно для ранних опытов в области перспективы). Пластика форм и смелость ракурсов создают впечатление массивной объёмности, какого в итальянской живописи не существовало до этого.
Согласно исследованным архивным документам, произведение было заказано флорентийцем Ванни Кастеллани, который патронировал церковь Сан-Джовенале. Монограмму его имени — две буквы V, исследователи видят в сложенных крыльях ангелов, ещё одну V составляют посохи святых с левой и правой створок. Триптих был написан во Флоренции, а в 1441 году он уже упоминается в инвентарной описи церкви Сан-Джовенале. Об этом произведении не сохранилось никаких мемуарных свидетельств, хотя Вазари упоминает две работы молодого Мазаччо в районе Сан-Джованни-Вальдарно.
После реставрации триптих был показан на выставке «Metodo a Sienza» в 1982 году, где вновь привлёк внимание критики. Ныне он хранится в Музее Мазаччо в Реджелло.

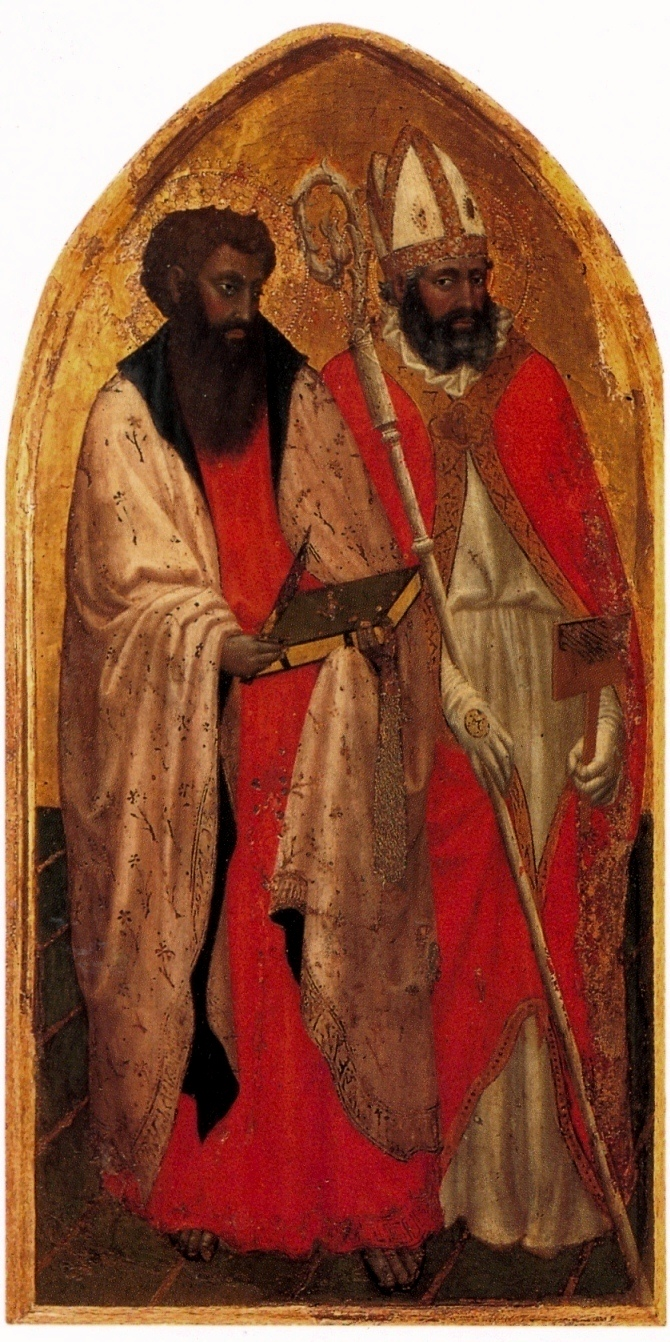
Триптих Святого Ювеналия. Левая створка. Святые Варфоломей и Бьяджо
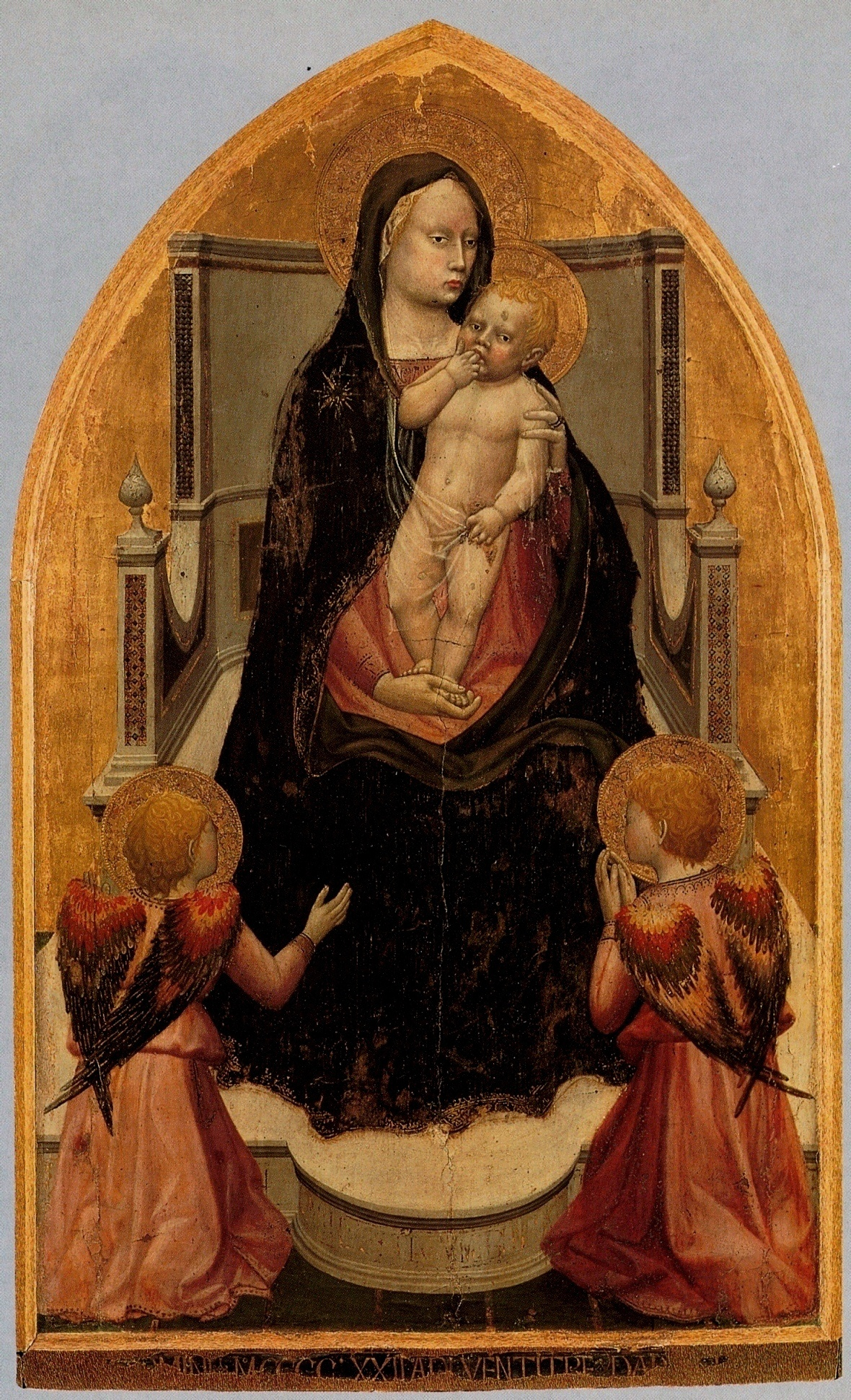
Триптих Святого Ювеналия. Мадонна с Младенцем
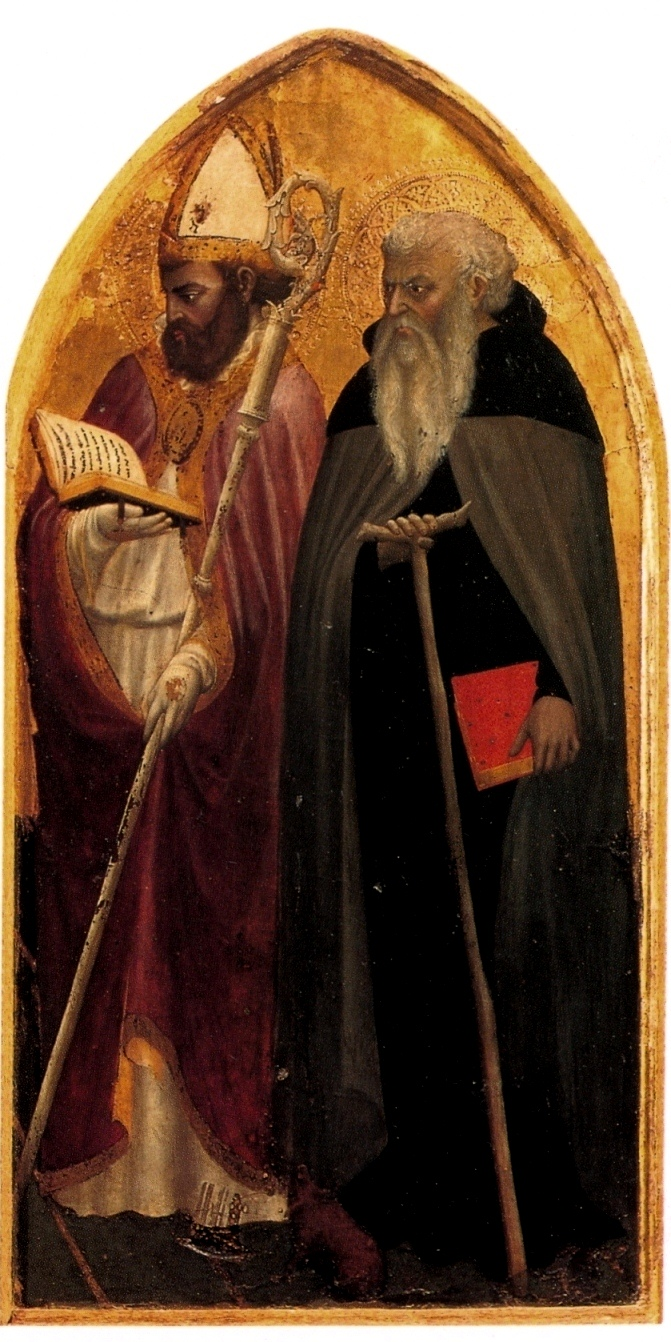
Триптих Святого Ювеналия. Правая створка. Святые Амвросий и Ювеналий

## «Сагра» (Освящение)

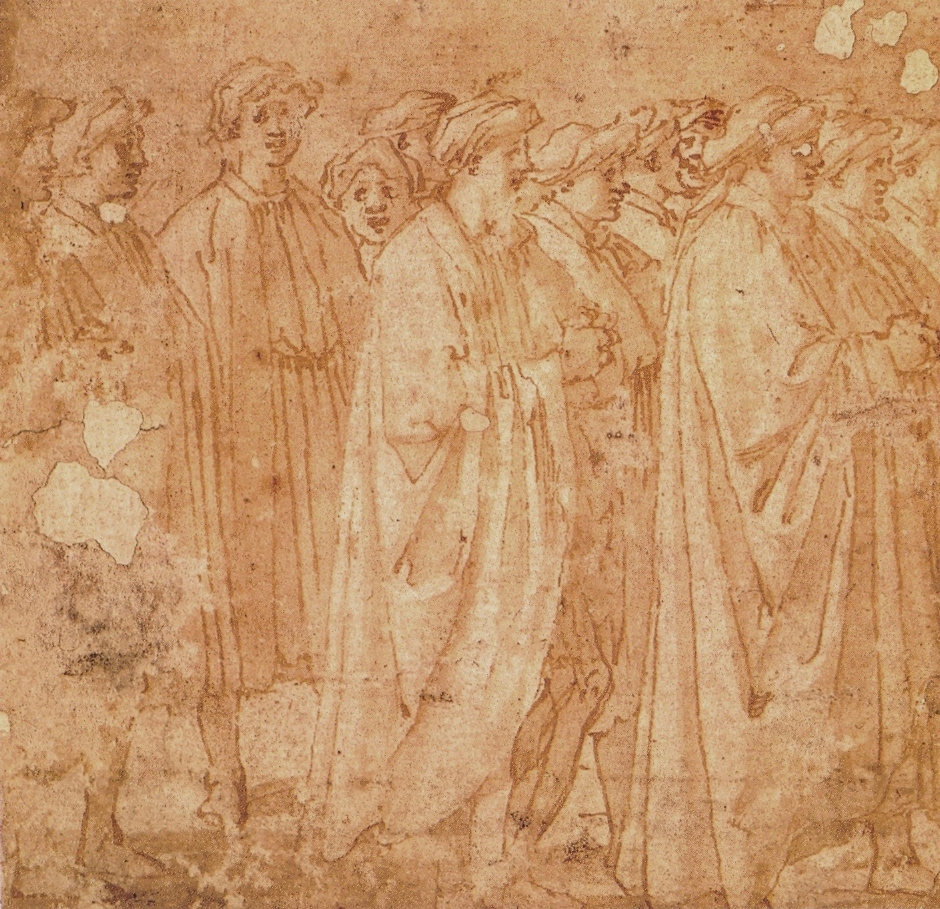
Флорентийский художник 2-й пол. XVI в. Рисунок «Сагры» Мазаччо. Кабинет рисунков, Флоренция

19 апреля 1422 года Мазаччо вместе с Донателло, Брунеллески и Мазолино принимал участие в торжественной церемонии освящения церкви Санта-Мария-дель-Кармине, находившейся при кармелитском монастыре во Флоренции. В следующем году на стене над входом в монастырь появилась фреска в память об этом событии под названием «сагра» (итал. sagra — освящение, дословно: праздник). «В Сагре флорентийцы видели самих себя — бесчисленное множество граждан в плащах и с капюшонами, которые следуют за процессией, и в их числе Филиппо Брунеллески в деревянных сандалиях», а также Донателло, Мазолино и те представители флорентийской аристократии, которые выступали за преобразования в республике и боролись против миланской угрозы — Джованни ди Биччи Медичи, Никколо да Уццано, Феличе Бранкаччи, Бартоломео Валори, Лоренцо Ридольфи, добившегося в 1425 году заключения договора с Венецией против Милана. «Фигуры, — по определению Вазари, — были размещены по пяти-шести в ряд, пропорционально уменьшаясь с удалением от переднего плана» и «стоя всей ступнёй на одной и той же поверхности». Удивляло, прежде всего сходство «Сагры» с живыми впечатлениями от действительности. Художник «решительно опустил своих современников на землю».
Мазаччо использовал сюжет религиозной церемонии «для воплощения актуальных гражданских, республиканских, политико-патриотических идей». Вполне возможно, что реализм Мазаччо воспринимался в то время не просто как антитеза готике, но и как демократическое искусство средних слоёв, служившее неким идейным противовесом аристократии. Однако в этом произведении очевидны и античные влияния. Художник, вероятно, побывал в Риме на праздновании Юбилейного 1423 года Католической церкви, потому что только этой поездкой можно объяснить то, что изображённая на фреске процессия сильно напоминала древнеримские рельефы. Мазаччо внимательно изучал искусство Древнего Рима и раннее христианское искусство.
Фреска «Освящение» просуществовала примерно до 1600 года. До наших дней дошли только рисунки разных художников, (в частности и Микеланджело), копирующие фрагменты этой фрески. Для своего времени она обладала большой новизной, и, вероятно, не понравилась заказчикам в силу слишком большого впечатления реальности, которое она производила. В ней не было ничего от привычной готики с её аристократичностью, узорчатыми дорогими тканями, золотыми украшениями.

## Портрет
В своём «Жизнеописании Мазаччо» Вазари упоминает три выполненных им портрета. Историки искусства впоследствии отождествили их с тремя «портретами молодого человека»: из Музея Гарднер, Бостон, из Музея изящных искусств, Шамбери, и из Национальной галереи искусства в Вашингтоне. Большинство современных критиков считает, что два последние не являются работами Мазаччо, поскольку в них ощущается вторичность и более низкое качество. Они были написаны позже, или, возможно, скопированы с работ Мазаччо. Целый ряд исследователей считает достоверным только портрет из музея Изабеллы Гарднер, а Берти и Раггьянти утверждают, что на нём изображен молодой Леон Баттиста Альберти. Портрет датируют периодом между 1423 и 1425 годами; Мазаччо создал его раньше, чем другой портрет Альберти, характерный профиль которого можно видеть в его фреске «Святой Пётр на троне» в капелле Бранкаччи церкви Санта-Мария-дель-Кармине во Флоренции, где тот изображён справа от самого Мазаччо.

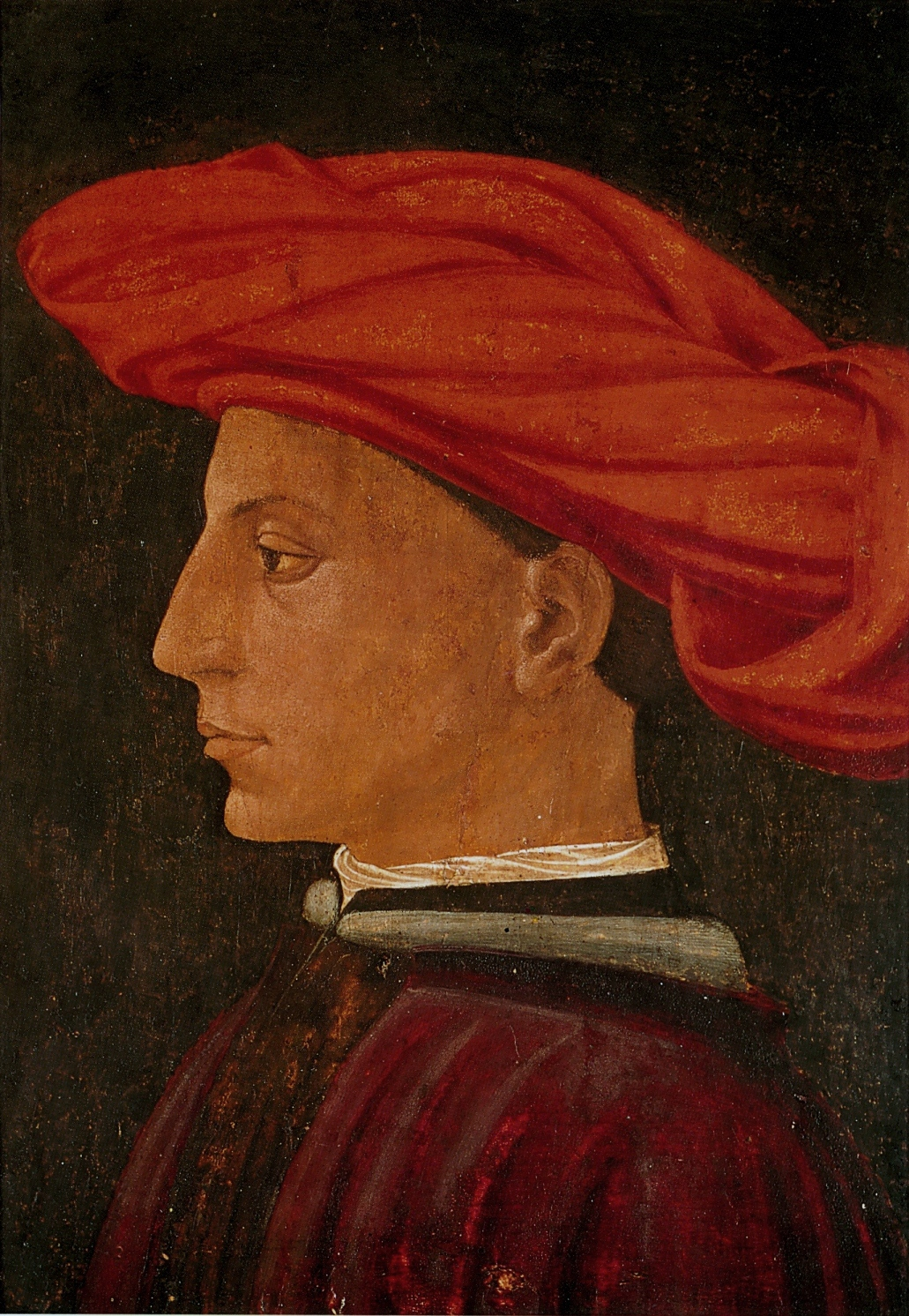
Мазаччо. Портрет молодого человека (Альберти?). Между 1425 и 1427. Дерево, темпера. Музей Изабеллы Гарднер, Бостон, США
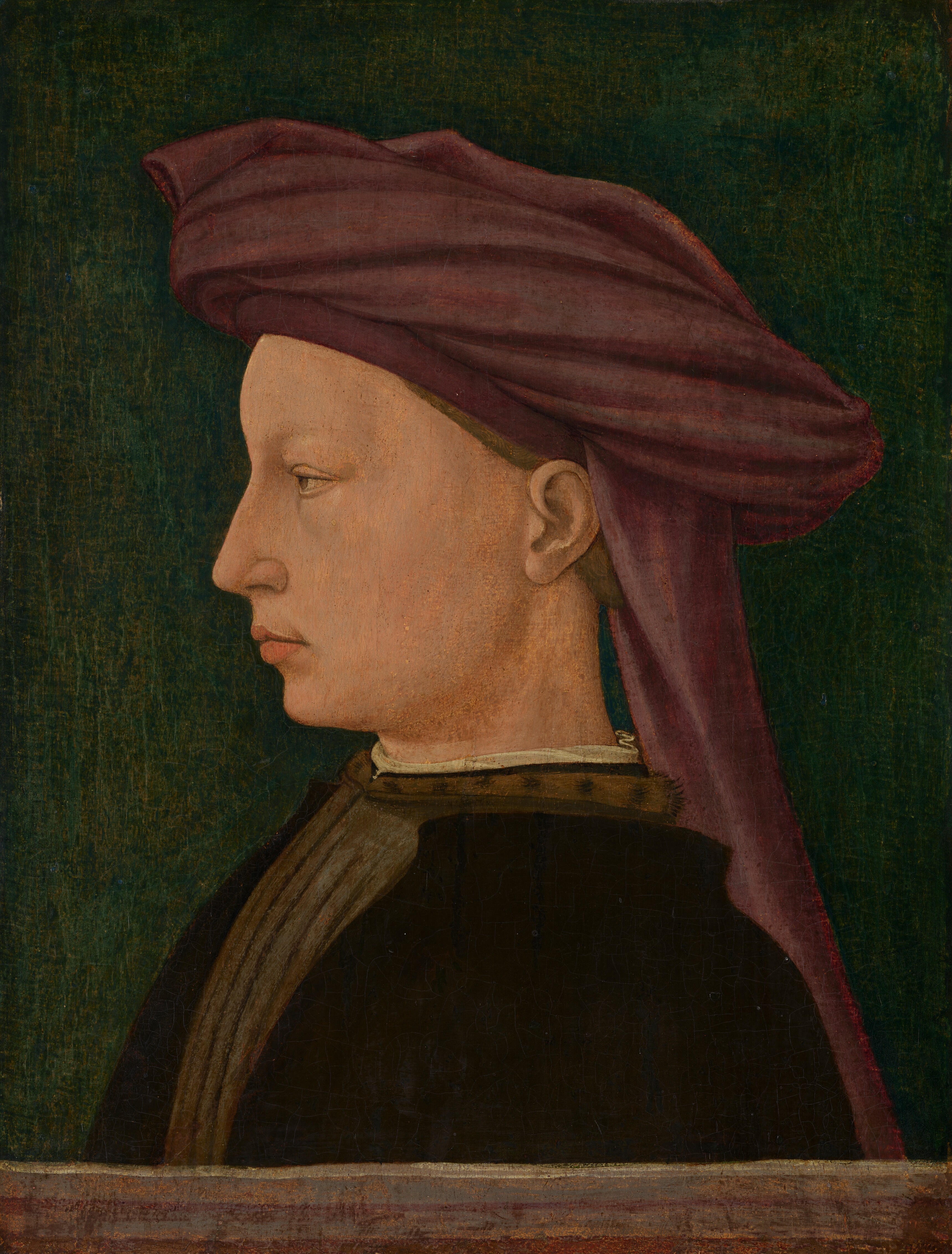
Портрет молодого человека. Между 1430 и 1450. Дерево, темпера. Национальная галерея искусства, Вашингтон
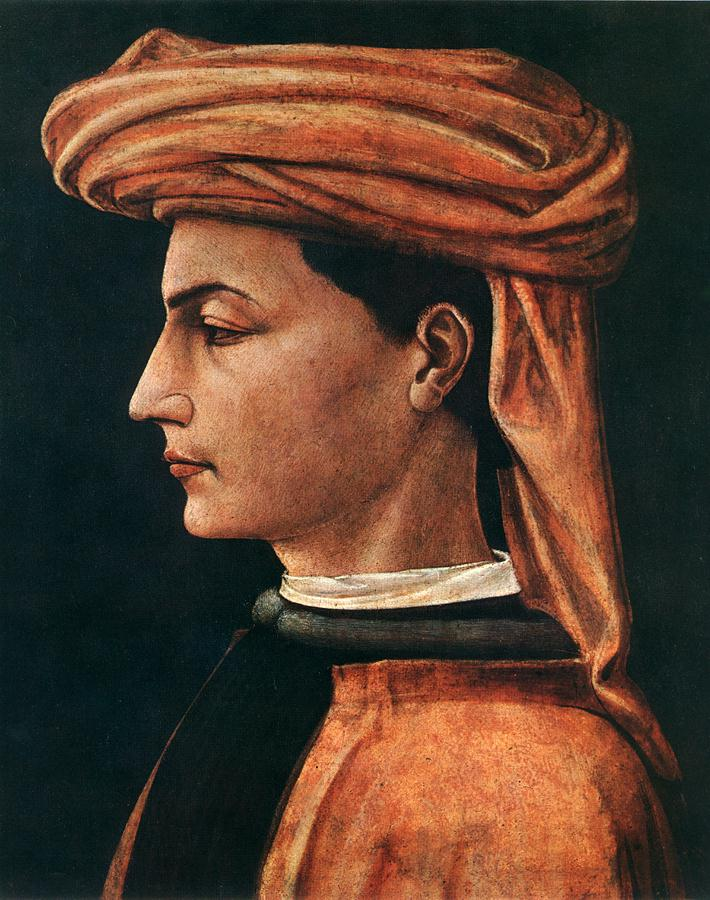
Портрет молодого человека. Между 1440 и 1442. Дерево, темпера. Музей изящных искусств, Шамбери

## Мазаччо и Мазолино

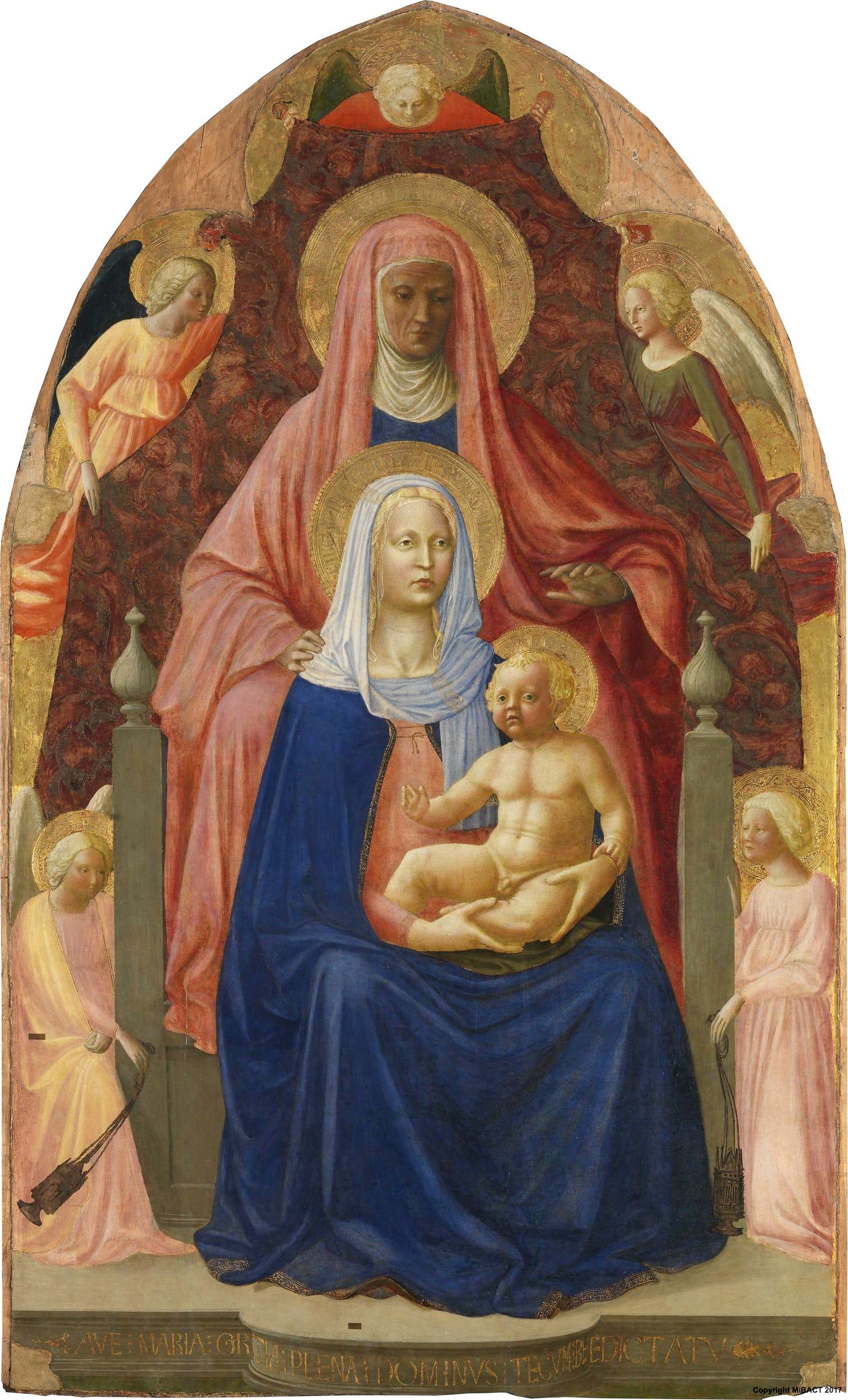
Мазаччо и Мазолино. «Anna selbdritt». Мадонна с Младенцем и святой Анной. 1424—1425. Дерево, темпера. Уффици, Флоренция

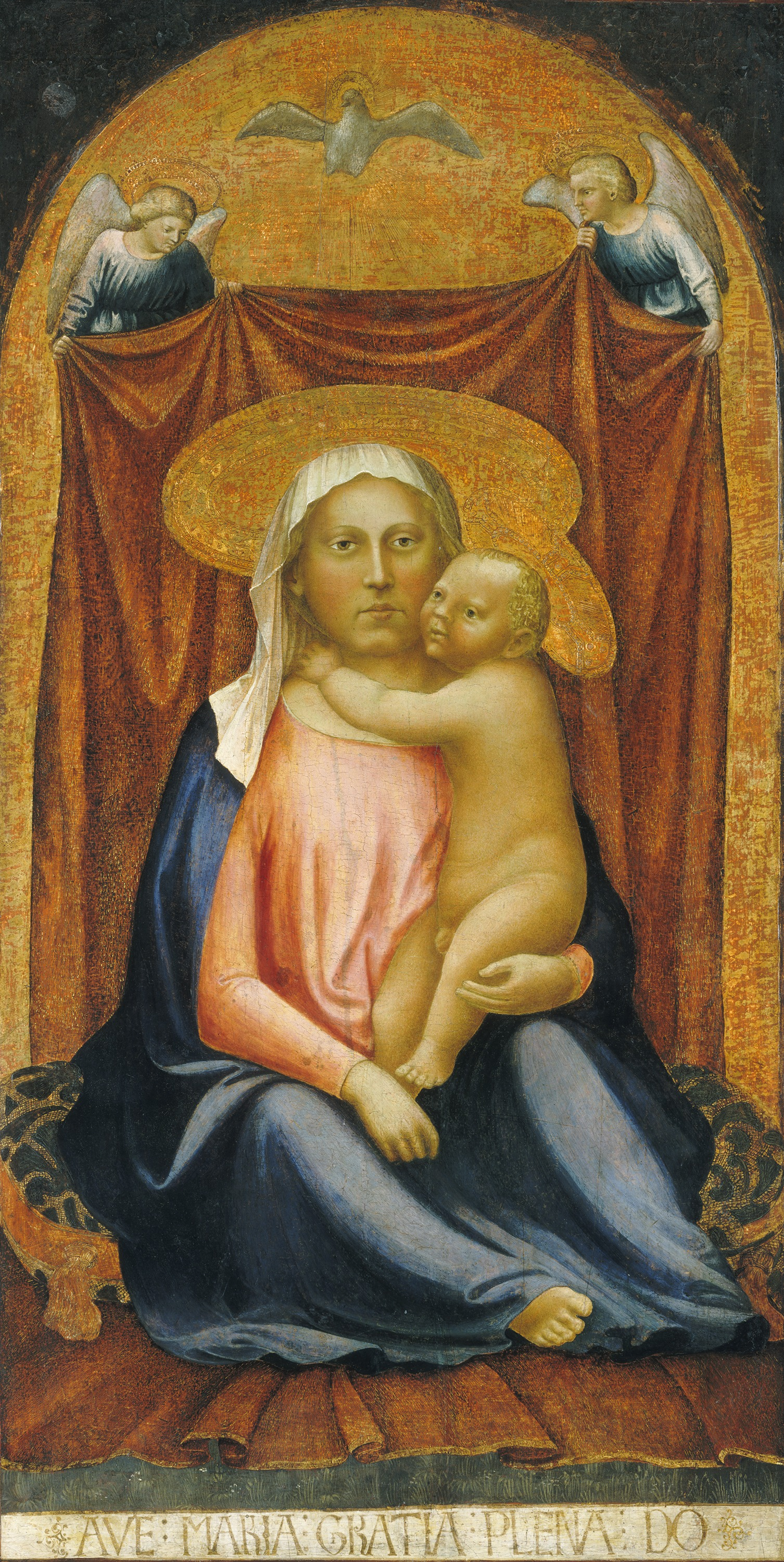
Мазаччо. Мадонна с Младенцем (после реставрации). 1424—1425. Дерево, темпера, золочение. Национальная галерея искусства, Вашингтон

Мазаччо участвовал в нескольких совместных проектах с Мазолино, и похоже, их связывала дружба. По своему темпераменту и мироощущению это были достаточно разные художники. Мазолино тяготел к аристократичной интернациональной готике с её религиозной сказочностью, плоскостностью и нарядностью, Мазаччо же, по замечанию гуманиста Кристофоро Ландино, был полон жадного интереса к земному миру, к его познанию и утверждению его величия, выступая как выразитель стихийно-материалистических форм раннеренессансного пантеизма. Исследователи считают, что новации Мазаччо повлияли на творчество Мазолино, который, вне сомнения, принадлежал к крупнейшим мастерам первой половины XV века. По всей вероятности, манера Мазолино, более близкая и понятная большинству современников, давала ему больше шансов на получение хороших заказов, поэтому в дуэте ему принадлежала ведущая роль организатора работ, в то время как Мазаччо выступал в роли его помощника, хоть и очень талантливого. Первая известная ныне их совместная работа — «Мадонна с Младенцем и Святой Анной» из галереи Уффици.

## Мадонна с Младенцем и Святой Анной
В 1424 году имя Мазаччо появляется в списках Гильдии Святого Луки. Этим годом критики также обозначают начало совместной работы Мазаччо и Мазолино (более точно — между ноябрём 1424 года и сентябрём 1425-го).
«Мадонна с Младенцем и Святой Анной» (разм. 175 х 103 см) была написана для церкви Сант-Амброджо и находилась там до тех пор, пока не была передана во флорентийскую Галерею Академии, а затем в галерею Уффици. Вазари считал её полностью работой Мазаччо, но уже в XIX веке Масселли (1832), а следом Джованни Баттиста Кавальказелле (1864) заметили в картине отличия от стиля Мазаччо. Роберто Лонги, тщательно исследовавший сотрудничество Мазолино и Мазаччо (1940), пришёл к выводу, что Мадонна с Младенцем и правый ангел, держащий занавес, принадлежат руке Мазаччо, а всё остальное выполнено Мазолино, которому, вероятно, и была заказана эта картина (предполагают, что в связи с тем, что вскоре он отбыл в Венгрию, Мазолино поручил завершение произведения Мазаччо). Другие исследователи — Сальми (1948), и Сальвини (1952) считают, что Мазаччо принадлежит и фигура Святой Анны, поскольку её левая рука, простёртая над головой младенца Христа, написана в сильном ракурсе, необходимом для передачи пространственной глубины. Картине присуща и декоративная красота, свойственная Мазолино, и желание передать физическую массу и пространство, характерное для Мазаччо.
Согласно средневековой иконографии сюжета, обычно именуемого «Святая Анна втроём», на коленях Анны сидела Мария, а на коленях последней — младенец Христос. Композзиционная схема в этом произведении сохранена, три фигуры составляют трёхмерную, правильно построенную пирамиду. Грубоватыми формами масс и «прочной, лишённой грации посадкой» Мария напоминает «Мадонну Смирения» из вашингтонской Национальной галереи, которую некоторые исследователи небесспорно приписывают юному Мазаччо (плохая сохранность не даёт возможности точно определить её авторство, несмотря на то, что Бернард Беренсон в своё время считал её работой Мазаччо). Похожа она и на другую «Мадонну» — из Капеллы Монтемарчиано, что в районе Вальдарно.
Пространство в картине строится несколькими планами (этот приём Мазаччо повторяет в некоторых композициях капеллы Бранкаччи): на первом плане колени Мадонны, на втором — младенец Христос и руки Мадонны, на третьем — туловище Мадонны, на четвёртом — трон, святая Анна, занавес и ангелы, завершается всё золотым фоном. Присутствие святой Анны в картине, возможно, имеет особый смысл; она символизирует дочернее послушание монахинь-бенедиктинок по отношению к матушке-настоятельнице (Вердон, 1988).
Совместная работа Мазолино и Мазаччо была продолжена в следующем крупном проекте — росписи капеллы Бранкаччи.

## Капелла Бранкаччи
Фрески капеллы Бранкаччи являются главным произведением, созданным Мазаччо за свою короткую жизнь. С XV века и по сей день они вызывают неизменное восхищение как у профессионалов, так и у обычной публики. Тем не менее дискуссии вокруг этих фресок не прекратились до настоящего времени.
Капелла Бранкаччи была пристроена к южному трансепту кармелитской церкви Санта-Мария-дель-Кармине (построена в 1365 году) около 1386 года. Пожелание о строительстве выразил умерший в 1367 году Пьетро Бранкаччи — об этом сообщает в своём завещании от 20 февраля 1383 года его сын Антонио ди Пьетро Бранкаччи, и уточняет, что отец оставил на сооружение капеллы 200 флоринов. В 1389 году представитель другой ветви этого семейства Серотино Бранкаччи пожертвовал ещё 50 флоринов для того, чтобы «adornamento et picturas fiendo in dicta capella» («украсить и расписать указанную капеллу»). В 1422 году попечительством над делами капеллы был занят преуспевающий торговец шёлком Феличе ди Микеле Бранкаччи, об этом он сообщает в своём завещании от 26 июня того же года, когда его отправили с посольством в Каир. Именно Феличе считают заказчиком росписей. Этот человек был весьма заметной фигурой в жизни Флоренции. Он принадлежал к правящему классу республики: по меньшей мере, с 1412 года занимал видные должности в правительстве. Позднее он упоминается как посол в Луниджане, затем был послом в Каире. В 1426 году Феличе занимал пост комиссара, офицера, руководившего войсками при осаде Брешиа во время войны с Миланом. Его жена Лена принадлежала к другому видному флорентийскому семейству — Строцци. По всей вероятности Бранкаччи заказал роспись капеллы вскоре после приезда из Каира в 1423 году. Большинство исследователей согласно с тем, что Мазолино и Мазаччо приступили к работе в конце 1424 года (Мазолино был занят заказом в Эмполи до ноября 1424 года), и работа продолжалась с перерывами до 1427 или 1428 года, когда Мазаччо уехал в Рим, оставив фрески незавершёнными. Гораздо позднее, в 1480-х годах, неоконченную работу завершал Филиппино Липпи.
Фрески капеллы посвящены истории жизни Святого Петра, но не имеют хронологически последовательного изложения его истории, а представляют собой набор разновременных сюжетов. Вероятно, это связано с тем, что сами сюжеты были взяты из трёх источников — «Евангелий», «Деяний святых Апостолов» и «Золотой легенды» Иакова Ворагинского. Однако начинаются они с эпизода первородного греха. В капелле Бранкаччи Мазаччо участвовал в исполнении шести фресок.
1. Изгнание из рая

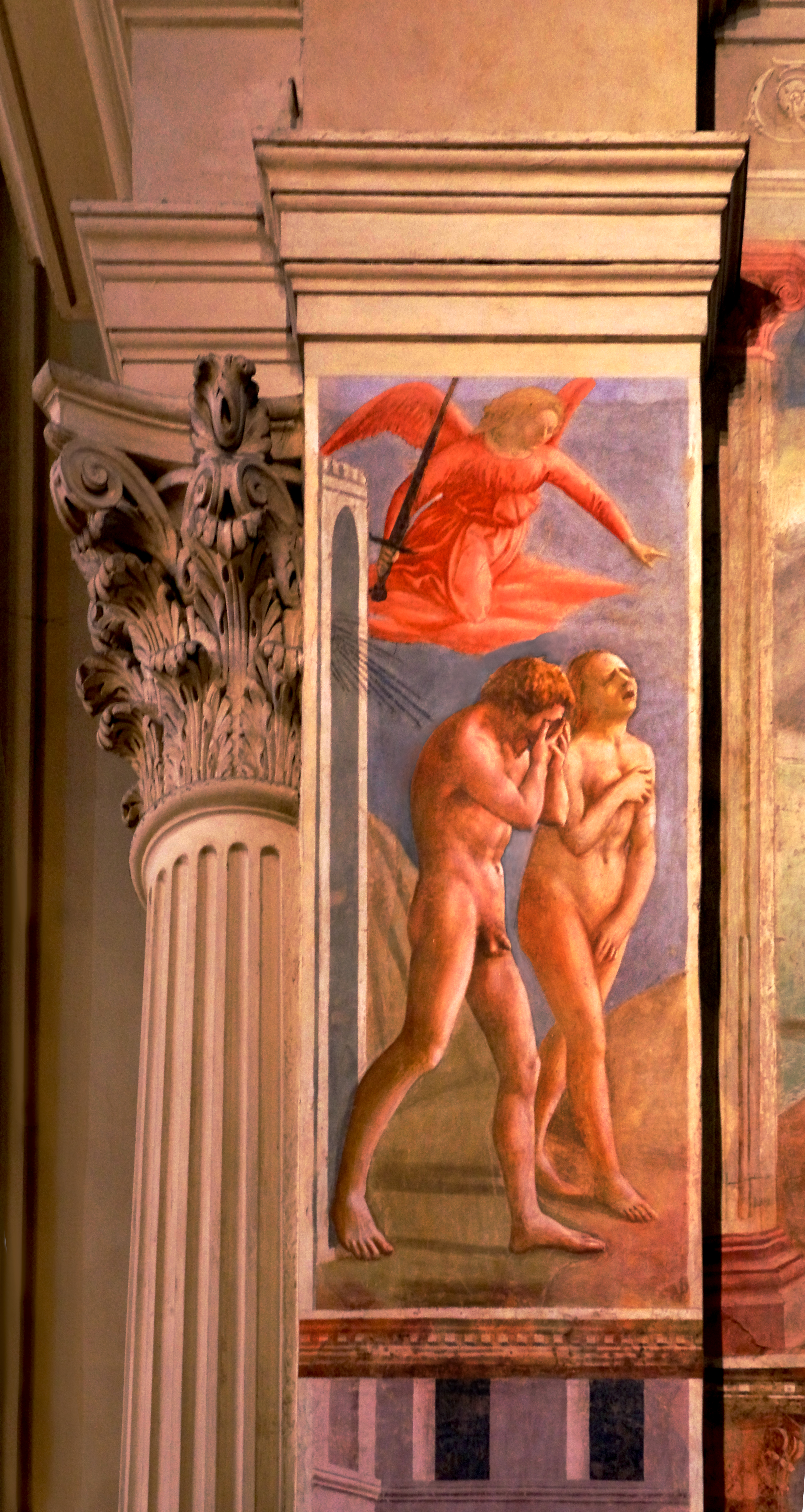
Мазаччо. Изгнание из рая

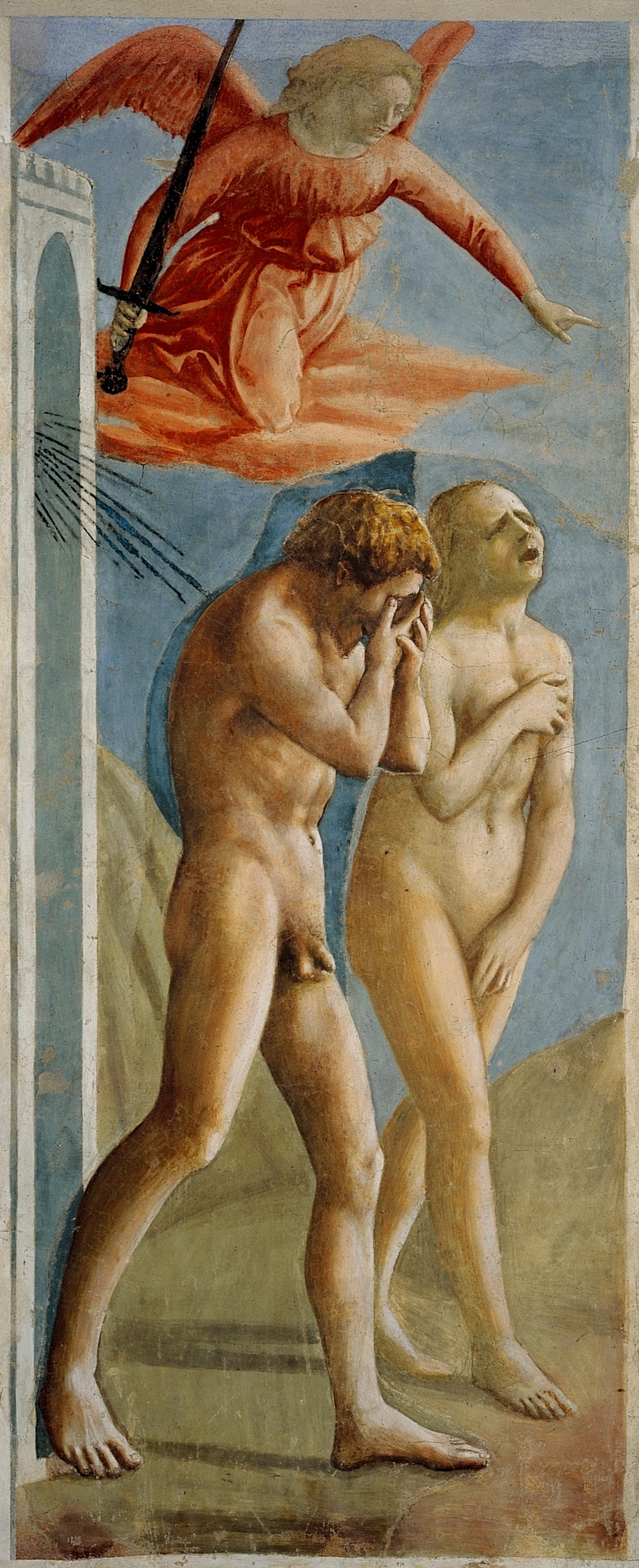

На фреске изображён библейский сюжет — изгнание первых людей, Адама и Евы, из Рая после того, как Ева нарушила Божий запрет. Они, рыдая, удаляются из Эдема, над их головами путь на грешную землю указывает ангел на красном облаке с мечом в руке. Размеры фрески 208 × 88 см.
Все исследователи согласны с тем, что она целиком выполнена Мазаччо. Присущий фреске драматизм резко контрастирует со сценой Искушения, написанной Мазолино на противоположной стене. Вопреки готической традиции, сцене Изгнания придана совершенно новая для того времени психологическая глубина. Адам изображён грешником, не утратившим своей духовной чистоты. Позу горько плачущей Евы Мазаччо явно позаимствовал у скульптуры олицетворяющей Воздержание, выполненной Джованни Пизано для кафедры пизанского собора. В качестве источника вдохновения для изображения Евы исследователи приводят также греко-римскую статую «Венеры Пудика». Аналогии среди скульптуры были найдены и для позы Адама — от «Лаокоона» и «Марсия» до более современных примеров, таких как «Распятие», созданное Донателло для флорентийской церкви Санта-Кроче.
Во время перестройки храма в 1746—1748 годах верхняя часть фрески была утрачена. Однако ещё раньше, около 1674 года, благочестивые священники распорядились прикрыть гениталии Адама и Евы листьями. В таком виде фреска существовала до последней реставрации, проведённой в 1983—1990-х годах, когда они были удалены.
2. Чудо со статиром

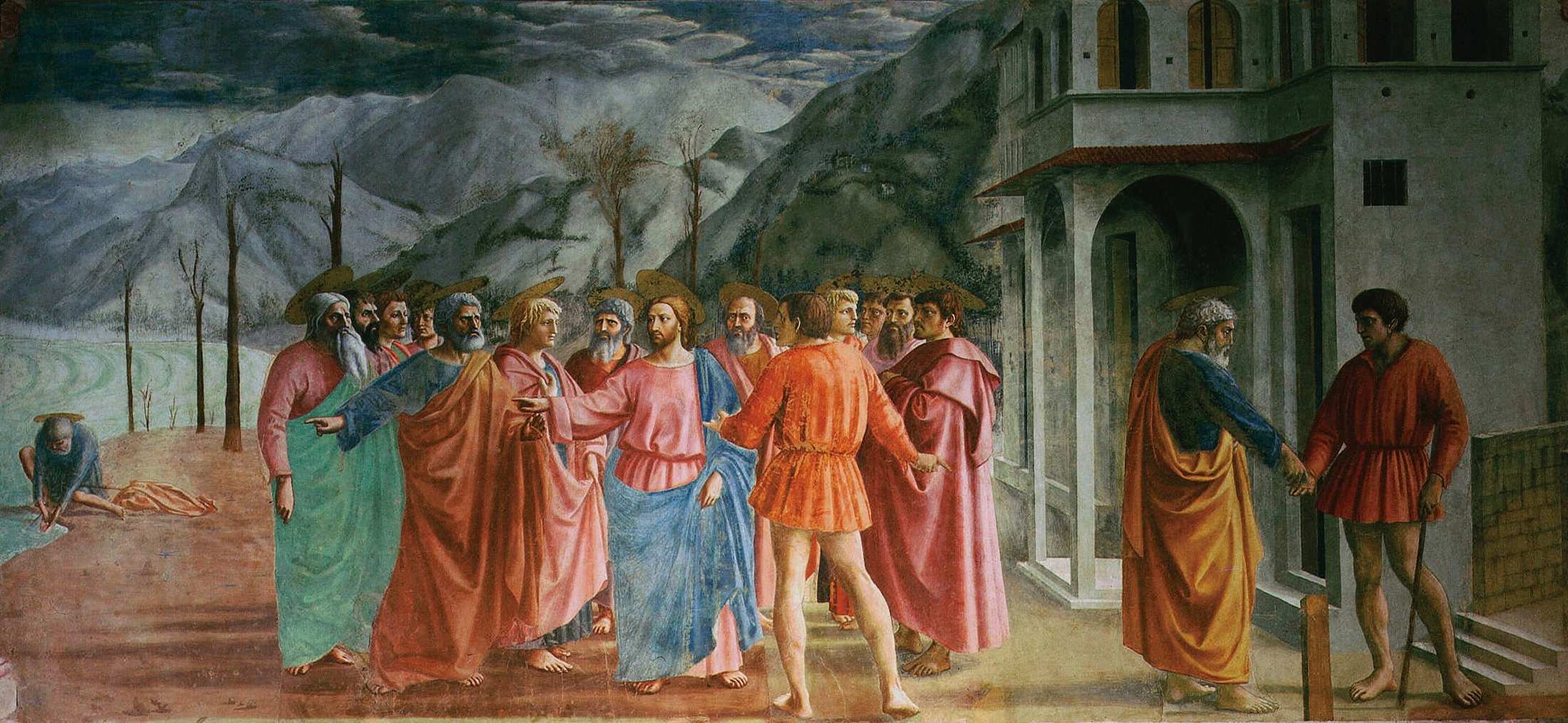
Мазаччо. Чудо со статиром

Фреска «Чудо со статиром» со времён Вазари считается лучшим произведением Мазаччо (в некоторых русских книгах её именуют «Подать»).
Этот эпизод из жизни Христа взят из Евангелия от Матфея (17: 24-27). Иисус и апостолы, путешествуя с проповедями, пришли в город Капернаум. Для того, чтобы войти в город, надо было заплатить пошлину в один статир. Поскольку у них не было денег, Христос приказал Петру поймать рыбу в близлежащем озере и сотворить чудо, достав монету из её чрева. На фреске изображены сразу три эпизода. В центре — Христос в окружении апостолов указывает Петру то, что предстоит сделать; слева — Пётр, поймавший рыбу, достаёт монету из её чрева; справа — Пётр отдаёт монету сборщику налогов возле его дома.
Многие исследователи задавались вопросом, почему сюжет с уплатой налога был включён во фресковый цикл. Существует несколько интерпретаций этого эпизода, который словно бы намеренно подчёркивает законность требования уплаты налога. Прокаччи (1951), Мисс (1963) и Берти (1964) согласны с тем, что включение сюжета было вызвано спорами вокруг налоговой реформы, которые велись во Флоренции в 1420-х годах и завершились в 1427 году принятием Catasto (итал. «кадастр») — свода законов, установившего более справедливое налогообложение. Штайнбарт (1948) считал, что сюжеты из деятельности Петра, основателя римской церкви, могли быть намёком на политику папы Мартина V, нацеленную на мировое господство Римской церкви, а монета из Генисаретского озера является намёком на прибыльные морские предприятия Флорентийской республики, проводившиеся под руководством Бранкаччи, который, кроме прочего, служил во Флоренции морским консулом. Меллер (1961) предположил, что сам евангельский сюжет со статиром, возможно, скрывает в себе идею, что Церковь всегда должна платить дань не из собственного кармана, но используя какие-то внешние источники. Касацца (1986) вслед за Миллардом Миссом (1963) считал этот эпизод одним из элементов historia salutis («история спасения»), поскольку именно так интерпретировал этот сюжет Блаженный Августин, утверждавший, что религиозный смысл этой притчи — спасение через церковь. Существуют и другие мнения.
Мазаччо выстроил фигуры персонажей вдоль горизонтальной линии, однако группа апостолов в центре образует явный полукруг. Исследователи считают, что этот полукруг имеет древнее происхождение, поскольку в античную эпоху так изображался Сократ с учениками, затем этот паттерн был перенесён в раннехристианское искусство (Иисус с апостолами), а в эпоху раннего Итальянского Возрождения у таких художников как Брунеллески он обрёл новый смысл — круг символизирует геометрическое совершенство и законченность. Круговое построение использовал Джотто в падуанских фресках, а также Андреа Пизано во флорентийском Баптистерии.
Все персонажи фрески наделены яркой индивидуальностью, в них воплощены разные человеческие характеры. Их фигуры одеты в туники на античный манер — с перекинутым через левое плечо окончанием. Только Пётр, доставая монету из пасти рыбы, снял и положил тунику рядом, чтобы не испачкать. Позы персонажей напоминают позы греческих статуй, а также рельефы с этрусских похоронных урн.

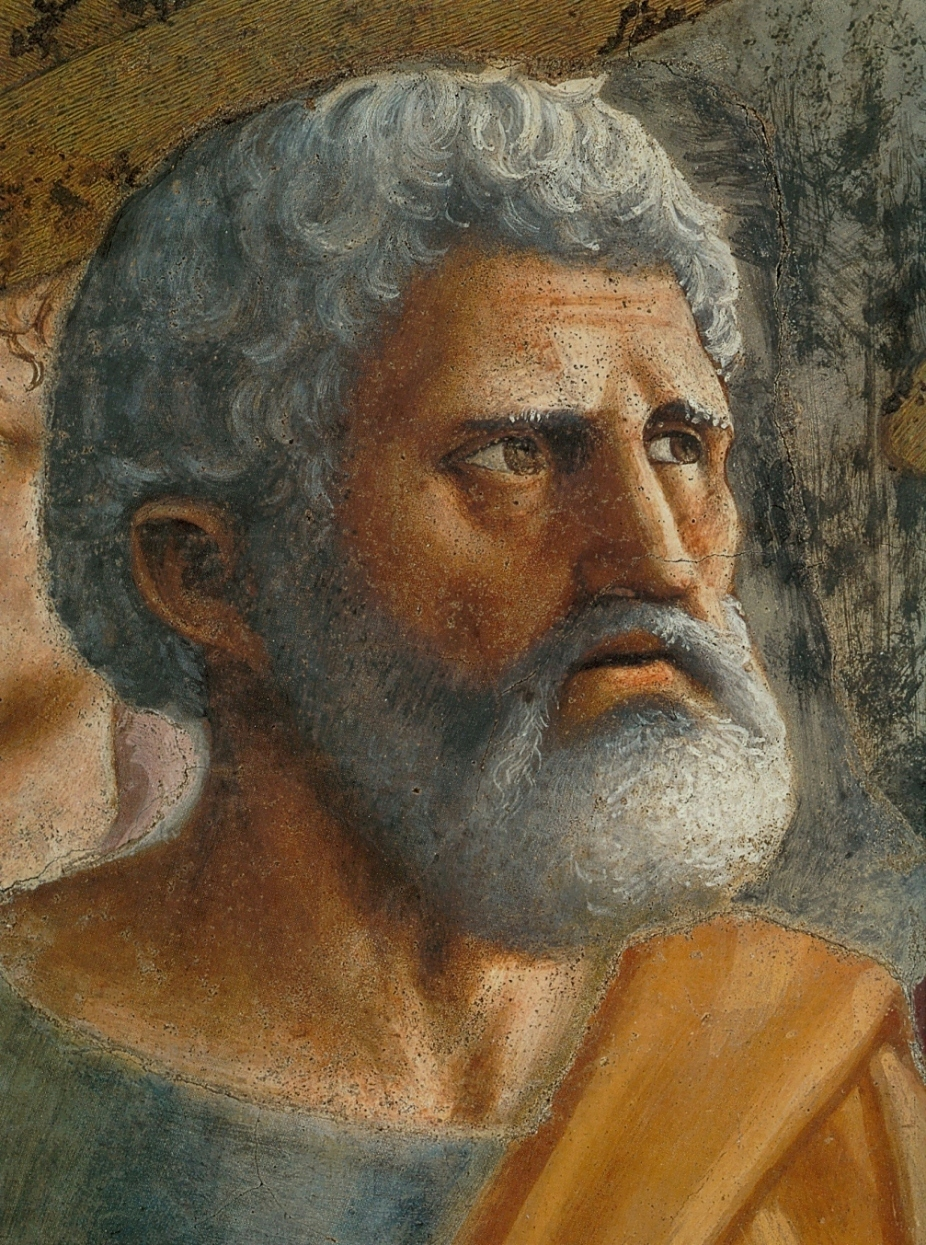
Мазаччо. Святой Пётр. Деталь фрески
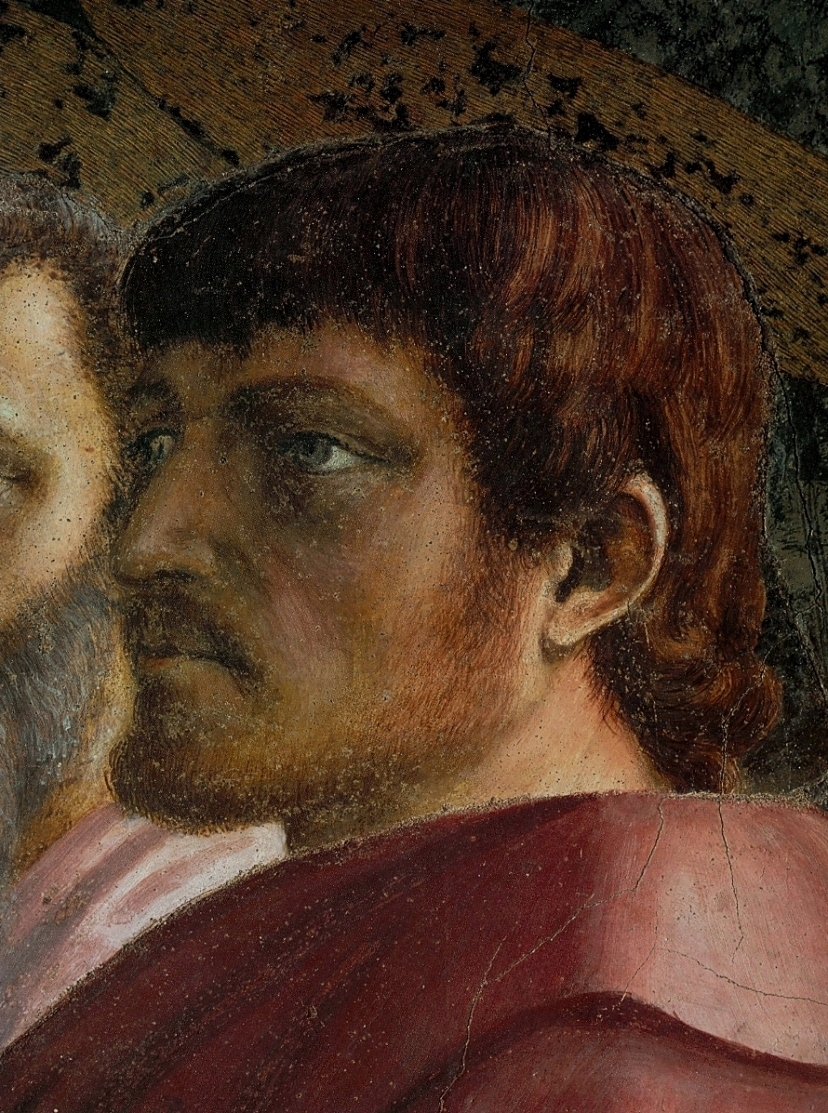
Мазаччо. Фома. Деталь фрески
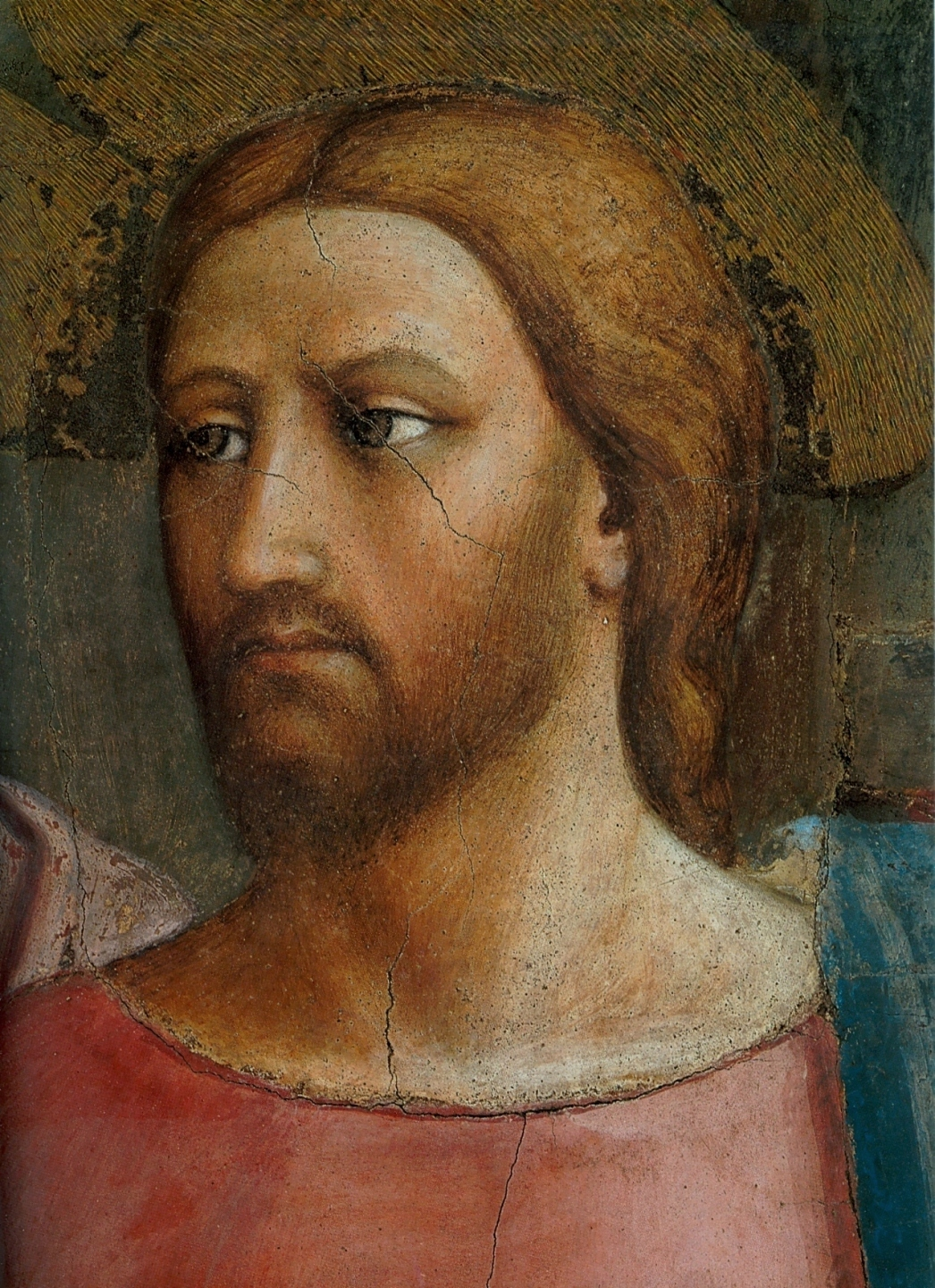
Мазолино (?). Христос. Деталь фрески
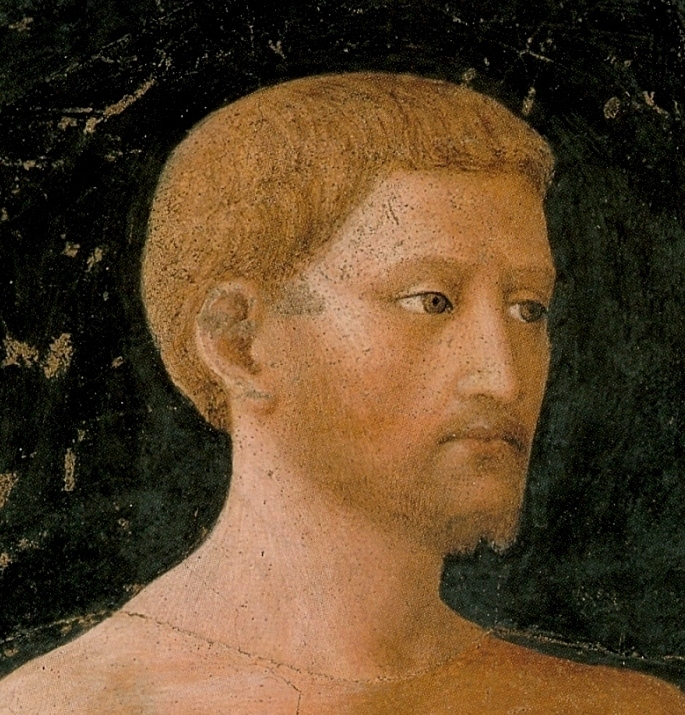
Мазолино. Голова Адама

Роберто Лонги в 1940 году пришёл к выводу, что не вся фреска была выполнена рукой Мазаччо, голова Христа была написана Мазолино (голова Адама на фреске «Искушение» созданной Мазолино в этой же капелле крайне схожа с головой Христа). Большинство исследователей согласились с этим заключением (Мисс, 1963; Берти, 1964—1968; Парронки и Болонья, 1966). Благодаря реставрации, проведённой в 1980-х годах, эта точка зрения нашла своё подтверждение — живописная техника в исполнении головы Христа отличается от всей остальной фрески. Однако Бальдини (1986) утверждает, что голова Адама и голова Христа выполнены в разной живописной технике.
3. Крещение неофитов

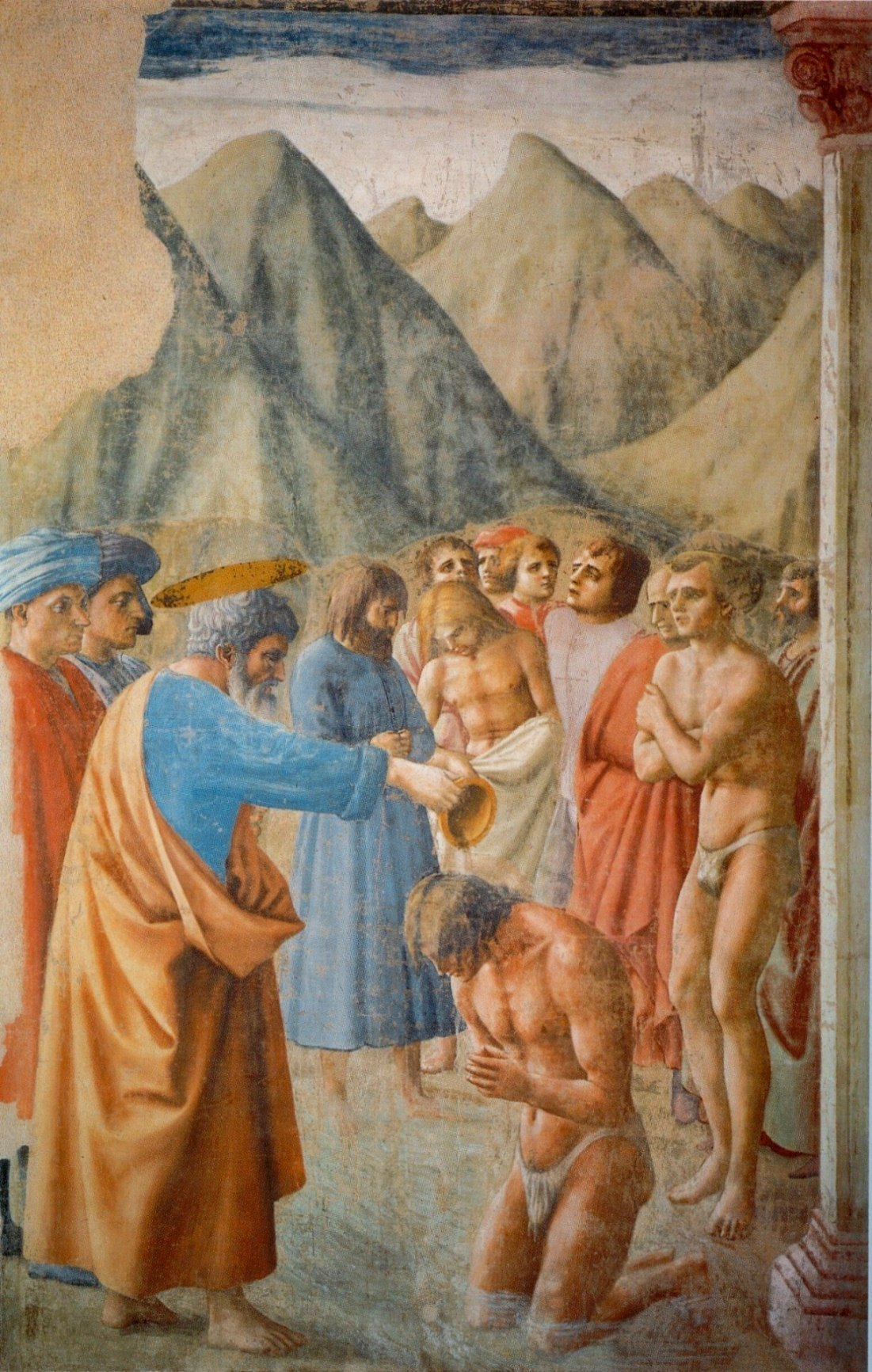
Мазаччо. Крещение неофитов

Эпизод взят из «Деяний апостолов» (2:41): «Итак охотно принявшие слово его крестились и присоединились в тот день душ около трёх тысяч;». Реставрация 1980-х годов, во время которой был снят слой копоти от свечей и пожара, обнажила всю прелесть светлых красок этой фрески, её великолепное исполнение, и подтвердила восторженные отзывы, которыми она награждалась со времён Мальябекьяно и Вазари.
На фреске изображён апостол Пётр, совершающий обряд крещения. На втором плане расположились фигуры неофитов, готовых принять новую веру. Древние авторы особенно восторгались естественностью позы обнажённого юноши, озябшего в ожидании обряда. Вся группа, изображающая «около трёх тысяч душ», состоит из двенадцати человек (Пётр тринадцатый), и своим числом перекликается с двенадцатью апостолами образующими «человеческий Колизей» (Христос 13-й) из фрески «Чудо со статиром».
В прошлом несколько учёных утверждали, что эта фреска не полностью выполнена рукой Мазаччо, что в ней принял участие либо Мазолино, либо Филиппино Липпи. Р. Лонги (1940) считал, что две фигуры слева от Петра являются работой Филиппино. Его поддержал Ф. Болонья (1966). Прокаччи (1951) верил, что кроме этого Мазолино написал и голову самого Петра, однако после реставрации 1980-х у него не осталось сомнений, что фреска целиком выполнена Мазаччо. Парронки (1989) утверждает, что два портрета слева от Петра написаны неизвестным ассистентом Мазаччо, а голова Петра выполнена так низкокачественно, что не может быть работой ни Мазаччо, ни Мазолино. После реставрации вновь разгорелась дискуссия о кооперации Мазолино и Мазаччо: например, Берти (1989) утверждает, что Мазолино автор всего пейзажного фона в этой фреске.
4. Святой Пётр исцеляет больного своей тенью

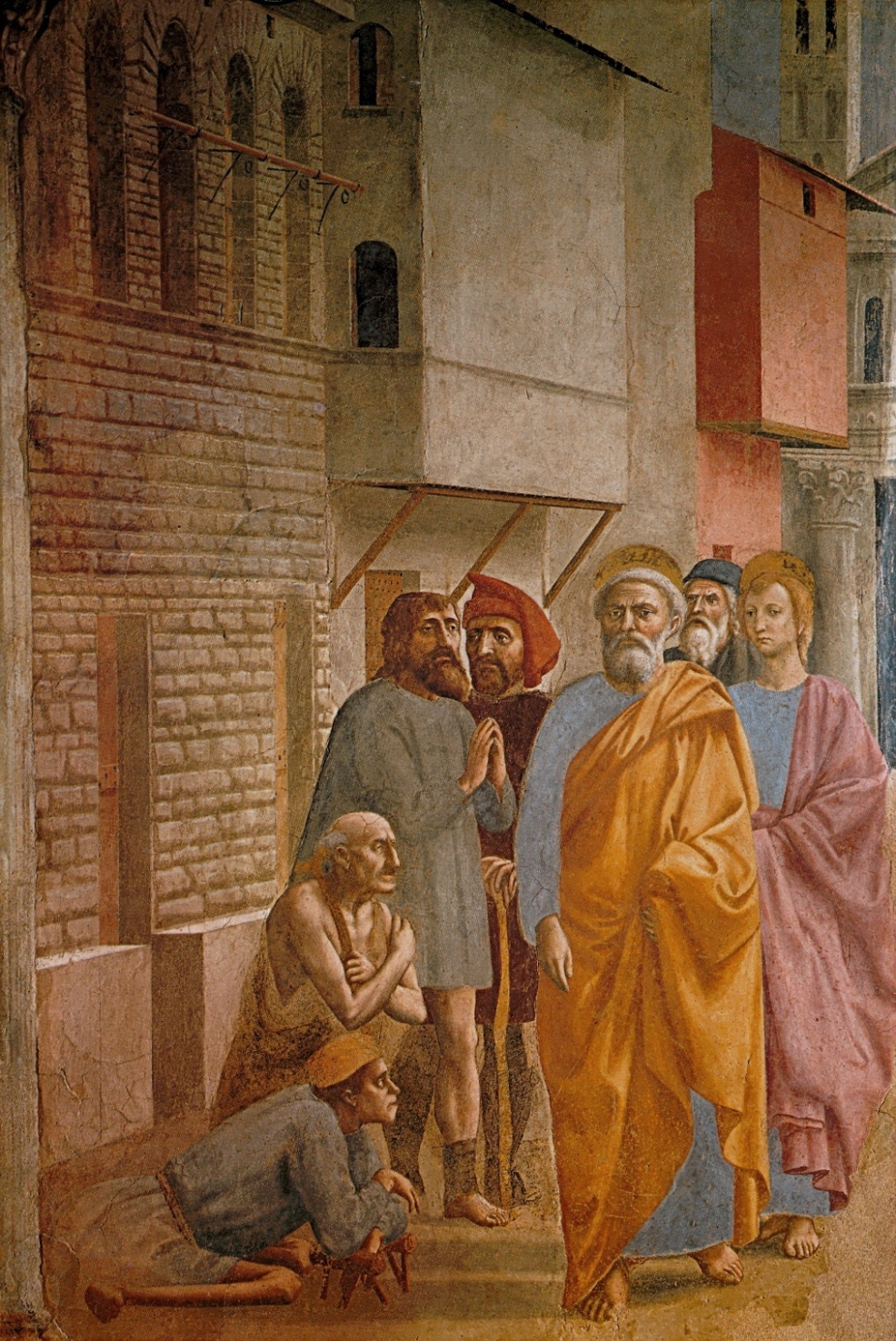
Мазаччо. Святой Пётр исцеляет больного своей тенью

Сюжет фрески (разм. 230 × 162 см) взят из «Деяний апостолов» (5:12-16), в книге он следует сразу за историей Анании, которая изображена на соседней фреске справа. Апостолы совершали множество чудес, благодаря чему число верующих росло. Уверовавшие выносили больных на улицы Иерусалима в надежде на то, что Пётр своей тенью осенит кого-нибудь из них. Люди приезжали даже из других селений, и все исцелялись.
Учёные никогда не сомневались, что фреска целиком принадлежит кисти Мазаччо. Начиная со времён Вазари, который считал человека в красной повязке портретом Мазолино, и поместил его на странице жизнеописания этого художника, исследователи пытались идентифицировать изображённых персонажей с историческими личностями. Меллер (1961) считал, что бородатый мужчина, сложивший руки в молитве, — портрет Донателло, а Берти (1966) полагал, что Донателло — это пожилой человек с седой бородой, который изображён между Петром и Иоанном.
Художник поместил события на современную ему флорентийскую улицу. Мазаччо изобразил её в перспективе, уходящей за спины апостолов. Исследователи считают, что здесь изображён район церкви Сан-Феличе-ин-Пьяцца; её запоминающаяся колонна с коринфской капителью видна за спиной Иоанна. На улице расположились дома, характерные для средневековой Флоренции. Нижняя часть фасада крайне левого здания напоминает Палаццо Веккьо, а верхняя Палаццо Питти.

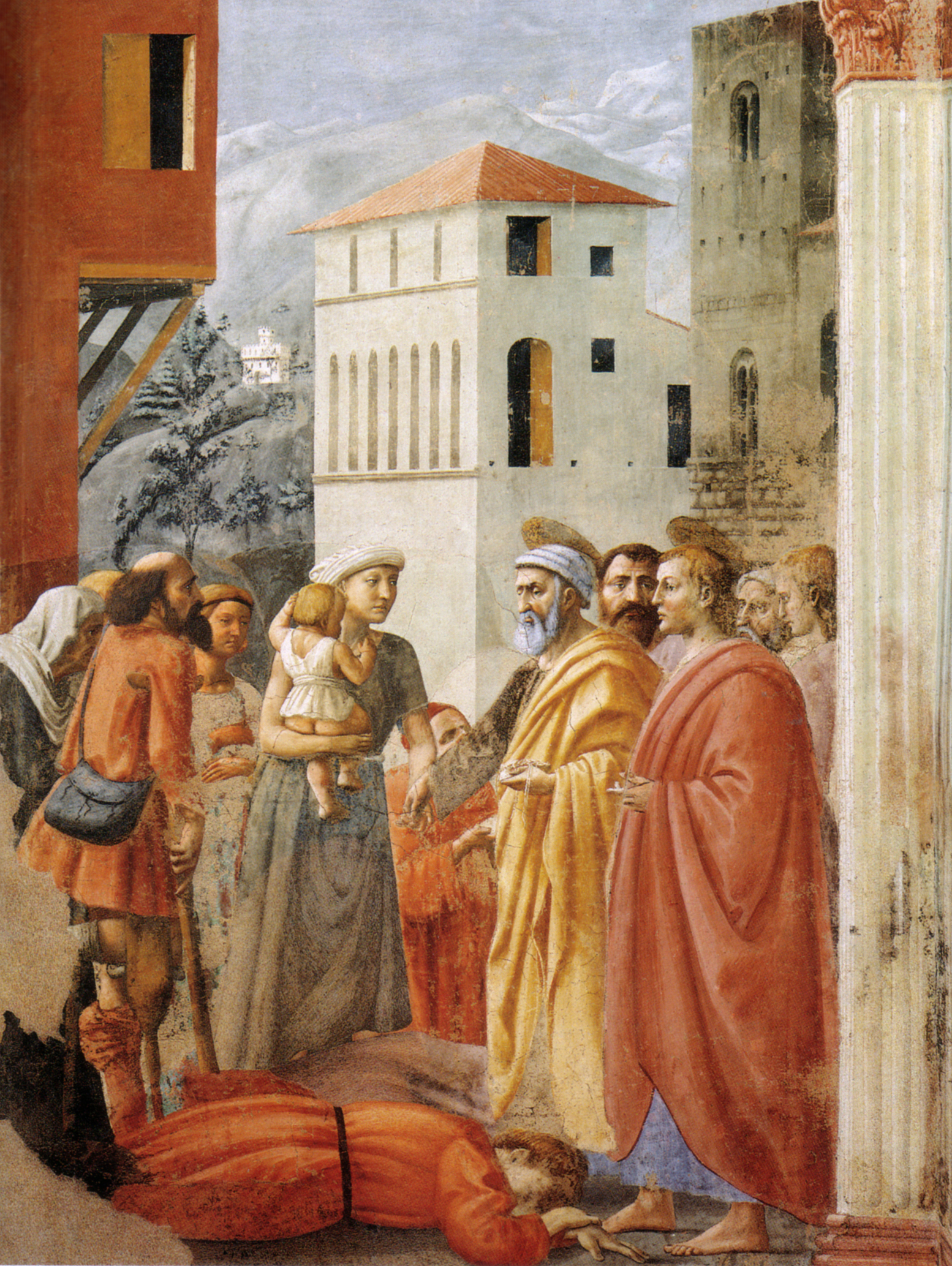
Раздача имущества и смерть Анании

5. Раздача имущества и смерть Анании
Сюжет взят из «Деяний апостолов» (4:32-37 и 5:1-11). В этом разделе книги описывается, как раннехристианская община собирала имущество в общее пользование, чтобы раздавать его в соответствии со справедливыми принципами. Однако некто Анания, продав своё имение, при вступлении в общину утаил часть вырученных денег. После укоризненных слов апостола Петра Ананию обуял такой страх, что он скончался на месте. Мазаччо в этой фреске (230 × 162 см) изобразил два сюжета: Пётр раздаёт имущество, пожертвованное апостолам, и смерть Анании, чьё бездыханное тело лежит возле ног Иоанна. Сцене раздачи придана некоторая эпическая торжественность. Все исследователи были согласны с тем, что фреска целиком принадлежит работе Мазаччо. Недавняя реставрация выявила, что розоватый плащ Иоанна и руки Анании были переписаны Филиппино Липпи поверх фрески Мазаччо (Бальдини, 1986).
Наряду с пониманием сюжета фрески, как спасение через веру, существует другая интерпретация, предложенная Лучано Берти (1964). Он считает, что фреска ещё раз восхваляет принятый в 1427 году институт налогообложения Catasto, гарантирующий большее равенство среди населения республики, полагая, что наказание Анании — урок тем флорентийским богачам, которые не хотели платить налоги в полной мере. Меллер (1961) считает, что фреска содержит напоминание о семействе заказчика: человек, стоящий на коленях в красном кардинальском одеянии, и протягивающий руку Петру — возможно, кардинал Ринальдо Бранкаччи, или кардинал Томмазо Бранкаччи.
6. Воскрешение сына Теофила и святой Пётр на кафедре

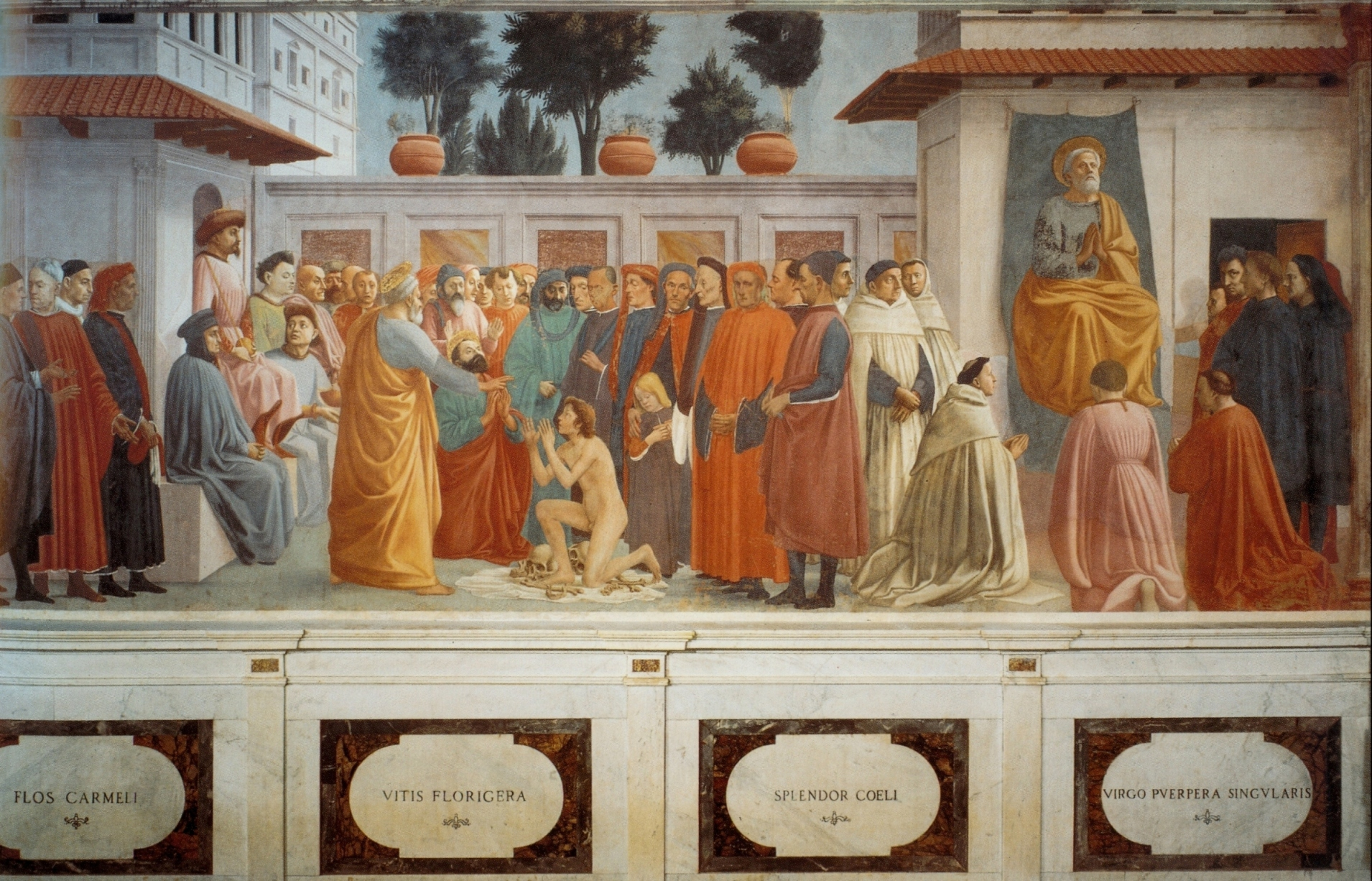
Воскрешение сына Теофила и Святой Пётр на кафедре

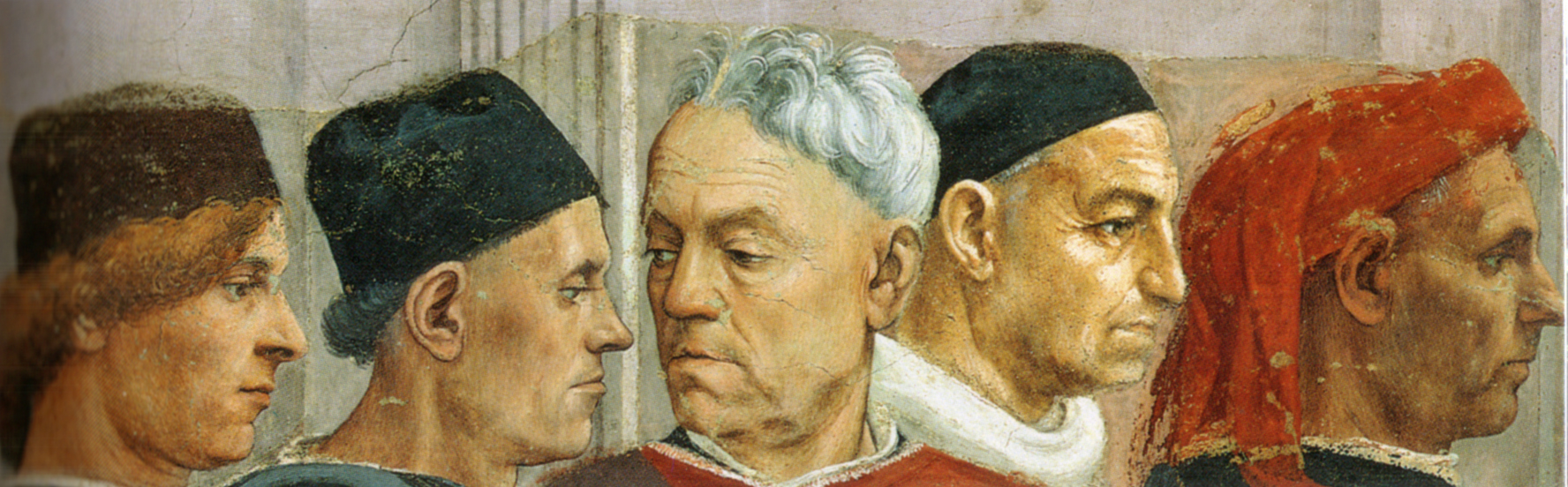
Портретные профили в левой группе на фреске «Воскрешении сына Теофила»

На фреске (230 × 598 см) изображено чудо, сотворённое Петром после того, как он благодаря апостолу Павлу был освобождён из темницы. Согласно «Золотой легенде» Иакова Ворагинского (см. выше), Пётр, придя на могилу умершего 14 лет назад сына Теофила, префекта Антиохии, смог чудесным образом оживить его. Присутствовавшие при этом тотчас уверовали в Христа, в христианство перешёл сам префект Антиохи и всё население города. В результате в городе был построен великолепный храм, в центре которого была установлена кафедра для апостола Петра. С этого престола он читал свои проповеди. Проведя на нём семь лет, Пётр отправился в Рим, где двадцать пять лет восседал на папском престоле — кафедре.
Мазаччо вновь изобразил на одной фреске два события: слева и в центре — апостол Пётр воскрешает сына Теофила, справа — апостол Пётр на престоле. Художник разместил сцену в храме, включив в композицию реальных церковных персонажей — представителей кармелитской братии из Санта-Мария-дель-Кармине, и прихожан, среди которых Мазолино, Леон Баттиста Альберти и Брунеллески. Вазари указывал, что фреска была начата Мазолино, однако последующие историки искусства, за редким исключением, считали её работой Мазаччо. В XIX веке учёные вернулись к точке зрения, что это произведение начал Мазолино, а завершал Мазаччо. Кроме того, подавляющим большинством специалистов принята версия, что окончательное завершение фрески было поручено Филиппино Липпи, который дописал пустые места, оставленные Мазаччо, и переписал испорченные и замазанные фрагменты, на которых были изображены враги семейства Медичи, к которым относились Бранкаччи.

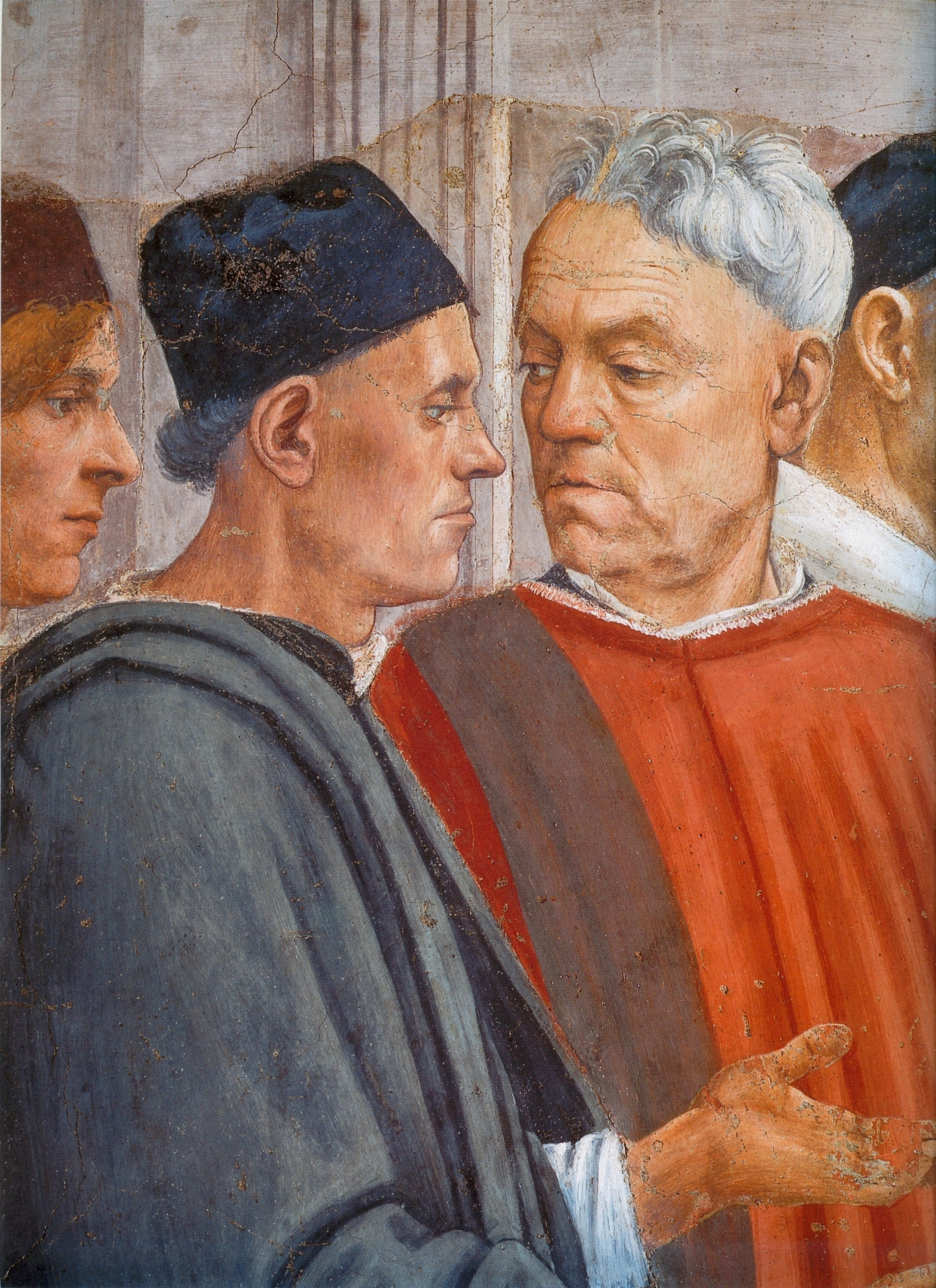
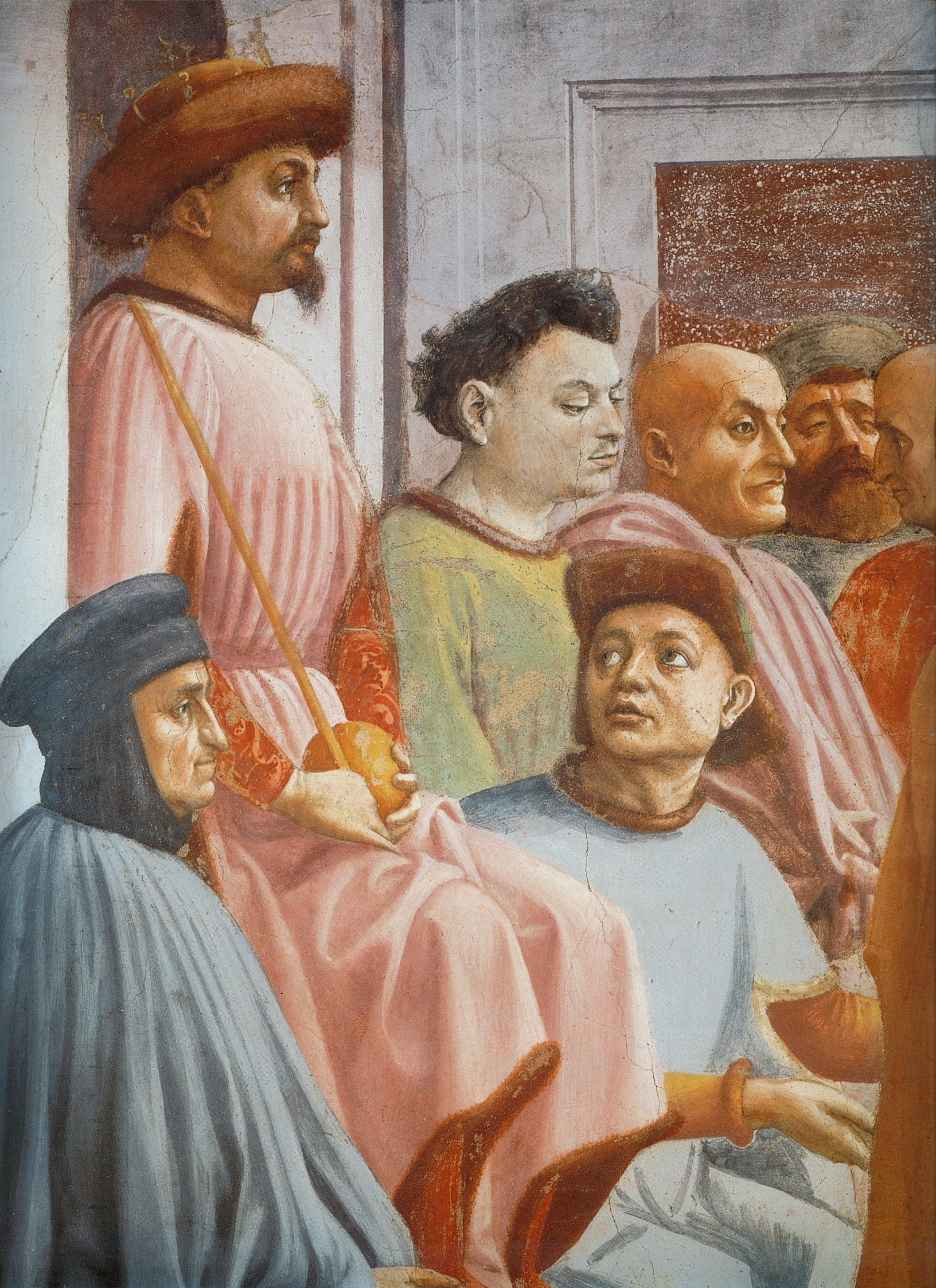
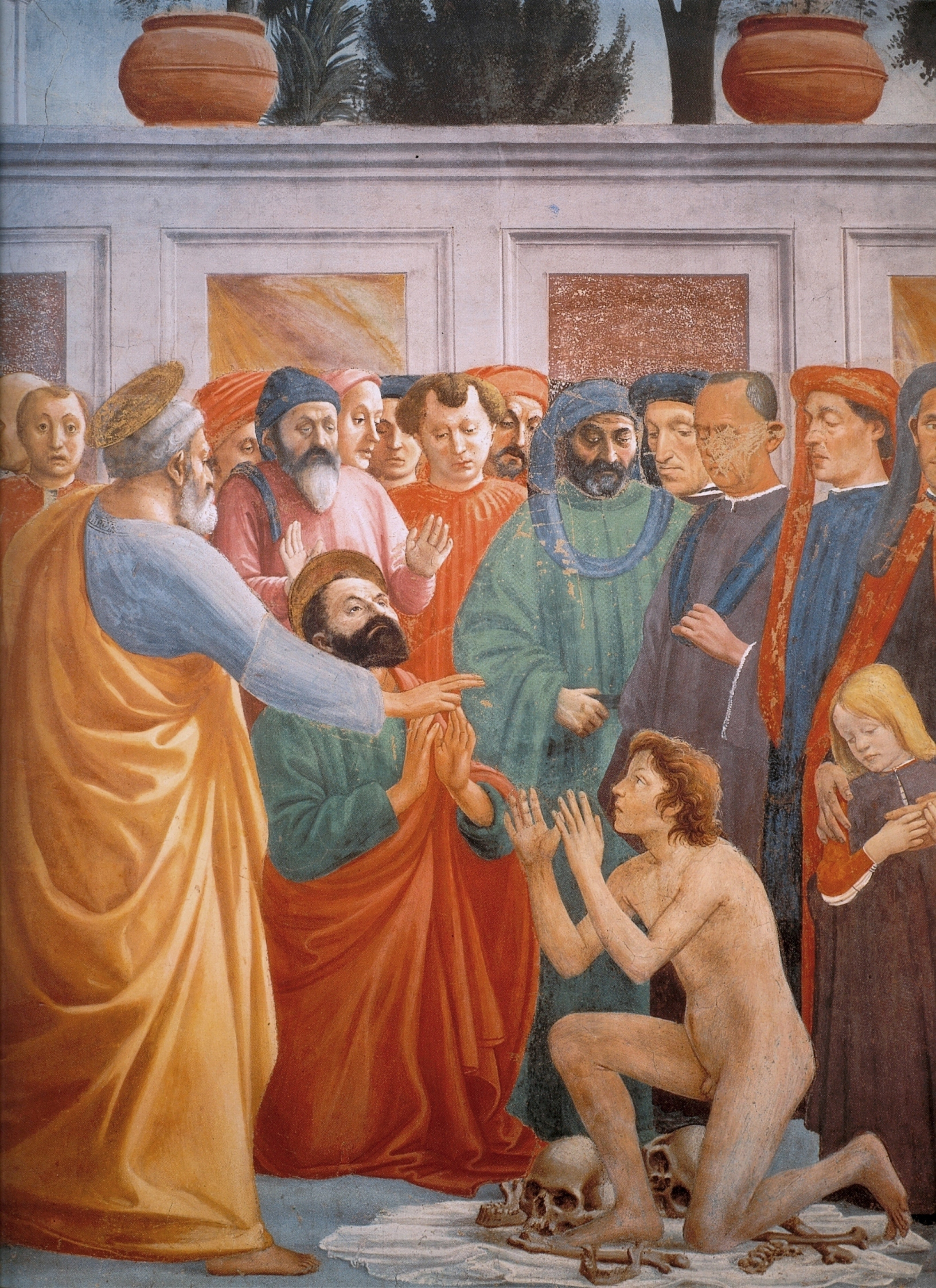
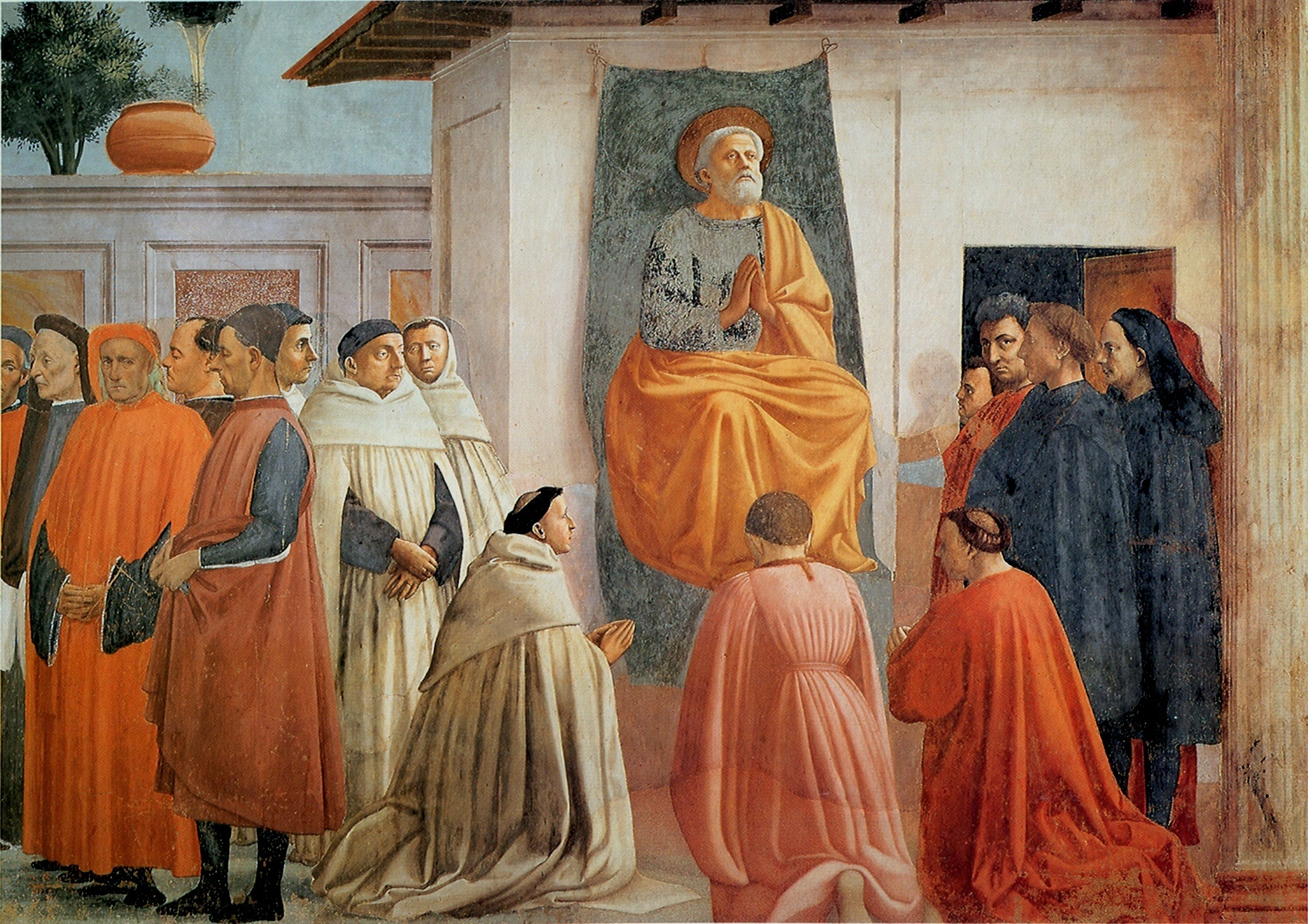

Вазари считал, что в виде воскрешённого юноши Филиппино Липпи изобразил живописца Франческо Граначчи, хотя в то время Граначчи был уже далеко не юношей, «…и равным образом мессера Томмазо Содерини, дворянина Пьетро Гвиччардини, отца мессера Франческо, писавшего историю, Пьеро дель Пульезе и Луиджи Пульчи, поэта…» Изучив иконографию и возможные портреты фрески, итальянский учёный Петер Меллер в своей работе «Капелла Бранкаччи: иконографические и портретные проблемы» (1961) подтвердил мнение Вазари, и пришёл к выводу, что фреска, кроме прочего, содержит и политический подтекст: кармелитский монах (четвёртый слева) — портрет кардинала Бранда Кастильоне, сидящий на возвышающемся престоле Теофил — портрет миланского герцога Джан Галеаццо Висконти, а мужчина, устроившийся справа возле его ног — канцлер Флорентийской республики Колюччо Салютати, автор инвектив против миланского правительства. Кроме этого, в правой части фрески возле апостола Петра на кафедре стоят (справа налево) — Брунеллески, Леон Батиста Альберти, Мазаччо и Мазолино.

## Пизанский полиптих
Пизанский полиптих — единственное точно датированное произведение художника; датировка всех остальных его работ приблизительна. 19 февраля 1426 года Мазаччо принял обязательство написать многочастную алтарную картину для капеллы Святого Юлиана в пизанской церкви Санта-Мария-дель-Кармине за скромную сумму в 80 флоринов. Заказ исходил от пизанского нотариуса Сер Джулиано ди Колино Дельи Скарси да Сан Джусто, который с 1414 по 1425 год взял на себя права патронирования над этой капеллой. 26 декабря 1426 года полиптих, судя по платёжному документу, датированному этим числом, был готов. В работе над ним приняли участие помощники Мазаччо — его брат Джованни (Скеджа) и Андреа дель Джусто. Раму для этой многочастной композиции исполнил резчик Антонио ди Бьяджо (возможно, по эскизу Мазаччо).

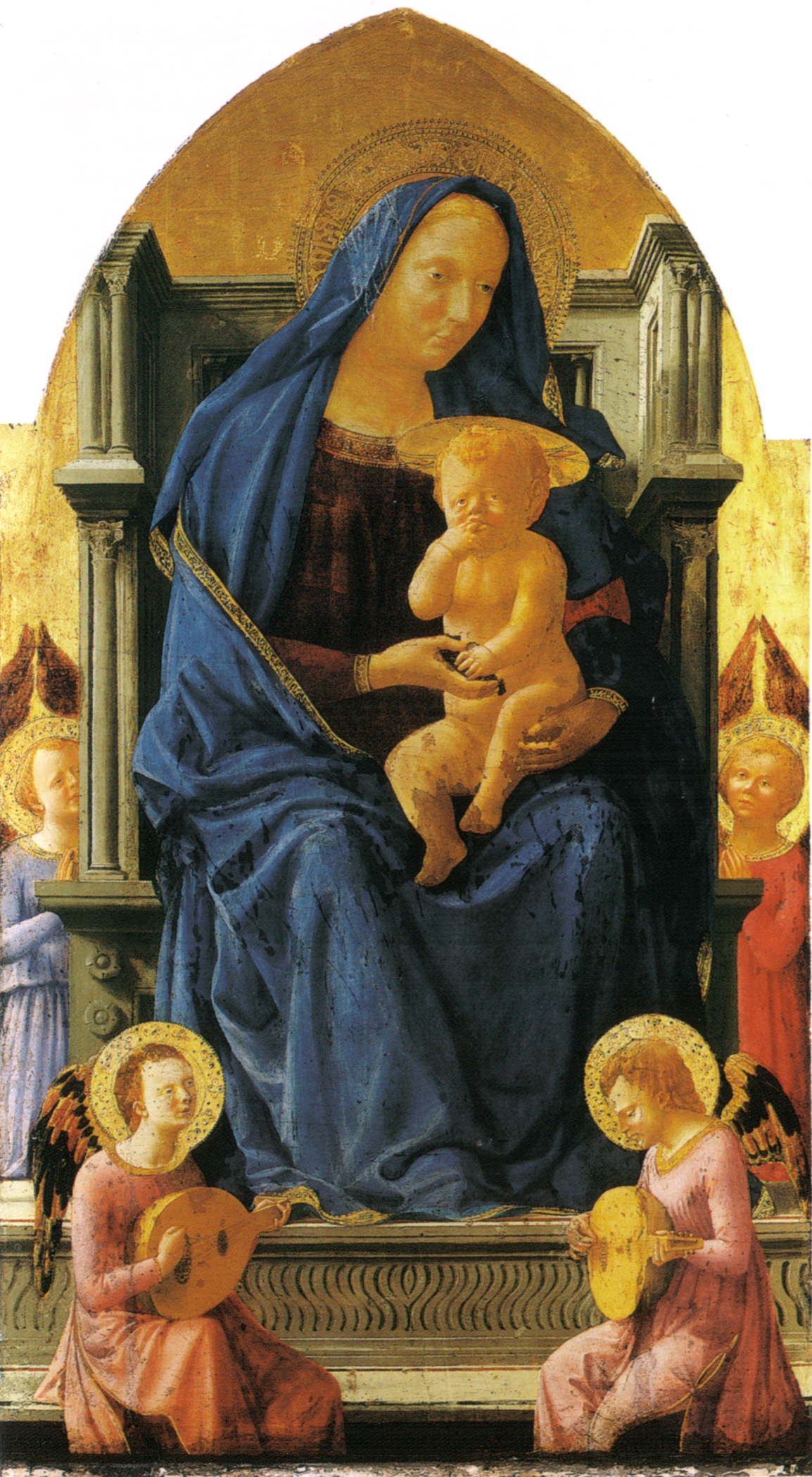
Мадонна с Младенцем. 1426. Дерево,темпера. Национальная галерея, Лондон

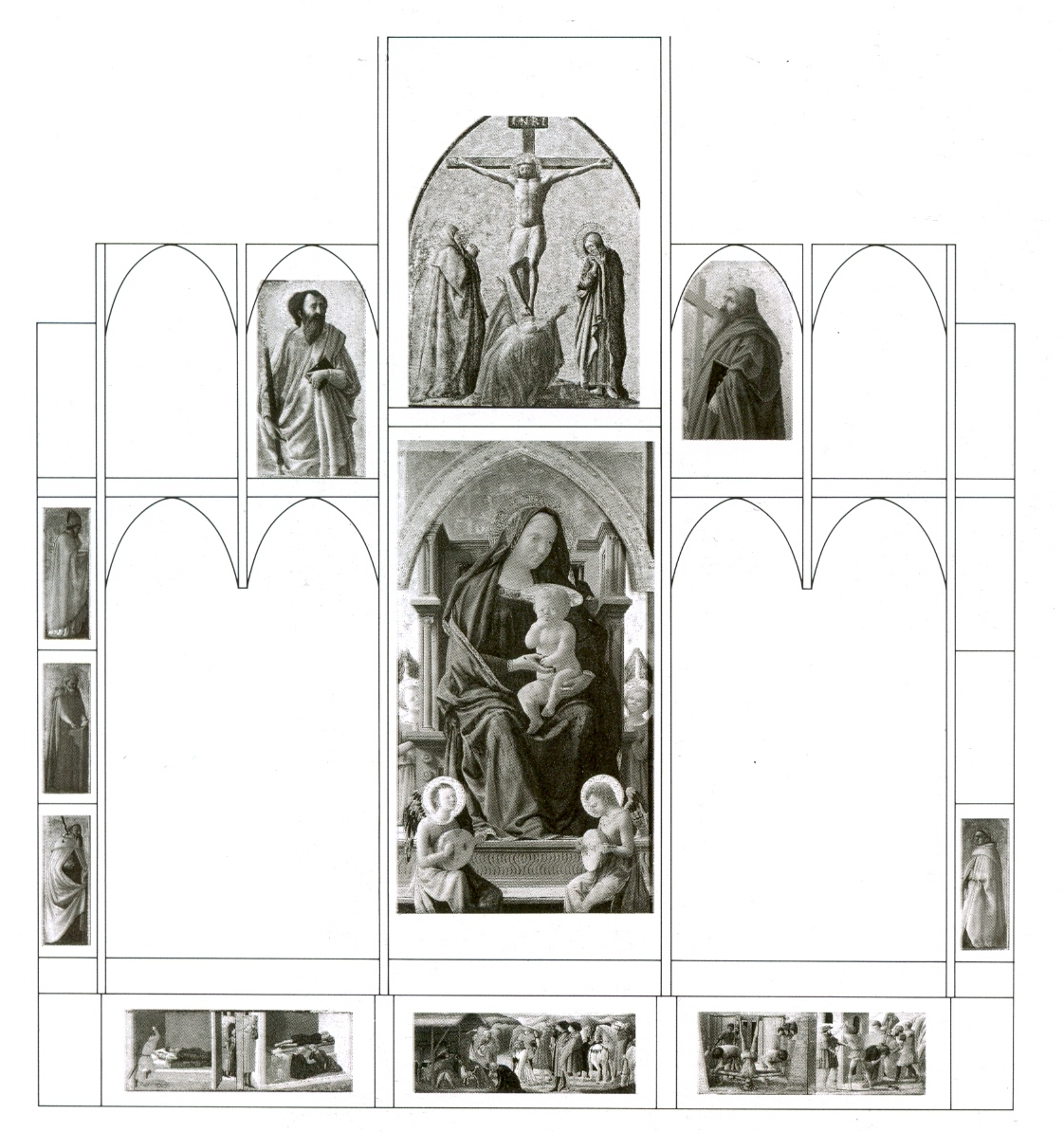
Реконструкция Пизанского полиптиха по фон Тойффель
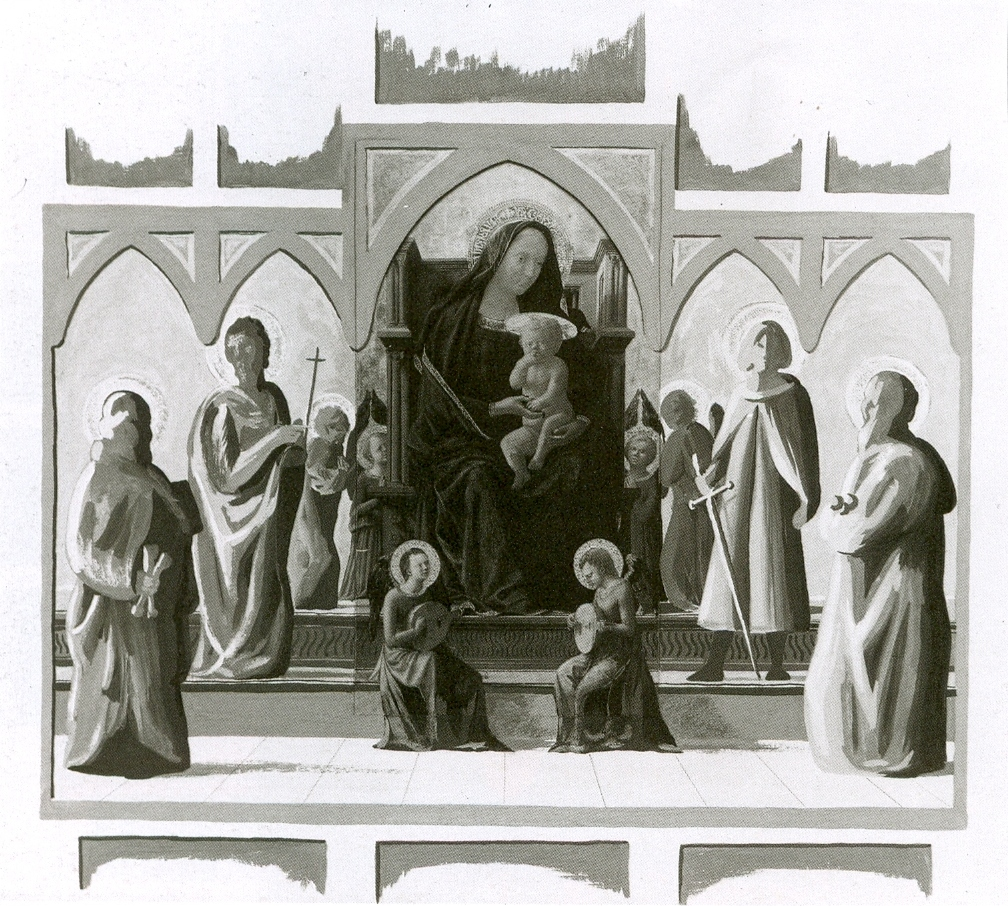
Реконструкция центральной части Пизанского полиптиха по Джону Шерману

В XVIII веке полиптих был разобран, и его отдельные фрагменты разошлись по разным музеям. Многие картины были утеряны наряду с оригинальной рамой алтаря. Сегодня от этого большого произведения осталось только 11 картин. Криста Гарднер фон Тойффель предложила вариант его реконструкции, которого сегодня придерживается большинство специалистов. Однако до сих пор остаётся без ответа вопрос, касающийся среднего ряда полиптиха. По одной версии это был обычный многочастный алтарь. По другой, его средняя часть была не многочастной, а цельной (так наз. pala), то есть фигуры святых по сторонам от Мадонны были написаны не на отдельных досках, а на одной большой (согласно Вазари, это были апостол Пётр, Иоанн Креститель, св. Юлиан и св. Николай). Состояние существующих ныне фрагментов не даёт возможности ощутить всё великолепие первоначального замысла. Это был один из первых алтарей, композиционное построение которого было основано на недавно выработанных законах перспективы, с линиями, сходящимися в одной точке. Судя по центральной панели «Мадонна с младенцем», все фигуры центральной части полиптиха были написаны так, словно они освещены одним источником света с левой стороны.

### Мадонна с Младенцем

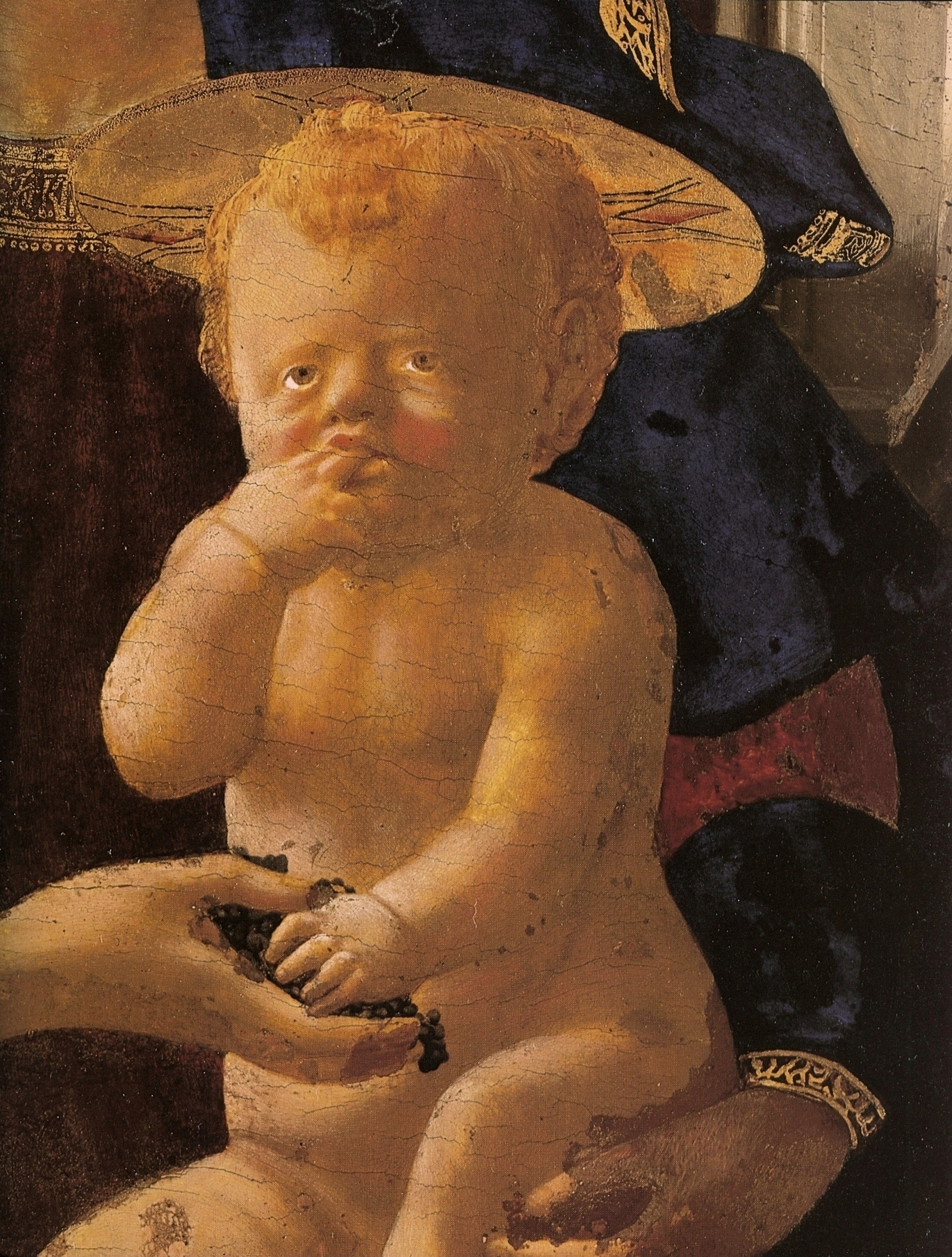
Мазаччо. Мадонна с Младенцем. Деталь

«Мадонна с Младенцем и четырьмя ангелами» (135 х 73 см) была центральной панелью полиптиха. В 1855 году она хранилась в коллекции Саттона как работа Джентиле да Фабриано. В 1907 году Бернард Беренсон определил её как работу Мазаччо. С 1916 года картина хранится в Национальной галерее, Лондон. Произведение сильно пострадало; оно обрезано в нижней части, на поверхности утраты красочного слоя, обезображенные ретушью. Платье Мадонны было выполнено сияющей красной краской, наложенной на подоснову из листового серебра. Сегодня блестящий декоративный эффект произведения утрачен.
Мазаччо здесь практически полностью отказался от основы готической живописи — ясной, плавной линии, обрисовывающей силуэты персонажей, но лепит форму цветом, упрощая её, и сообщая ей обобщённо-геометрическую ритмичность (учёные считают, что фигура Мадонны отражает факт тщательного изучения художником скульптуры Николы Пизано и Донателло). Он также отказывается здесь от декоративной игры узоров, присущих его совместной с Мазолино картине «Мадонна с младенцем и св. Анной», которые, судя по всему, были ему абсолютно чужды. Традиционный для картин XIV века золотой фон у Мазаччо почти полностью закрыт монументальным антично-классическим троном, украшенным маленькими колоннами с коринфским ордером. Тип младенца позаимствован им с античных изображений Геракла в младенчестве; дитя задумчиво сосёт виноград, помогая себе пальцами лучше его распробовать. Исследователи считают сюжет с виноградом евхаристической аллюзией, символом вина причащения, то есть в конечном итоге символом крови Христовой, которая будет пролита на кресте. Этот символизм усиливался сценой Распятия, которая находилась прямо над Мадонной с младенцем.

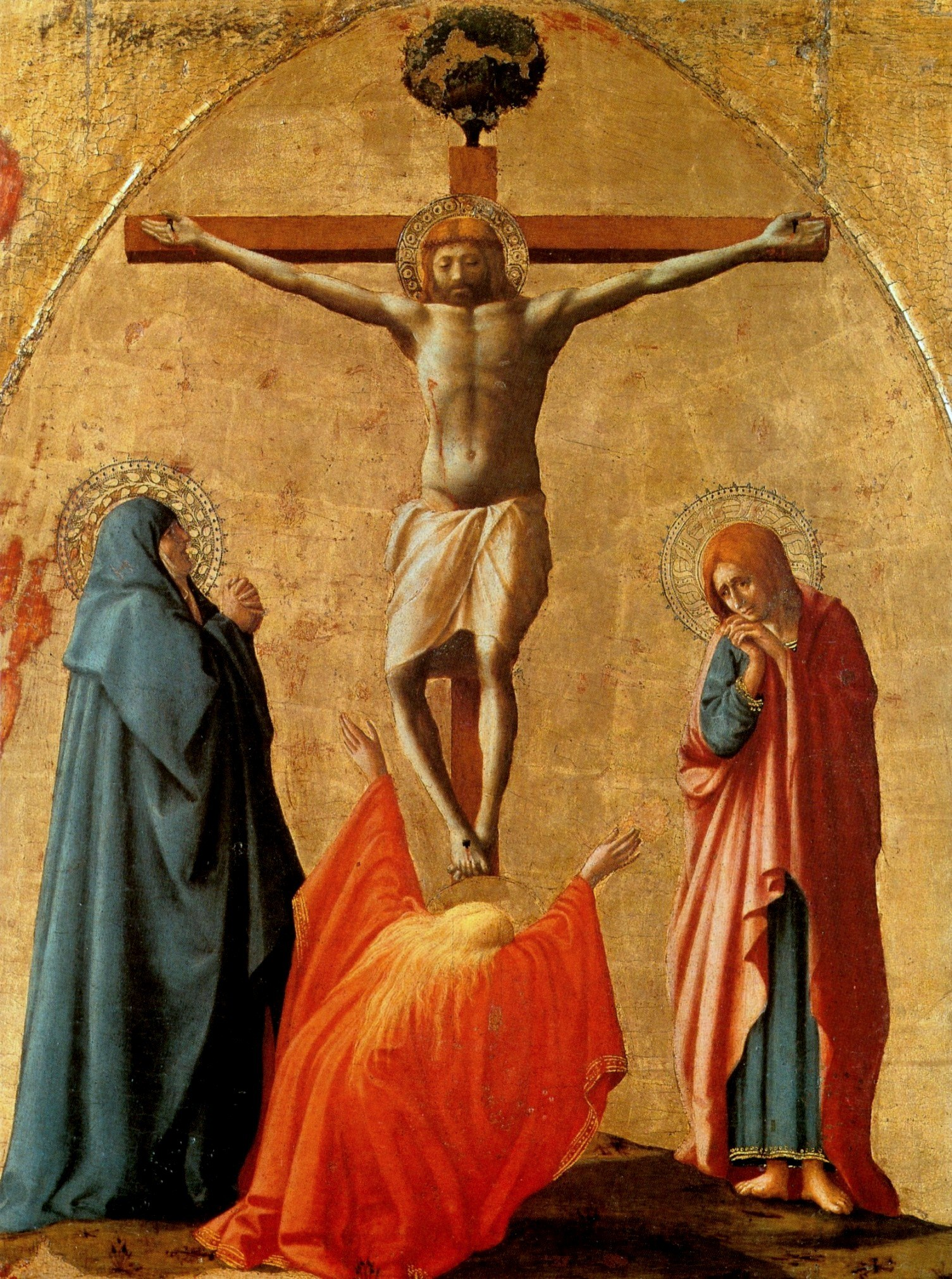
Распятие (картина Мазаччо). Распятие. 1426. Дерево, темпера. Музей Каподимонте, Неаполь

### Распятие
«Распятие» (83 х 63 см) с 1901 года хранится в музее Каподимонте в Неаполе. Картина была атрибутирована Мазаччо и отнесена к Пизанскому полиптиху итальянским искусствоведом Лионелло Вентури. Она написана на золотом фоне, только под ногами персонажей изображена узкая полоска земли. Золотой фон символизирует вневременность и мистичность происходящего. Слева стоит Мадонна, справа апостол Иоанн, у подножия креста в отчаянии раскинула руки Мария Магдалина. В целом эта панель полиптиха выдержана в традициях живописи XIV века. Деформированное тело Христа некоторые исследователи считают неудачной попыткой передать его в перспективном сокращении при взгляде снизу. Несмотря на экспрессивный жест Магдалины, сцене присуща крайняя статичность. Роберто Лонги высказал предположение, что фигура Магдалины была приписана мастером позднее, так как у неё иной, чем у остальных персонажей, нимб.

### Апостолы Павел и Андрей
Изображение апостола Павла — единственная часть, оставшаяся от Пизанского полиптиха в Пизе (музей Сан-Маттео). Размеры панели 51 х 31 см. Картина была атрибутирована Мазаччо уже в XVII веке (об этом есть надпись на боковой части). Почти весь XVIII век она хранилась в Опера делла Примациале, а в 1796 году передана в музей Сан Маттео. Павел изображён на золотом фоне с соблюдением иконографической традиции — в правой руке он держит меч, в левой книгу «Деяния апостолов». По своему типу он скорее похож на античного философа, чем на апостола. В прошлом часть критиков считала автором картины помощника Мазаччо — Андреа ди Джусто, однако все современные исследователи разделяют точку зрения, что это работа Мазаччо.
Панель с изображением апостола Андрея (разм. 51 х 31 см) хранилась в коллекции Ланкоронски (Вена), затем попала в королевскую коллекцию принца Лихтенштейна (Вадуц), а сегодня находится в музее Пола Гетти (Малибу). Фигуре святого придана монументальность, изображение построено так, словно мы смотрим на него снизу. Правой рукой Андрей держит крест, левой «Деяния апостолов». Подобно изображению Павла, лику Андрея придана философская глубина.

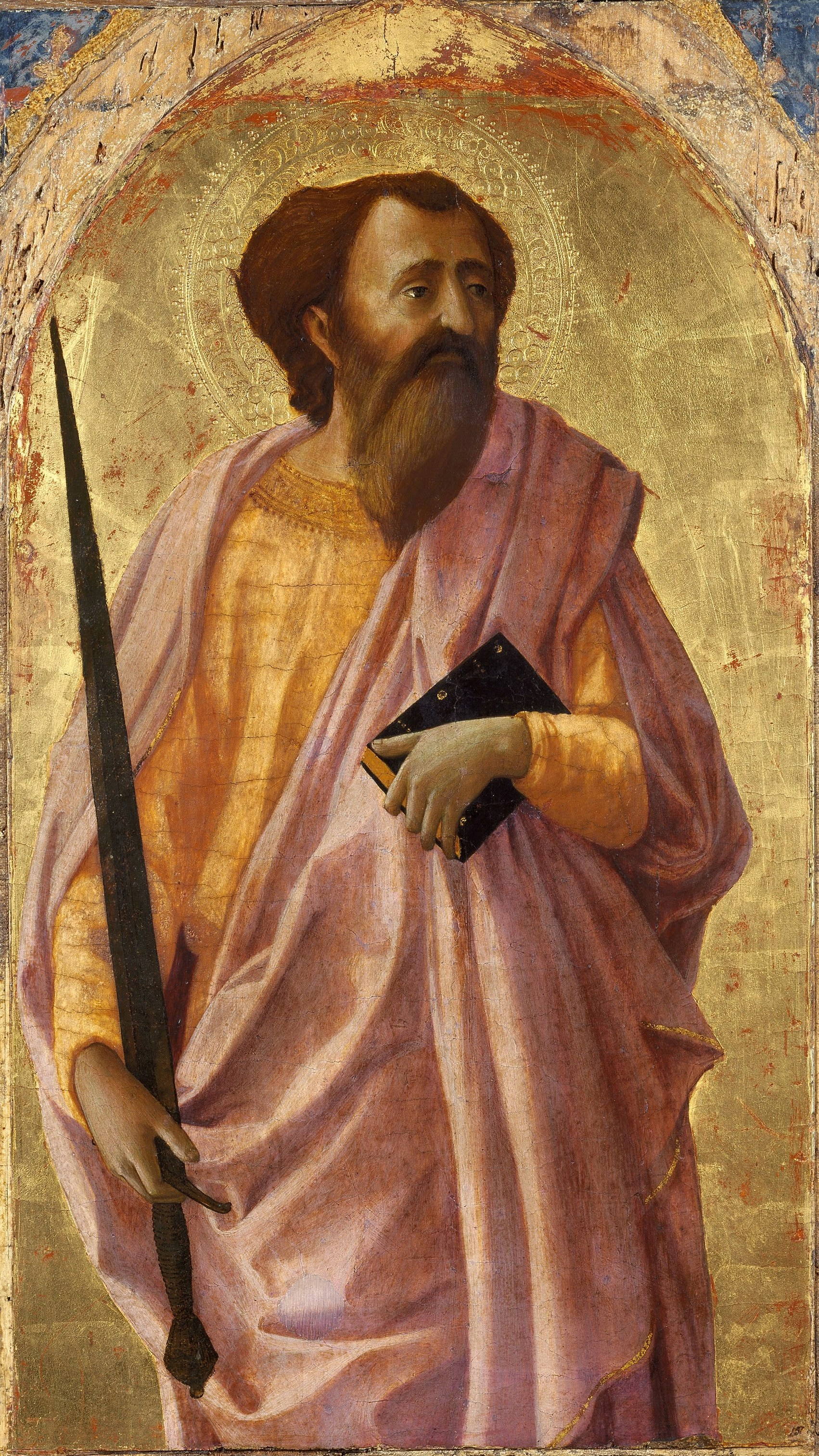
Апостол Павел. 1426. Дерево, темпера. Церковь Сан-Маттео, Пиза
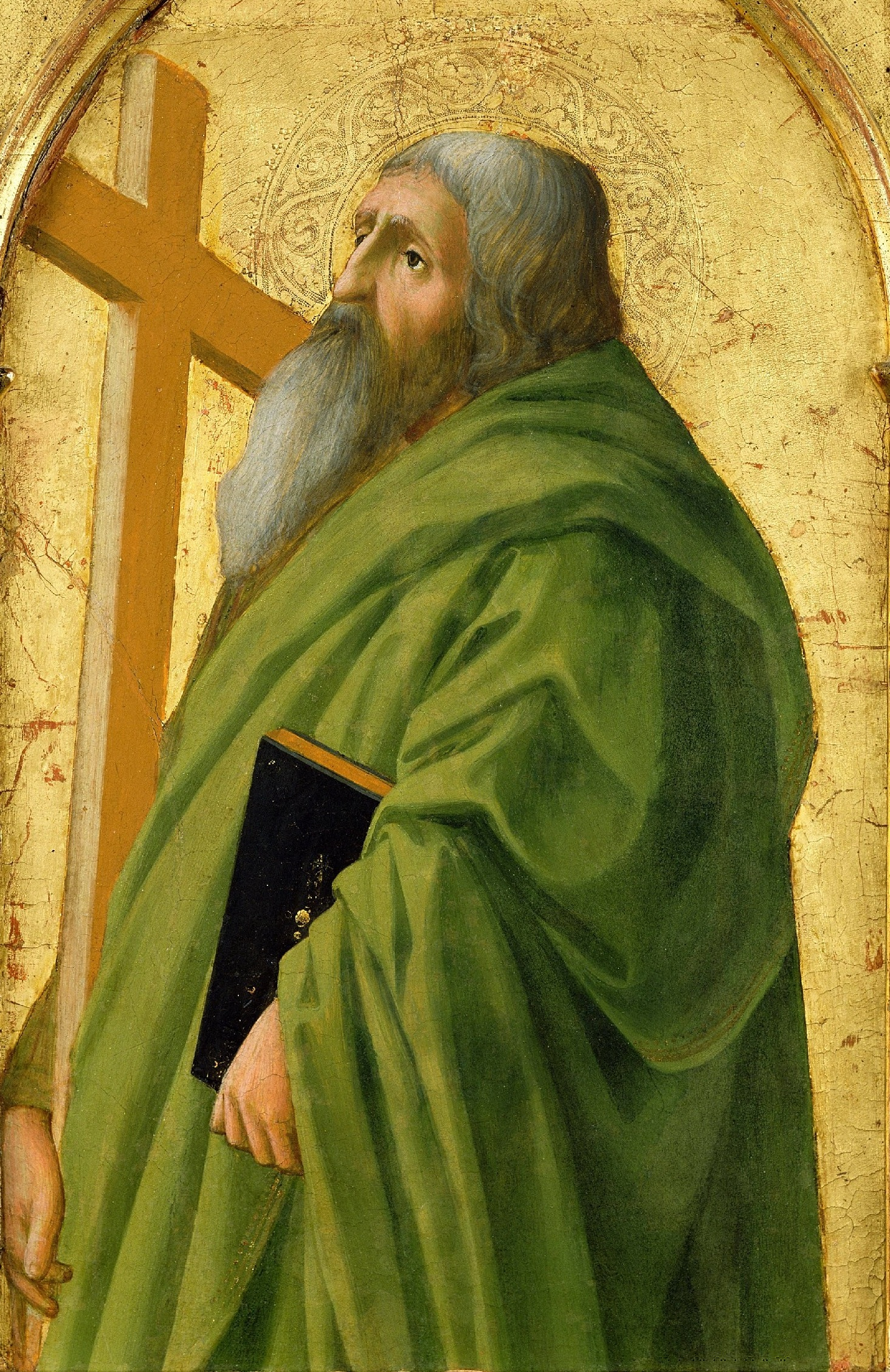
Апостол Андрей. 1426. Дерево, темпера. Собрание Пола Гетти, Малибу

### Святой Августин, святой Иероним и два кармелитских монаха
Четыре небольших панели, каждая размером 38 х 12 см, были приписаны Мазаччо, когда находились в коллекции Батлера (Лондон). В 1905 году их приобрёл Фридрих III для Берлинской картинной галереи. В 1906 году германский исследователь Шубринг связал эти четыре работы с Пизанским полиптихом, высказав предположение, что ранее они украшали его боковые пилястры. Трое святых (Августин, Иероним и кармелитский монах с бородой) смотрят вправо, четвёртый влево. Все фигуры написаны так, словно свет на них падает из одного источника. Часть исследователей считает, что в этих небольших работах видна рука кого-то из ассистентов Мазаччо.

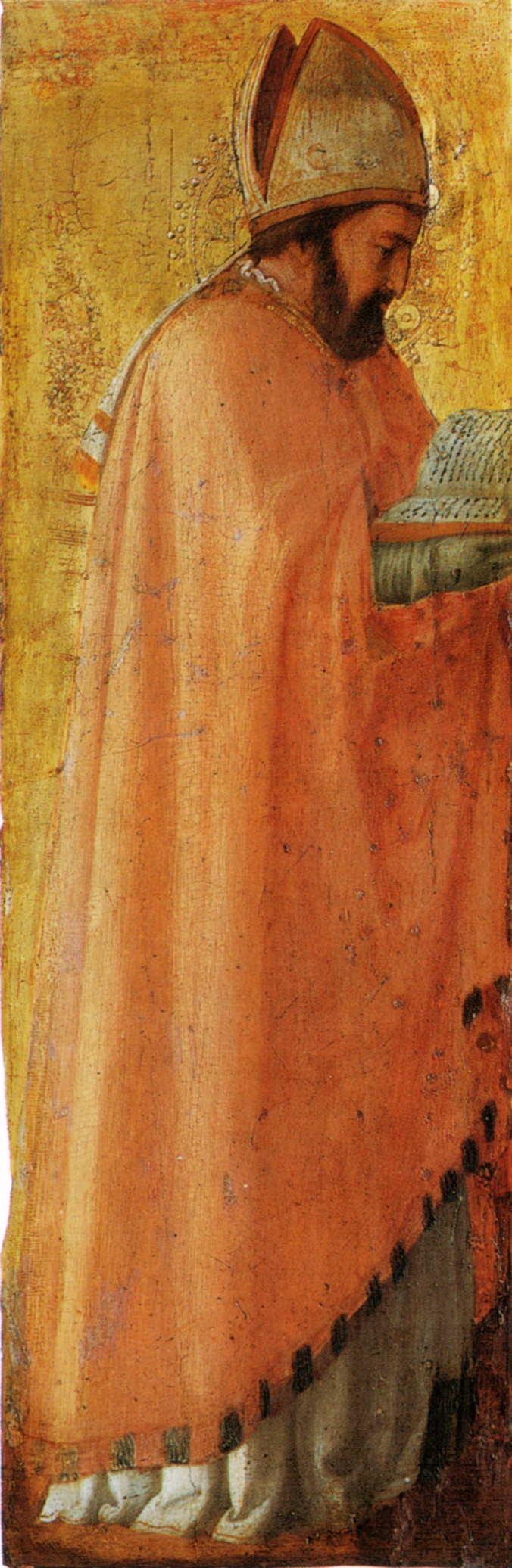
Святой Августин
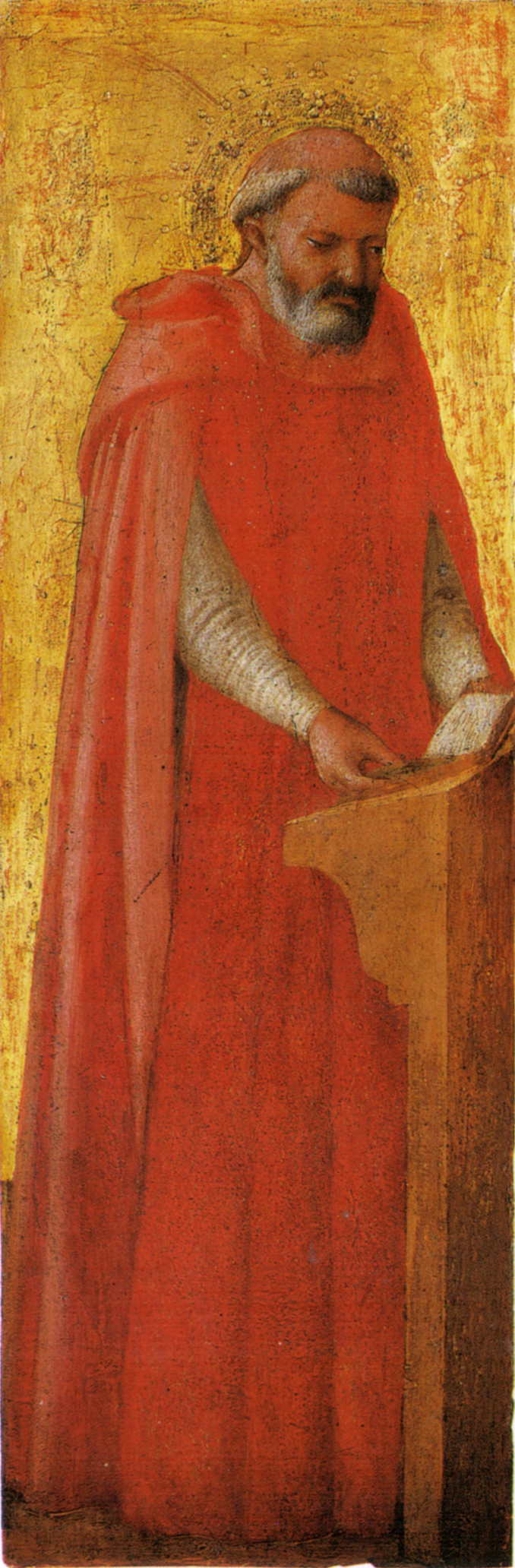
Святой Иероним
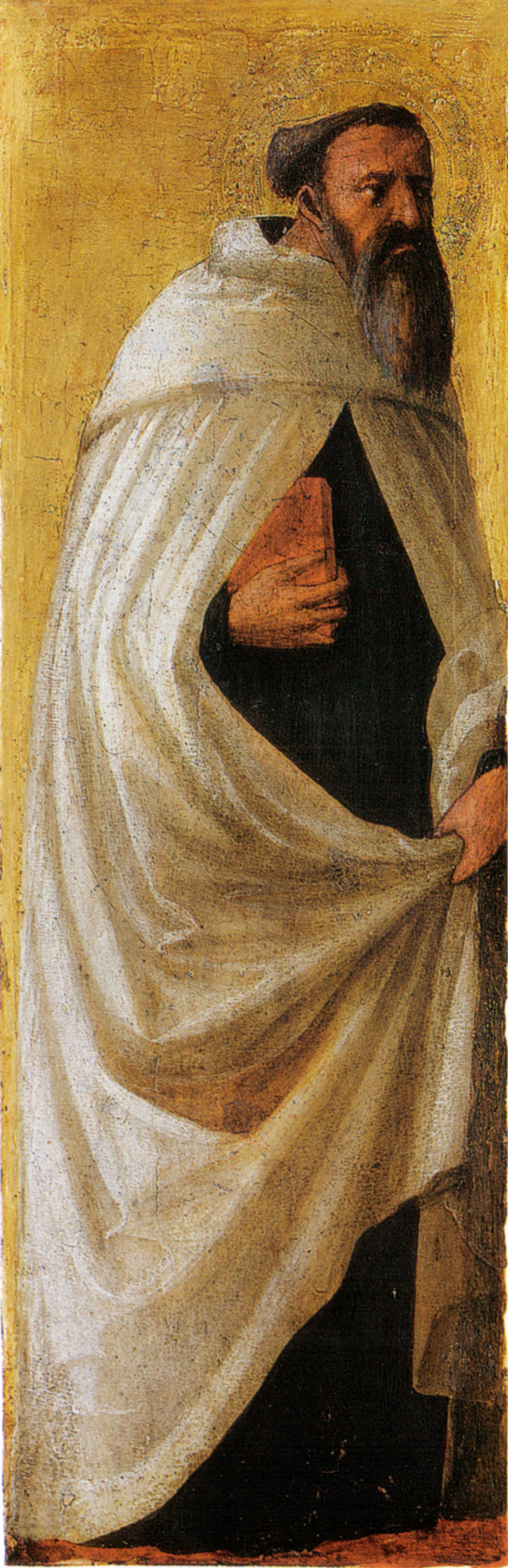
Кармелитский монах
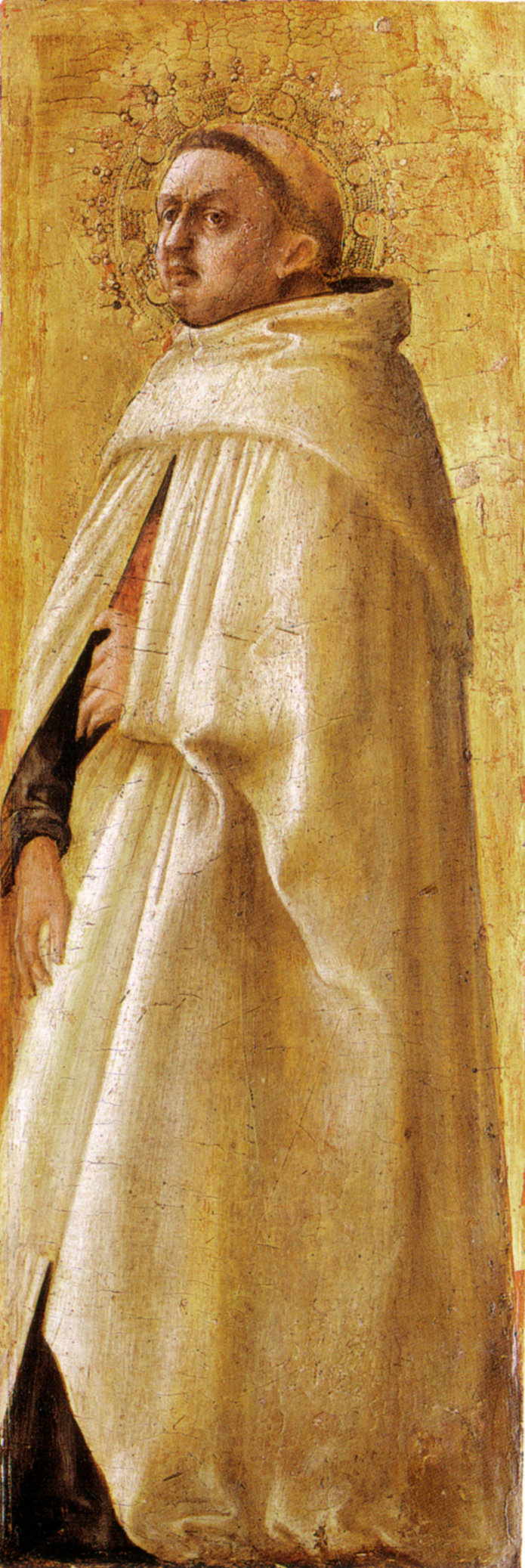
Кармелитский монах

### Пределла
Сохранились все три картины пределлы: «Поклонение волхвов» (21 х 61 см), «Распятие Святого Петра и казнь Иоанна Крестителя» (21 х 61 см) и «История святых Юлиана и Николая» (22 х 62 см). Первые две в 1880 году были приобретены Берлинским музеем во флорентийской коллекции Каппони. В 1908 году Берлинский музей приобрёл третью — «Историю святых Юлиана и Николая». Для первых двух авторство Мазаччо ни у кого не вызывало сомнений, относительно третьей были разногласия: Б. Беренсон считал её работой Андреа ди Джусто, М. Сальми — работой брата Мазаччо:  Джованни (Скеджа).
На картинах пределлы Мазаччо не использовал золотые фоны. Исследователями неоднократно отмечалась роль пределлы в развитии ренессансной картины в целом: горизонтально вытянутый формат сближал её с античным рельефом; кроме того, именно в картинах пределлы художники обретали большую свободу, отказываясь от золотых фонов.
Большинство исследователей согласно, что первым по времени было написано «Поклонение волхвов». Вазари особо отмечал: «…в середине волхвы, приносящие дары Христу, и в этой части несколько коней написаны так прекрасно, что лучше и не придумаешь…». Всей сцене придана особая торжественность. Три волхва изображены со свитой, в которой М. Сальми (1932) усмотрел присутствие заказчика Джулиано де Колино деи Скарси; он стоит в тёмном головном уборе сразу за волхвами, задумчиво взирая на происходящее.
На следующей доске пределлы изображены два разных сюжета — Святой Пётр, которого казнили, распяв на перевёрнутом кресте (у Мазаччо он упирается головой в землю — повторение мотива из капеллы Бранкаччи), и обезглавливание Иоанна Крестителя, казнённого по приказу царя Ирода. Палач Иоанна показан со спины, он крепко опирается ногами (эта постановка ног явно перекликается с ногами сборщика налогов в сцене «Чудо со статиром» из капеллы Бранкаччи) — именно за это умение правильно передать постановку ног Джорджо Вазари восхвалял Мазаччо.
Присутствие в Пизанском алтаре святых Юлиана и Николая и сцен из их жизни исследователи считают следствием того, что Святой Юлиан (Джулиано) был святым-покровителем заказчика Джулиано ди Колино, а Святой Николай был святым-покровителем его родителей (Колино — сокр. от Николино или Никола).

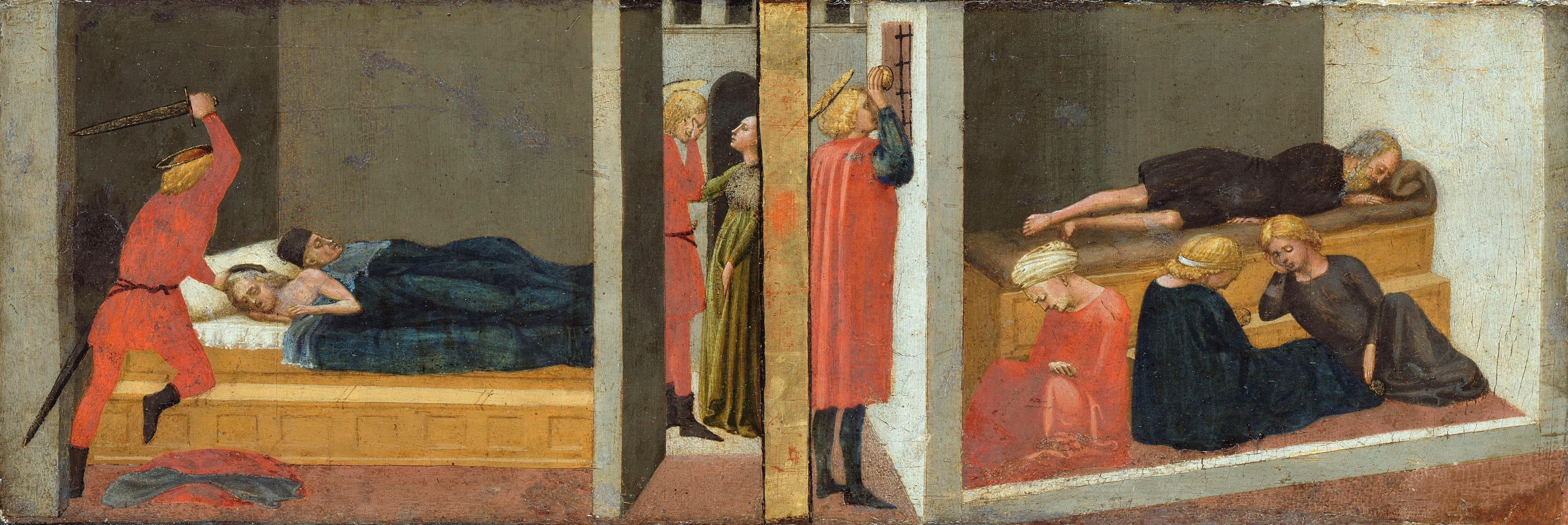
История святых Юлиана и Николая. Деталь пределлы. 1426. Дерево, темпера. Берлинская картинная галерея
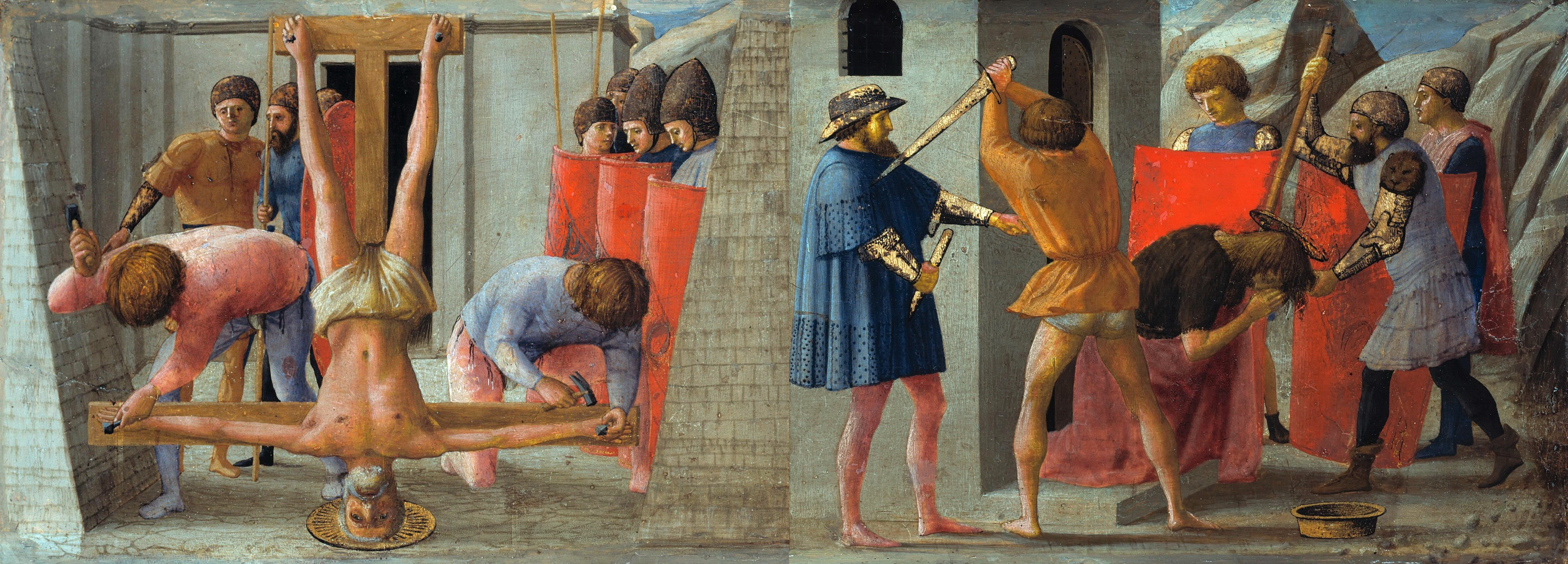
Распятие Святого Петра и казнь Иоанна Крестителя. 1426. Дерево, темпера. Берлинская картинная галерея
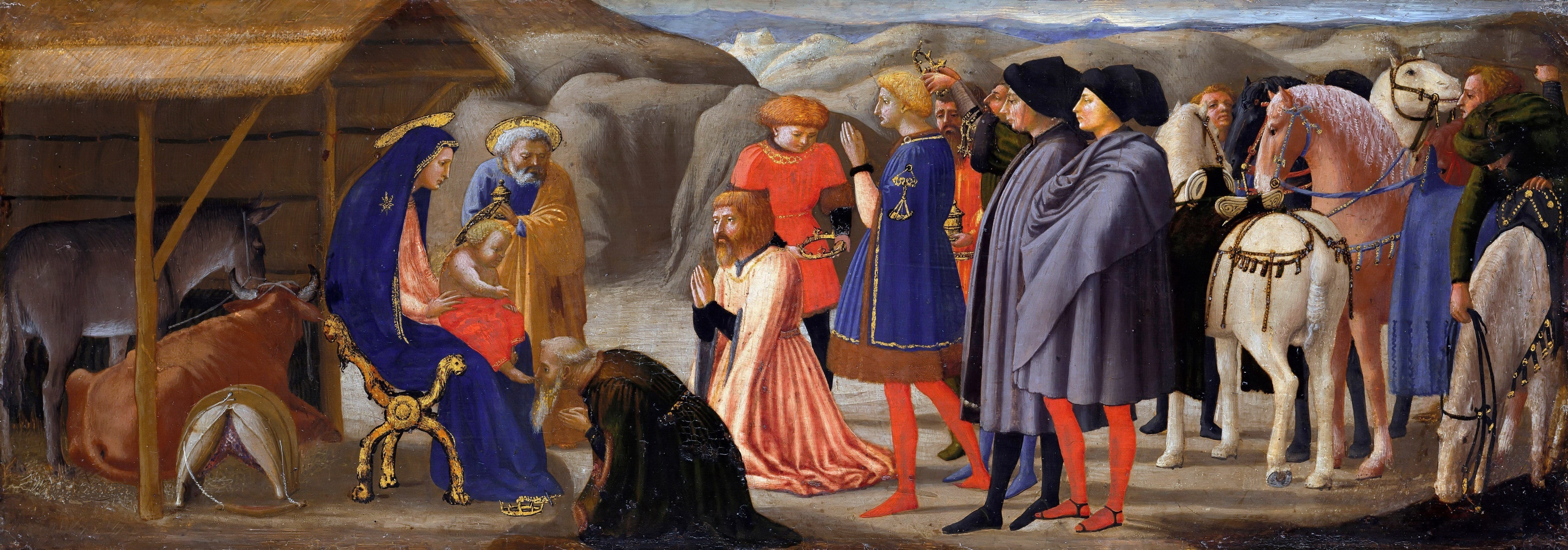
Поклонение волхвов. Деталь пределлы. 1426. Дерево, темпера. Берлинская картинная галерея

## Моление о чаше

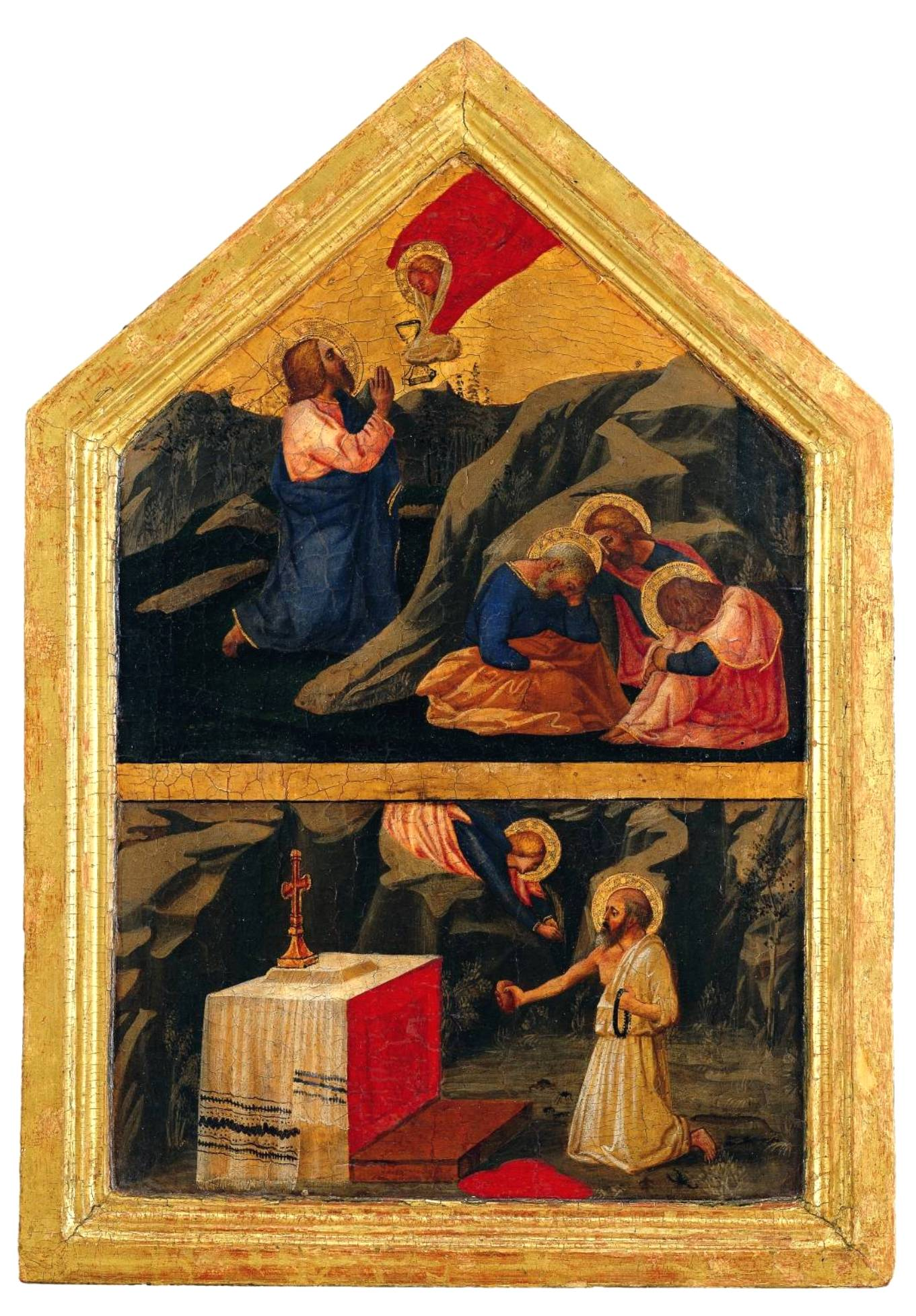
Моление о чаше. Ок. 1426. Дерево, темпера, золочение. Альтенбург, Музей Линденау

Небольшая панель (50 х 34 см) в форме маленького алтаря из музея Линденау, Альтенбург, содержит две сцены: «Моление о чаше» и «Причащение Святого Иеронима». В верхнем сюжете использован золотой фон, а в нижнем он полностью записан. Фигуры трёх апостолов справа своими очертаниями повторяют формат картины. Большинство критиков считает, что она была написана сразу вслед за Пизанским полиптихом. В конце XIX века германский учёный Август Шмарзов приписал её Мазаччо, однако не все исследователи поддержали эту атрибуцию. Б. Беренсон приписывает картину Андреа ди Джусто, а Лонги и Сальми считают её работой Паоло Скьяво. Ценность этого произведения и атрибуция Мазаччо были вновь подтверждены в работах Ортеля (1961), Берти (1964) и Парронки (1966), которые увидели в нём ярко выраженную оригинальность.

## Мадонна с Младенцем

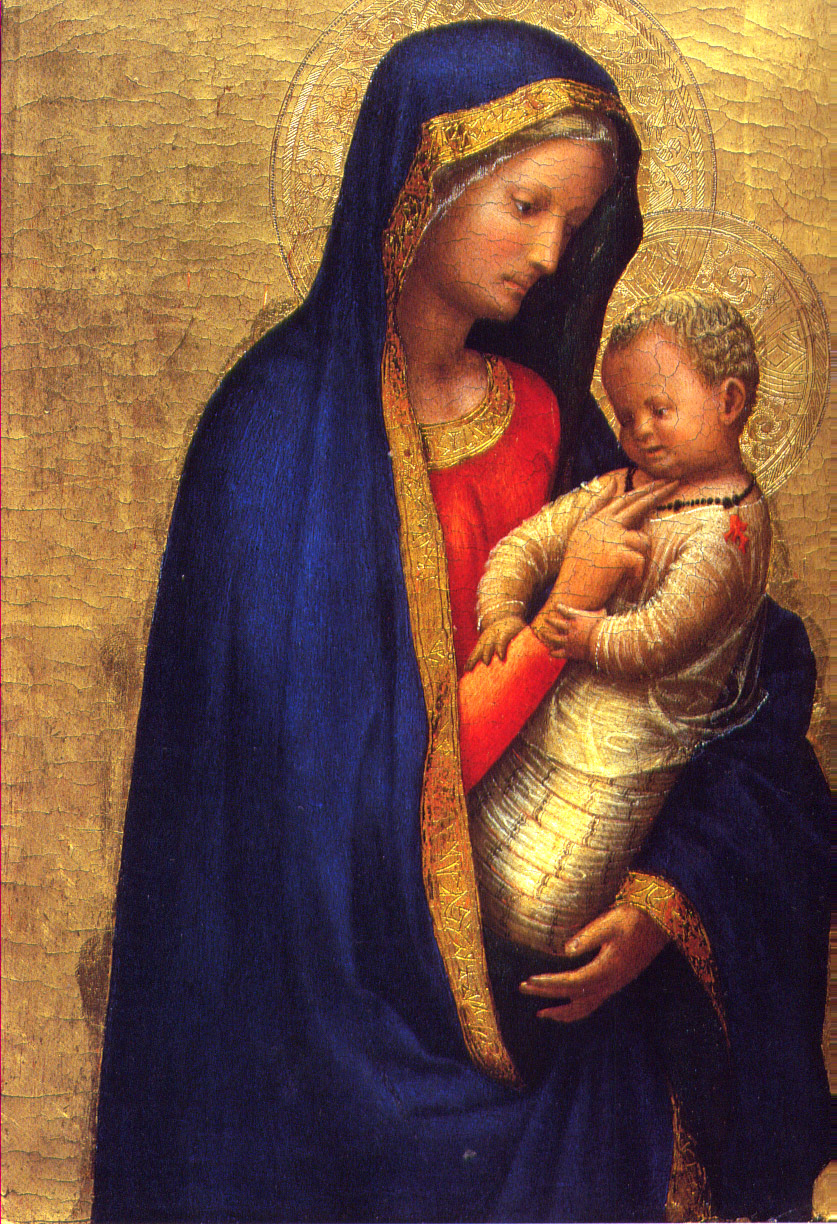
Мадонна с Младенцем. Ок. 1426. Дерево, темпера, золочение. Уффици, Флоренция

Это произведение датируют примерно тем же временем, что и Пизанский полиптих. На золотом фоне, наложенном на доску размером 24 х 18 см, написана Мадонна, ласково щекочущая подбородок младенца. На оборотной стороне изображён герб со щитом, на жёлтом фоне которого красуются шесть звёзд, перепоясанный по центру чёрной лентой с золотым крестом, вся композиция увенчана кардинальской шляпой — это герб Антонио Казини, который принял кардинальский сан 24 мая 1426 года. Роберто Лонги, представивший публике это произведение в 1950 году и атрибутировавший его Мазаччо, приписал его ко времени создания Пизанского полиптиха, потому что ему присущи цветовая гармония и «чудесные пространственные эффекты». Большинство современных критиков согласны, что это работа Мазаччо.
В начале XX века картина хранилась в частной коллекции, затем в 1952 году была показана на состоявшейся в Риме «Второй национальной выставке произведений искусства, возвращённых из Германии», в 1988 году была передана в галерею Уффици, Флоренция.

## История Святого Юлиана

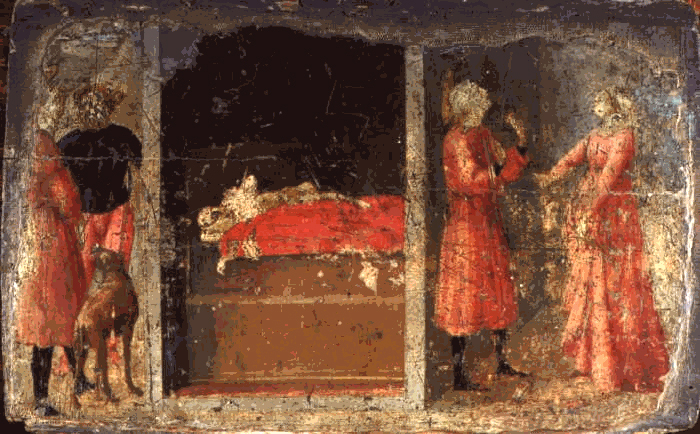
История Святого Юлиана. Между 1423 и 1425. Дерево, темпера. Музей Хорна, Флоренция

На небольшой доске размером 24 х 43 см написана история из жизни Святого Юлиана. В левой части Юлиан во время охоты беседует с дьяволом в человеческом обличье, который предсказывает смерть отца и матери Юлиана от его руки. В центральной части изображены отец и мать Юлиана в спальне, где он, приняв их за свою жену и её любовника, убил обоих. В правой части он в потрясении видит свою жену живой. Долгое время эту небольшую панель из музея Хорна, Флоренция, считали какой-то частью пределлы Пизанского алтаря. Согласно иной версии, эта работа принадлежит другому произведению, в создании которого Мазаччо мог участвовать с Мазолино, — Триптиху Карнесекки.

## Троица

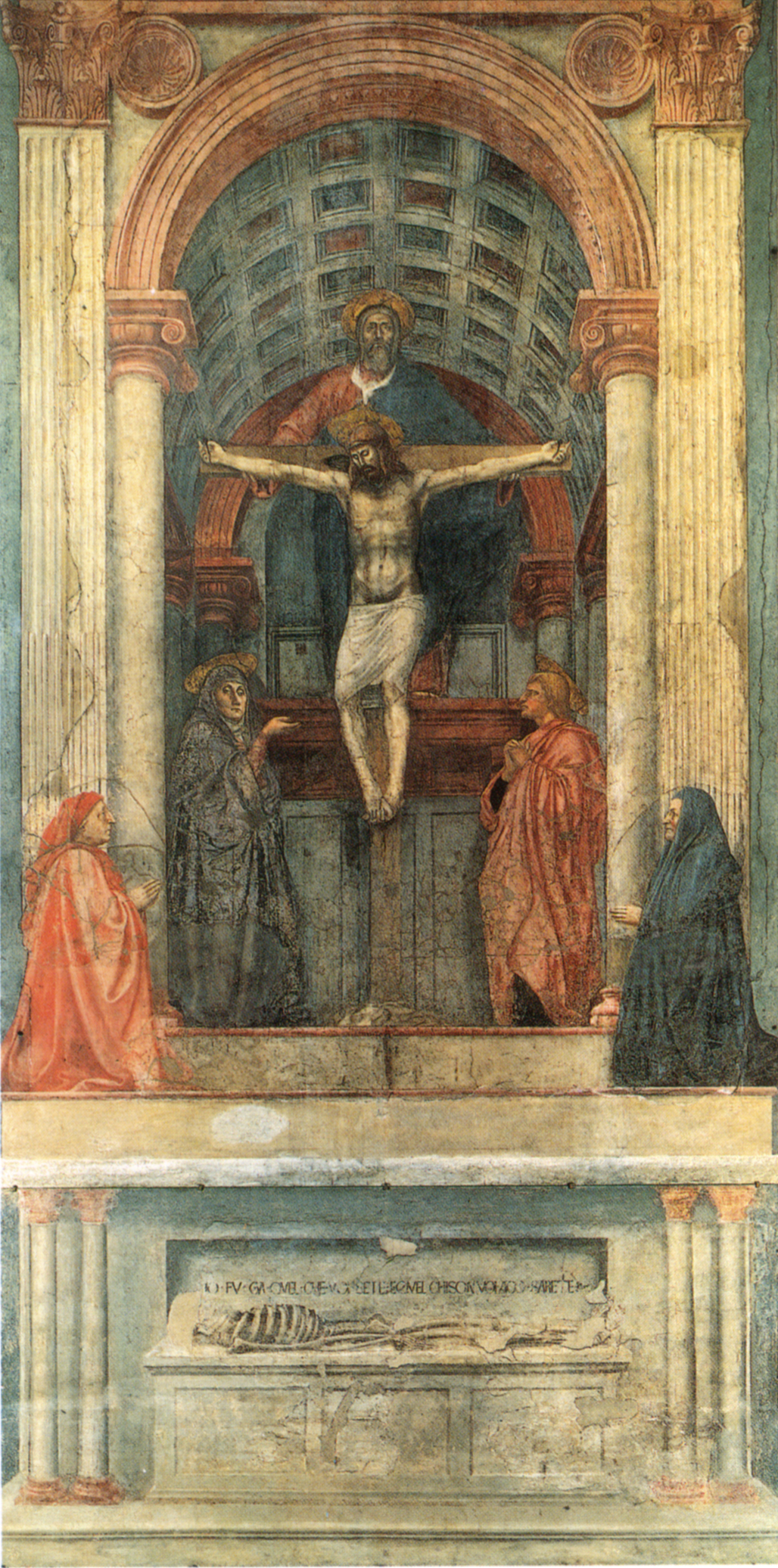
Мазаччо. Троица. 1425—1426. Фреска. Церковь Санта-Мария-Новелла, Флоренция

«Троица» представляет собой фреску, размером 667х317 см, написанную на стене нефа доминиканской церкви Санта-Мария-Новелла во Флоренции. Существует несколько точек зрения относительно времени её создания. Одна часть исследователей считает, что она была написана до капеллы Бранкаччи, около 1425 года (Борсук, Гилберт, Парронки), другая, что параллельно с работами в капелле Бранкаччи в 1426—1427 годах (Сальми, Прокаччи, Бранди), третья, что непосредственно перед отъездом Мазаччо в Рим в 1427—1428 годах (Берти).
На фреске изображён Бог Отец возвышающийся над Распятием, возле которого четыре фигуры предстоящих — Марии и Иоанна Богослова, и под ними — два донатора, сложившие руки в молитве. В нижней части написана гробница со скелетом Адама. Несмотря на то, что на фреске присутствует донатор с супругой, не сохранилось никаких документов, касающихся заказчика этого произведения. Одни считают, что им мог быть Фра Лоренцо Кардони, служивший приором церкви Санта-Мария-Новелла с 1423 до начала 1426 года, другие, что это был Доменико Ленци, который умер в 1426 году и был похоронен в этом храме рядом с фреской. Возможно также, что фреску заказал Алессо Строцци, занявшим должность приора церкви вслед за Фра Лоренцо Кардони. Он был другом Лоренцо Гиберти и Филиппо Брунеллески.

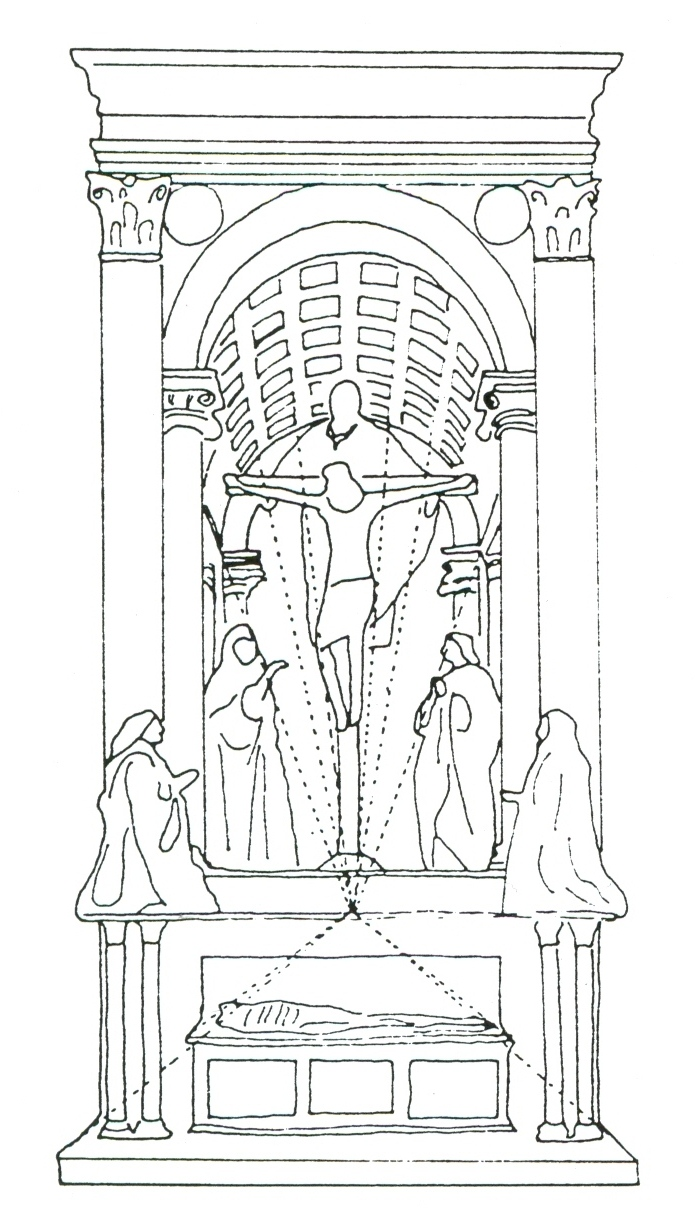
Схема построения линейной перспективы «Троицы» Мазаччо

«Троица» считается одним из фундаментальных произведений, положивших начало эпохе итальянского Возрождения в истории искусства. Произведение Мазаччо является первым классическим изображением Новозаветной Троицы в западноевропейском искусстве, так называемого «Престола Благодати» (итал. Trono di Grazia ), иконография которого имела особенно важное значение для монахов доминиканского ордена. В отличие от Троицы Ветхозаветной, представляемой в образе трёх ангелов, в новой иконографии представлены все три лица Бога: Бог-Отец, поддерживающий крест с распятым Сыном, и Святой дух в виде голубя (над нимбом Христа). В нижней части фрески показан саркофаг со скелетом первого человека на земле — Адама, над которым надпись— «Я был некогда таким, как вы, и вы будете такими, как я» (IO FU' GIÀ QUEL CHE VOI SETE, E QUEL CH’I' SON VOI ANCO SARETE).
Фреска известна также новаторством в передаче иллюзорной перспективы изображённой на стене воображаемой архитектуры и образами донаторов (заказчиков), включённых в общее сакральное пространство композиции, смело сопоставленной с действительным пространством, в котором находится зритель.
Ещё в 1568 году фреской восторгался Вазари, однако В 1570 году в церкви построили малый алтарь по заказу семейства Кардони с картиной Дж. Вазари, который закрыл фреску Мазаччо от публики. Фреска оставалась неизвестной до 1861 года, когда она была перенесена на внутреннюю стену фасада между левым и центральным входом в храм. В 1952 году алтарь Вазари был разобран и фреску Мазаччо вернули на старое место. Открывшаяся нижняя часть композиции со скелетом Адама сохранилась не полностью и была дополнена реставраторами. Реставрацией руководил Леонетто Тинтори.
Согласно наиболее распространённой интерпретации иконографии этой фрески, она отсылает нас к традиционным средневековым двойным капеллам Голгофы, в нижней части которых располагалась гробница первого человека Адама, а в верхней части Распятие (подобные капеллы копировали храм Голгофы в Иерусалиме). В этой необычной иконографии и изобразительной конструкции воплощена идея движения человеческого духа к Спасению: произрастая из земной жизни (скелет Адама) через молитву предстоящих, заступничество Богоматери и Иоанна Крестителя дух человека устремляется к Пресвятой Троице с надеждой на прощение и обретения вечной жизни.
В связи с тем, что в этом произведении с особой последовательностью воплощены законы перспективы и архитектурные принципы Брунеллески, критики неоднократно писали, что оно было создано под непосредственным руководством этого архитектора, однако большинство не разделяет эту точку зрения. Внимание последующих интерпретаторов, прежде всего привлекало странное расположение фрески, препятствующее такой иллюзии. Фреска расположена на стене бокового (западного) нефа (апсида храма обращена на север) и выглядит сторонней, как бы случайно обнаруженной сквозь аркады главного нефа, она даже не вкомпонована в пролёт (травею) нефа, расположена асимметрично относительно находящегося выше окна и, как кажется, слишком низко. Она не вписана в поле стены и, скорее, напоминает плоскую облицовочную плиту, наложенную на стену, чем пространственную композицию. Она выглядит неким учебным эскизом, частным экспериментом. Одно из возможных объяснений сводится к тому, что в этот период ещё не было создано общепризнанного эталона ренессансного интерьера, с которым можно было бы связать живописную перспективу подобной композиции. Интерьер церкви Санта-Мария-Новелла с его стрельчатыми «полосатыми» арками действительно выглядит готическим. Однако к тому времени архитектор Филиппо Брунеллески уже создал в 1423 году интерьер церкви Сан-Лоренцо (интерьер Капеллы Пацци появился позднее, в 1443 году). «В панно Мазаччо пространство существует как бы в снятой форме, в потенции, скорее как графическое обозначение, нежели как зрительная иллюзия».
Фреска в основном написана в серых тонах, почти сливающихся со стеной. Тем более неожиданным выглядит интенсивный розовый цвет. Розовым окрашены нарисованные на стене архитектурные детали (карниз, архивольты арок, капители) будто художник специально их подчёркивает, а также розовые одежды фигур. Причём розовым (тёплым тоном, который по законам зрительного восприятия кажется выступающим вперёд) окрашены как ближние, так и дальние элементы композиции, что усиливает её зрительную плоскостность, противоречащую линейной перспективе. Фигуры донаторов расположены на уровне горизонта зрителя и они изображены в ракурсе снизу, а далее, повышаясь, фигуры увеличиваются в размерах, образуя зрительную пирамиду согласно их символическому значению, одновременно как бы отодвигаясь вглубь, в пространство воображаемой капеллы, кессонированный свод которой дан в сильном ракурсе снизу. Таким образом возникает обратная перспектива, создающая впечатление «нависания» фигур над зрителем, рассматривающим фреску снизу. Однако саркофаг со скелетом Адама, хотя он и занимает нижнюю часть композиции, напротив, виден сверху, как бы находящимся в крипте под полом церкви.
По некоторым версиям на фреске Мазаччо изображены две гробницы: Адама в нижней части и Христа в верхней, что имеет важный сакральный смысл. Существуют реконструкции такого пространства, созданные П. Санпаолези в 1962 году. Такая реконструкция показывает, что Брунеллески (или сам Мазаччо) создал воображаемую пространственную модель алтарной ниши. Воображаемое пространство мнимой капеллы может также объяснить, почему сама фреска никак не связана с пространством действительной архитектуры. Очевидно, что изображённое на стене пространство и последовательность пространственных планов имеют иной, более глубокий философский смысл, чем простое упражнение в геометрической перспективе. «Вся верхняя часть композиции, представленная в ракурсе снизу, — подобна алтарю, находящемуся на возвышении». Фигуры донаторов меньше по размеру, чем более удалённые. Такая обратная перспектива усиливает символическое значение композиции как «восхождения от человеческого к божественному,.. от смерти к вечности. От материальной действительности к реальности духа».
Многие исследователи, в частности Г. Керн в статье 1913 года, предполагают, что архитектурную «сетку» для живописца начертил на стене мастер перспективы, архитектор Филиппо Брунеллески, а живописец только вставил фигуры. Это не доказано, но косвенно подтверждается тем, что написанные несколько архаично и плоскостно фигуры мало соответствуют геометрической перспективе архитектурной части и тем, что последние намеренно выделены розовым цветом. Брунеллески, предположительно, в 1402 году совершил путешествие из Флоренции в Рим, специально для изучения древнеримской архитектуры.
Тем не менее, остаётся вопрос: почему архитектурная часть, начерченная в системе фронтальной перспективы (но при этом свод изображён снизу) и фигуры в пространственном смысле противоречат другу другу. Одно из распространённых объяснений заключается в том, что автор архитектурной части и живописец не договорились или не смогли договориться о единой системе изобразительного пространства. Иное объяснение: увеличение фигур снизу вверх и необычная раскраска архитектурных деталей позволили художнику интуитивно «удерживать» всю композицию в плоскости стены. «Таким образом, иллюзионизм геометрической перспективы не нарушил духовной иерархии персонажей и целостности композиционного решения».

## Берлинское тондо
Деревянный поднос диаметром 56 см расписан с двух сторон: на одной изображено Рождество, на другой — путто с маленькой собачкой. Произведение представляет собой «desco da parto» — поднос для роженицы, который в то время было принято дарить женщинам из богатых семей, поздравляя их с рождением ребёнка (как это происходило — можно видеть в изображённой сцене Рождества: слева, среди подносящих дары, стоит мужчина с таким же «деско да парто»). Несмотря на то, что подобные произведения были близки работам ремесленников, самые знаменитые художники кватроченто не брезговали их изготовлением. Берти видел в этой работе «первое ренессансное тондо», обратив внимание на важные нововведения и использование выстроенной в перспективе архитектуры в соответствии с принципами Брунеллески.
В 1834 году тондо было собственностью Себастьяно Чьямпи из Сан Джованни Вальдарно, в 1883 году Берлинский музей приобрёл его во Флоренции. Обычно эту работу датируют периодом последнего пребывания Мазаччо во Флоренции перед тем, как он отправился в Рим, где скончался. С 1834 года произведение приписывают Мазаччо (сначала Гверранди Драгоманни, затем Мюнц, Боде, Вентури, Шубринг, Сальми, Лонги, и Бернсон). Однако есть те, кто считает его работой Андреа ди Джусто (Морелли), или Доменико ди Бартоло (Бранди), или произведением анонимного флорентийского художника, работавшего между 1430 и 1440 годами (Питталуга, Прокаччи, Мисс).

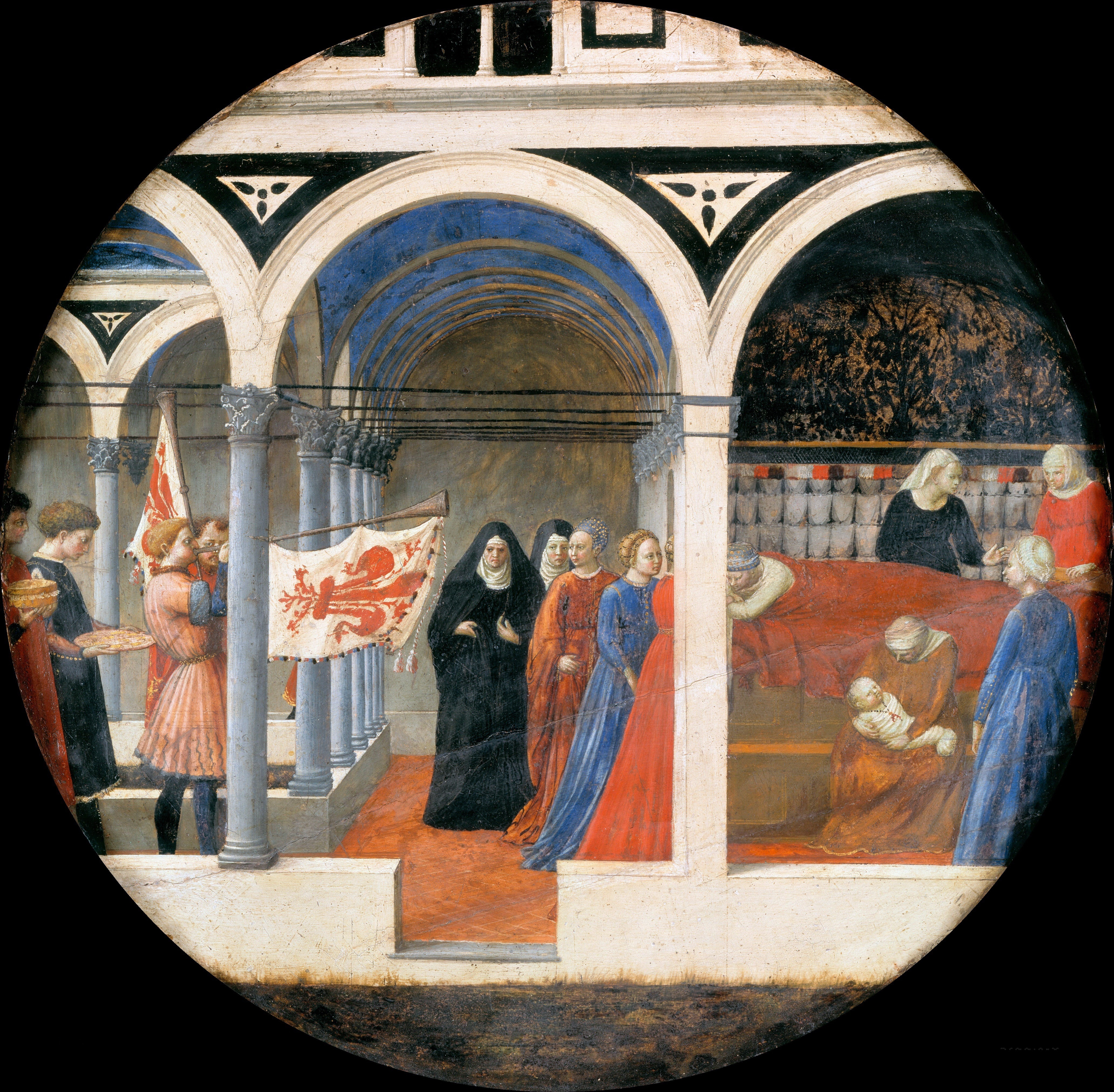
Рождество. Лицевая сторона. Ок. 1420. Дерево, темпера. Берлинская картинная галерея
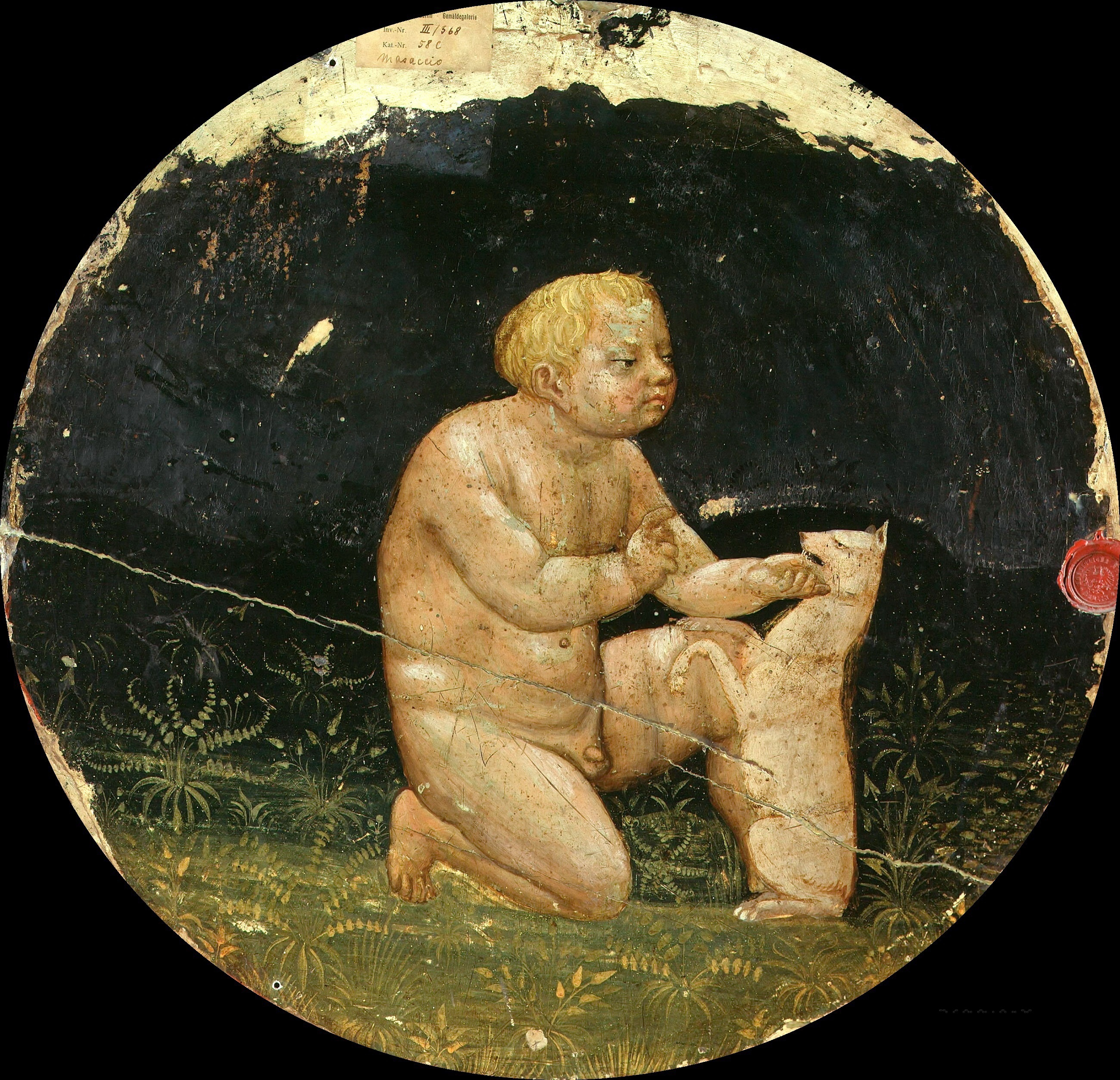
Путто с собачкой. Оборотная сторона. Дерево, темпера. Берлинская картинная галерея

## Последний период

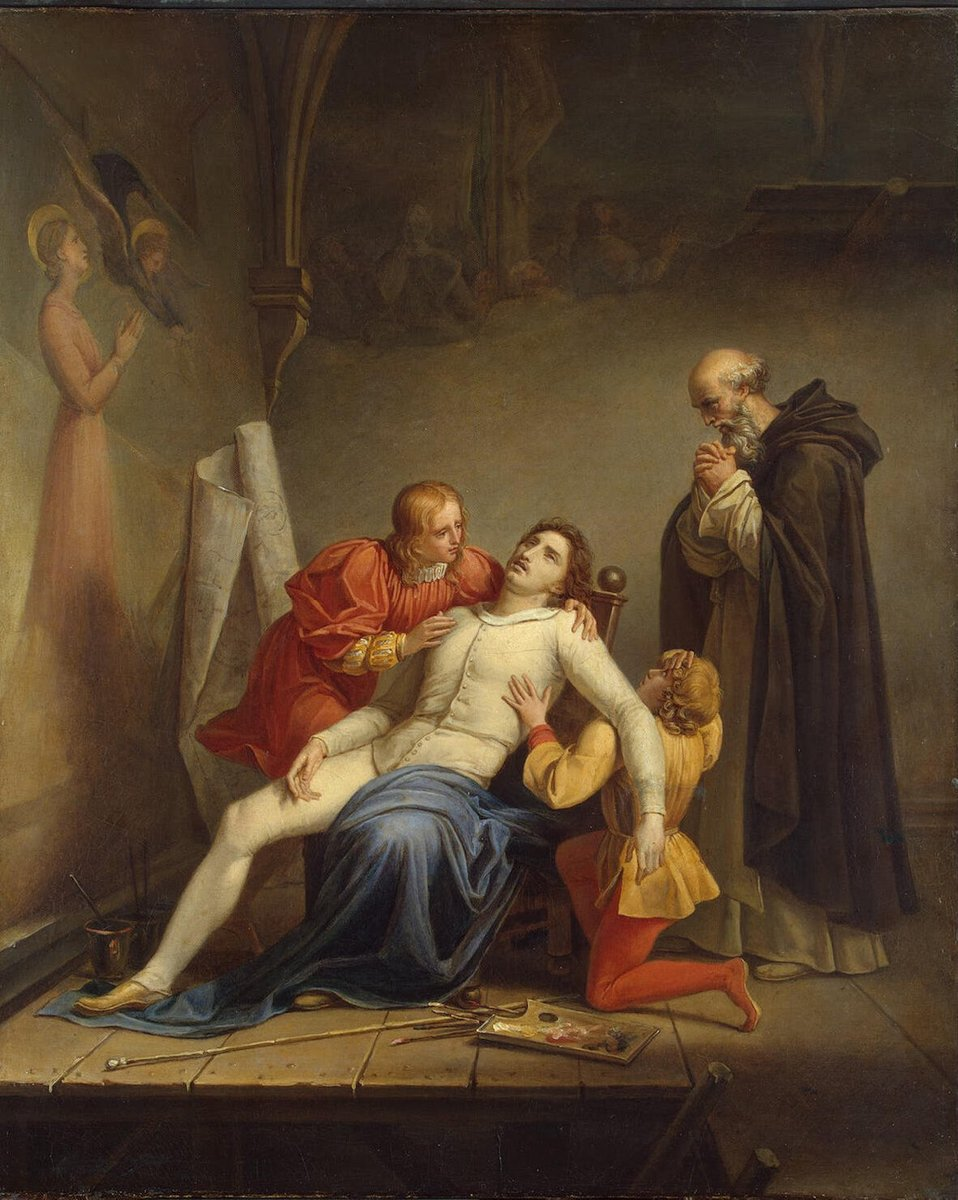
Шарль Огюст Кудер. Смерть Мазаччо. Ок. 1817. Холст, масло. Государственный Эрмитаж, Санкт-Петербург

Из немногих архивных документов, касающихся жизни художника, сохранилась запись флорентийского налогового кадастра. Она датирована июлем 1427 года; в ней сообщается, что Мазаччо вместе с матерью снимал скромное помещение на Виа деи Серви, имея возможность содержать лишь часть мастерской, разделённой с какими-то иными художниками. В своём «Жизнеописании Мазаччо» (1568) Вазари даёт ему такую характеристику: «Человеком он был весьма рассеянным и очень беспечным, подобно тем, у кого вся дума и воля сосредоточены лишь на вещах, имеющих отношение к искусству, и кто мало обращает внимание на себя и ещё меньше на других. И так как он никогда и никак не хотел думать о житейских делах и заботах, в том числе даже о своей одежде, и имел обыкновение требовать деньги у своих должников лишь в случае крайней нужды, то вместо Томмазо, каково было его имя, его все звали Мазаччо [то есть мазила], однако не за порочность, ибо от природы он был добрым, а за ту самую его рассеянность, которая не мешала ему с такой готовностью оказывать другим такие услуги и такие любезности, о которых и мечтать не приходилось».
Мазаччо имел много долгов. Это подтверждается заметкой о смерти художника, сделанной в 1430 году одним из его кредиторов, который выражает сомнение в платёжеспособности своего должника, опираясь на слова его брата Джованни (Скеджи), который отказался от состоящего из долгов наследства Мазаччо. Таково было положение дел перед его отъездом в Рим.
Сколько месяцев Мазаччо провёл в Риме, не ясно. Смерть его была неожиданной, однако для версии об отравлении, изложенной Вазари, нет никаких оснований. Антонио Манетти лично слышал от брата художника, что он умер в возрасте около 27 лет, то есть в конце 1428 года, или в самом начале 1429-го. В налоговых документах в ноябре 1429 года напротив имени Мазаччо рукой чиновника сделана приписка: «Говорят, что он умер в Риме». Из откликов на его смерть, сохранились лишь слова Брунеллески «Какую большую потерю мы понесли». Вероятно, эти слова свидетельствуют о малочисленности кружка художников-новаторов, понимавших суть творчества мастера.

## Двусторонний триптих из церкви Санта-Мария-Маджоре

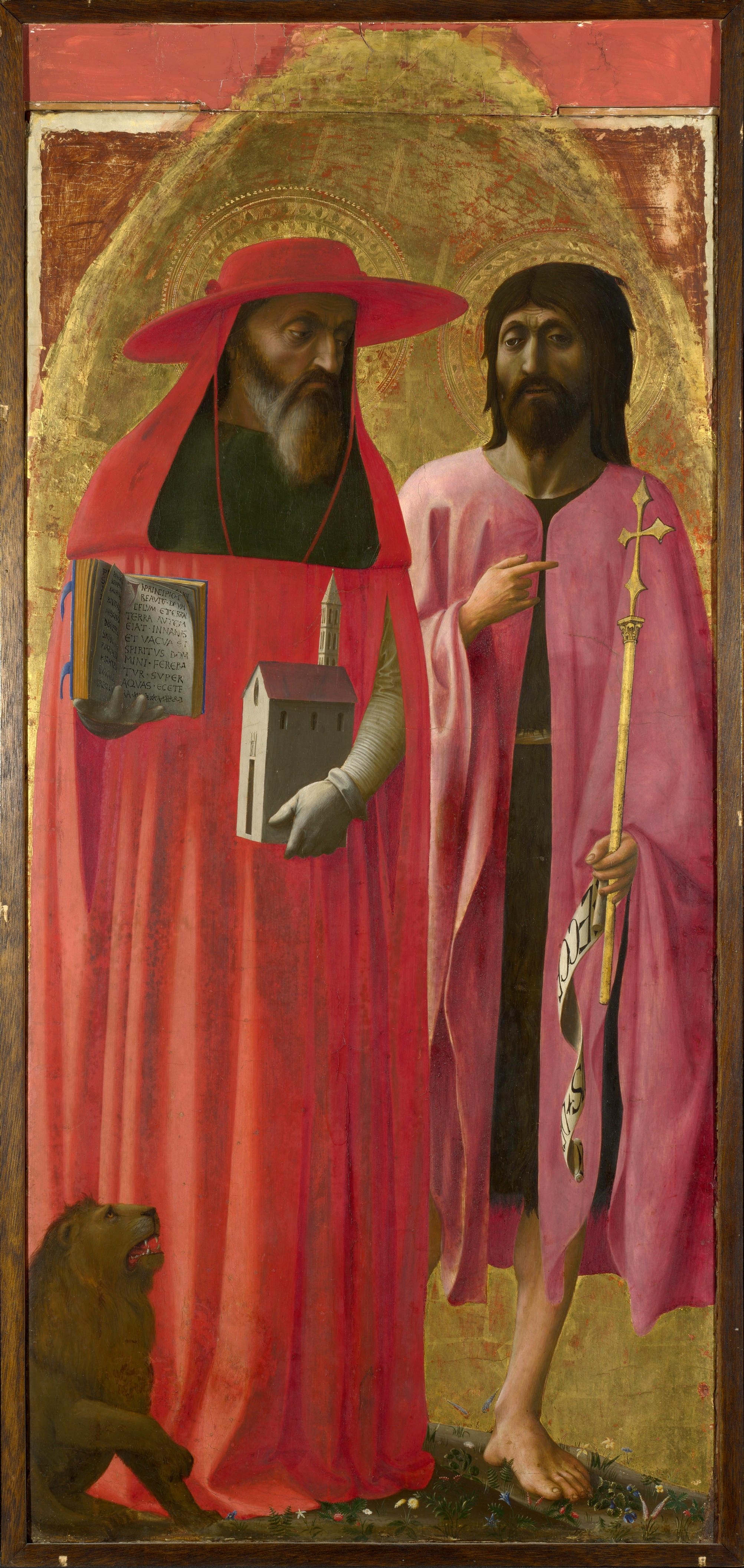
Мазаччо. Святые Иероним и Иоанн Креститель. между 1428 и 1429. Дерево, темпера. Национальная галерея, Лондон

В 1428 году Мазаччо оставив незаконченными фрески в Капелле Бранкаччи, отправился в Рим. Скорее всего, его туда позвал Мазолино для работы над полиптихом для римской церкви Санта-Мария-Маджоре и другими престижными заказами. По мнению большинства учёных, Мазаччо успел начать левую створку алтаря с изображением святых Иеронима и Иоанна Крестителя. Дописывать триптих пришлось Мазолино. В XVII веке это произведение хранилось в Палаццо Фарнезе, однако в XVIII веке было разобрано и продано. Триптих был двусторонним, поэтому, так же как в случае со знаменитой «Маэста» Дуччо, он был продольно распилен так, чтобы разделить лицевую и оборотную поверхности. В итоге «Святые Иероним и Иоанн Креститель» и «Святые Либерий и Матфей» оказались в лондонской Национальной галерее, центральная панель «Основание церкви Санта-Мария-Маджоре» и «Вознесение Марии» в музее Каподимонте, Неаполь, «Святые Пётр и Павел» и «Святые Иоанн Богослов и Мартин Лоретский» в коллекции Джонсон, Филадельфия.    
На картине (114х55см) изображён в полный рост Святой Иероним согласно иконографическому канону: в красном облачении и шляпе, рядом с ним показан лев. За его спиной стоит Иоанн Креститель. Картину приписал Мазаччо английский исследователь К. Кларк в своей статье, изданной в 1951 году. Однако некоторые учёные приписывают это произведение Мазолино или даже Доменико Венециано.

## Фрески в церкви Сан-Клементе

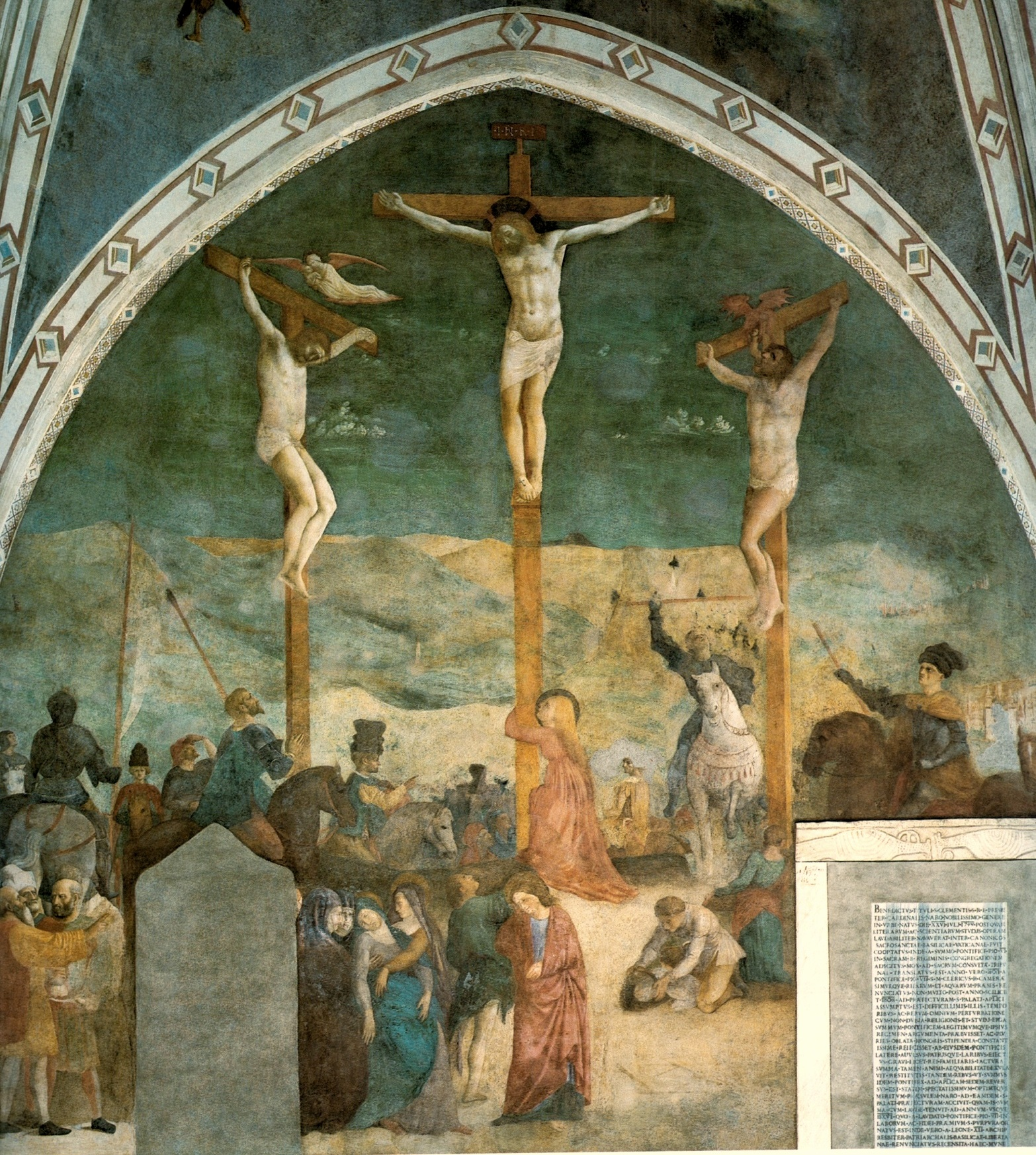
Мазолино. Распятие. Фреска. Церковь Сан-Клементе, Рим

Согласно сообщению Вазари, Мазаччо обрёл в Риме «величайшую славу» достаточную для того, чтобы получить заказ от кардинала Сан-Клементе на роспись капеллы Святой Екатерины в церкви Сан-Клементе с историями из жизни этой святой (в наше время фрески считают работой Мазолино). Однако его участие в росписях вызвало впоследствии среди учёных серьёзные сомнения. Некоторые из них (Вентури, Лонги, и, с оговорками, Берти) считают, что Мазаччо могут принадлежать синопии (предварительные рисунки на штукатурке) в сцене Распятия, конкретно — в изображении рыцарей слева. Все попытки отделить руку Мазаччо от руки Мазолино в этих фресках не выходят за рамки предположений. Фреска со сценой Распятия сильно пострадала и пребывает в таком состоянии, которое не даёт возможности сделать окончательные выводы.

## Оценки творчества
Творчество Мазаччо оказало глубокое влияние на развитие ренессансной живописи, и всей европейской живописи. Его работы изучали многие поколения художников, среди которых были Рафаэль и Микеланджело.
Мазаччо впервые после Джотто попытался передать в живописи глубокое пространство и моделировать объём фигур светотенью. По выражению Бернарда Беренсона Мазаччо — это «вновь рождённый Джотто», который заложил основы «осязательного качества формы» — характерного признака флорентийской школы живописи. Мазаччо «указал флорентийской живописи путь, по которому та шла вплоть до своего заката».
В произведениях Мазаччо появилась «общность наблюдения и опыта». Теперь задачей совершенствования стиля в изображении пространства стал прогресс «нового осмысления изображения и нового завоевания мира».
«Сделав мощный рывок в сторону абстрагирования изображения, Мазаччо преодолел и конфликт, двойственность, мешавшие Джотто. Искусство освободилось от компромисса воображения и следования природе, оно возвысилось над природой и встало на путь художественного преображения реальности. Это и был идеал Высокого Возрождения, которое для остальных художников наступит столетие спустя. Отсюда целостность и убедительность образов капеллы Бранкаччи».

## Краткая библиография
На русском языке
- Вазари Д. Жизнеописания наиболее знаменитых живописцев, ваятелей и зодчих.. — М., 1996. — Т. II.
- Романов Н. И. Мазаччо // Учёные записки Московского университета. Вып. 126. М., 1947.
- Знамеровская Т. П. Проблемы кватроченто и творчество Мазаччо / Ленинградский ордена Ленина и ордена Трудового Красного Знамени государственный университет имени А. А. Жданова. — Л.: Изд-во ЛГУ, 1975. — 176, [16] с. — 8750 экз. (обл.)
- Лазарев В. Н. Мазаччо // Начало раннего Возрождения в итальянском искусстве. М. 1979.
- Дзери Ф. Мазаччо. Троица. М. 2002.

На иностранных языках
- O. Casazza. Masaccio and the Brancacci Chapel. — NY, 1993.
- J. Dunkerton, S. Foister, D. Gordon, N. Penny. Giotto to Durer. — London,, 1991. — P. 248—255.
- S. Roettgen. Italian Frescoes. The Early Renaissance. — Abbeville Press, 1996. — P. 92—117.
- M.Salmi. Masaccio. Rome 1932.
- M. Pittaluga. Masaccio. Florence 1935
- K. Clark. An Early Quattrocento Triptych from Santa Maria Maggiore, Roma, in «Burlington Magazine» 1951, pp. 339—347.
- U. Procacci, Masaccio, Milan 1951
- L. Berti, Masaccio 1422, in «Commentari» 1961 pp. 84-107
- P. Meller, La Capella Brancacci. Problemi ritrattisci e iconografici, in «Acropoli», III and IV, 1961
- L. Berti, Masaccio, Milan 1964
- F. Bologna, Masaccio, Milan 1966
- A. Parronchi, Masaccio, Florence 1966
- L. Berti, L’opera completa di Masaccio, Milan 1968
- C. Del Bravo, Masaccio. Tutte le opera, Florence 1969
- J.H. Beck, Masaccio: the documents, in «The Harvard University Center for Italian Renaissance Studies» Villa I Tatti, Locust Valley — N-Y 1978
- B. Cole, Masaccio and the Art of Early Renaissance Florence, Bloomington & London, 1980
- L. Berti, R. Foggi, Masaccio, Florence 1989
- John T. Spike, Masaccio, Milan 2002

## Произведения
- Капелла Бранкаччи
- Троица (Мазаччо)
- Изгнание из рая
- Работы Мазаччо